# Liste de jumeaux
Cet article dresse une liste de jumeaux célèbres, laquelle inclut aussi des naissances multiples, des frères ou sœurs siamois, de célèbres jumeaux contemporains, des jumeaux sportifs, des jumeaux mythologiques, des jumeaux historiques, des jumeaux fictifs, des célébrités ayant un jumeau et des records établis par des jumeaux.

## Jumeaux célèbres

### Histoire et noblesse
- Titus Veturius Geminus Cicurinus et Caius Veturius Geminus Cicurinus, consuls romains du Ve siècle av. J.-C.
- Antiochos XI Philadelphe et Philippe Ier Philadelphe, jumeaux d'Antiochos VIII Philometor et de Cléopâtre Tryphaena.
- Faustus Cornelius Sulla (????--46) et Fausta Cornelia Sulla (Ier siècle av. J.-C.), jumeaux de Sylla et de Caecilia Metella Dalmatica.
- Alexandre Hélios (25/12/-40-????) et Cléopâtre Séléné (25/12/-40 – vers 5), jumeaux de Marc Antoine et de Cléopâtre VII.
- Tiberius Julius Caesar Nero Gemellus (10/10/19-38) et Tiberius Claudius Caesar Germanicus Gemellus (10/10/19-23), jumeaux de Drusus et Livilla.
- Annia Lucilla (07/03/149-182) et son jumeau anonyme mort jeune (en latin Gemellus Lucillae, « jumeau de Lucilla »), jumeaux de Marc Aurèle et de Faustine la Jeune.
- Titus Aurelius Fulvus Antoninus (31/08/161-165) et Commode (31/08/161-31/12/192), jumeaux de Marc Aurèle et de Faustine la Jeune.
- Louis Ier le Pieux (778-20/06/840) et Lothaire de France (778-779), jumeaux de Charlemagne et de Hildegarde de Vintzgau.
- Charles (953-12/06/991) et Henri de Basse-Lotharingie (953-953), jumeaux de Louis IV de France et de Gerberge de Saxe.
- Raymond Bérenger II (1053-1082) et Bérenger-Raimond II de Barcelone (1053-1097), jumeaux de Raimond-Bérenger Ier de Barcelone et d'Almodis de la Marche.
- Galéran IV de Meulan (1104-09/04/1166) et Robert II de Beaumont (1104-05/04/1168), jumeaux de Robert Ier de Meulan et d'Isabelle de Vermandois.
- Robert (14/03/1190-14/03/1190) et Philippe de France (14/03/1190-17/03/1190), jumeaux de Philippe II Auguste et d'Isabelle de Hainaut.
- Smbat (1276-1310) et Isabelle d'Arménie (1276-1323), jumeaux de Léon III d'Arménie et de Kyranna de Lampron.
- Oshin (1283-20/07/1320) et Alinax d'Arménie (1283-28/08/1310), jumeaux de Léon III d'Arménie et de Kyranna de Lampron.
- Henri II (13/01/1334-29/05/1379) et Fadrique de Castille (13/01/1334-29/05/1358), jumeaux d'Alphonse XI de Castille et Leonor de Guzmán.
- Jacques II d'Écosse (16/10/1430-03/08/1460) et Alexandre Stuart (16/10/1430-1430), jumeaux de Jacques Ier d'Écosse et de Jeanne Beaufort.
- Jeanne (07/09/1438-26/12/1446) et Marie de France (07/09/1438-14/02/1439), jumelles de Charles VII de France et de Marie d'Anjou.
- Catherine (11/11/1449-08/03/1464) et Sidonie de Bohême (11/11/1449-01/02/1510), jumelles de Georges de Bohême et de Cunégonde de Šternberk.
- Jeanne (24/06/1556-24/06/1556) et Victoire de Valois (24/06/1556 – août 1556), jumelles d'Henri II de France et de Catherine de Médicis.
- Élisabeth (14/08/1727-06/12/1759) et Henriette de France (14/08/1727-10/02/1752), jumelles de Louis XV de France et de Marie Leszczyńska.
- Amélie (13/07/1776-26-10/1823) et Caroline de Bade (13/07/1776-13/11/1841), jumelles de Charles Louis de Bade et d'Amélie de Hesse-Darmstadt.
- Élisabeth (13/11/1801-14/12/1873) et Amélie de Bavière (13/11/1801-08/11/1877), jumelles de Maximilien Ier de Bavière et Caroline de Bade.
- Marie-Thérèse de Savoie (19/09/1803-16/07/1879) et Marie-Anne de Sardaigne (19/09/1803-04/05/1884), jumelles de Victor-Emmanuel Ier de Sardaigne et de Marie-Thérèse d'Autriche-Este.
- Marie (27/01/1805-13/09/1877) et Sophie de Bavière (27/01/1805-28/05/1872), jumelles de Maximilien Ier de Bavière et Caroline de Bade.
- Henriette (30/11/1870-28/03/1948) et Joséphine de Belgique (30/11/1870-18/01/1871), jumelles de Philippe de Belgique et de Marie de Hohenzollern-Sigmaringen.
- Elsa (01/03/1876-27/05/1936) et Olga de Wurtemberg (01/03/1876-21/10/1932), jumelles d'Eugène de Wurtemberg et de Vera Constantinovna de Russie.
- Philippe (06/11/1896-25/10/1980) et Wolfgang de Hesse-Cassel (06/11/1896-12/07/1989), jumeaux de Frédéric-Charles de Hesse-Cassel et de Marguerite de Prusse.
- Richard (14/05/1901-11/02/1969) et Christophe de Hesse-Cassel (14/05/1901-07/10/1943), jumeaux de Frédéric-Charles de Hesse-Cassel et de Marguerite de Prusse.
- Mohammad Reza Pahlavi (26/10/1919-27/07/1980), chah d'Iran, et Ashraf Pahlavi (26/10/1919-07/01/2016), jumeaux de Reza Chah et de Tadj ol-Molouk.
- Michel et Jacques d'Orléans (25/06/1941), jumeaux d'Henri d'Orléans et d'Isabelle d'Orléans-Bragance.
- Monika et Michaela de Habsbourg (13/09/1954), jumelles d'Otto de Habsbourg-Lorraine et de Regina de Saxe-Meiningen.
- Jean et Margaretha de Luxembourg (15/05/1957), jumeaux de Jean de Luxembourg et de Joséphine-Charlotte de Belgique.
- Michel et Dimitri de Yougoslavie (18/06/1958), jumeaux d'Alexandre Karađorđević et de Maria-Pia de Savoie.
- Maria Teresa et Maria Gabriela d'Orléans-Bragance (14/07/1959), jumelles de Pedro Henrique d'Orléans-Bragance et de Marie-Élisabeth de Bavière.
- Serge et Hélène Karađorđević de Yougoslavie (12/03/1963), jumeaux d'Alexandre Karađorđević et de Maria-Pia de Savoie.
- Jacques et Marguerite de Bourbon-Parme (13/10/1972), jumeaux de Charles-Hugues de Bourbon-Parme et d'Irène des Pays-Bas.
- Antonia et Maria d'Orléans-Bragance (1979), jumelles d'Eudes d'Orléans-Bragance et de Mercedes Neves da Rocha.
- Philippe et Alexandre Karađorđević de Yougoslavie (15/01/1982), jumeaux de Alexandre Karađorđević de Yougoslavie et de Maria da Glória d'Orléans-Bragance.
- Maria Teresa et Maria Leonor d'Orléans-Bragance (1984), jumelles de Francisco d'Orléans-Bragance et de Claudia Godinho.
- Sara et Aisha bint al-Fayçal de Jordanie (27/03/1997), jumelles de Fayçal de Jordanie et d'Alia Tabba.
- Sofia et Umberto Sakskoburggotski de Bulgarie (20/11/1999), jumeaux de Konstantin-Assen Sakskoburggotski de Bulgarie et de María García de la Rasilla y Gortázar.
- Nicolas et Aymeric de Belgique (13/12/2005), jumeaux de Laurent de Belgique et de Claire Coombs.
- Paulina et Moritz de Hesse (26/03/2007), jumeaux de Donatus de Hesse et de Floria von Faber-Castell.
- Louis et Alphonse de Bourbon (28/05/2010), jumeaux de Louis de Bourbon et de María Margarita Vargas Santaella.
- Vincent et Josephine de Danemark (08/01/2011), jumeaux de Frederik X de Danemark et de Mary Donaldson.
- Gabriella et Jacques de Monaco (10/12/2014), jumeaux d'Albert II de Monaco et de Charlène Wittstock.

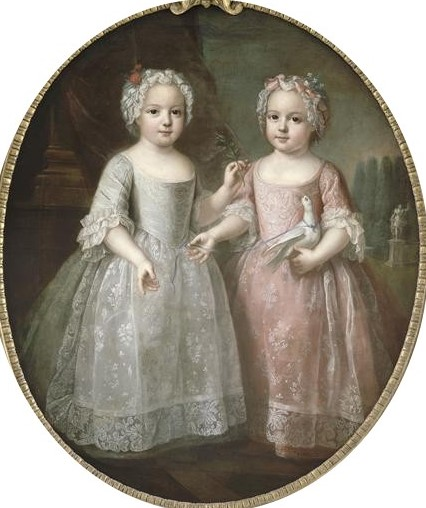
Élisabeth 14/08/1727-06/12/1759) et Henriette de France (14/08/1727-10/02/1752), enfants, jumelles de Louis XV de France et de Marie Leszczyńska.
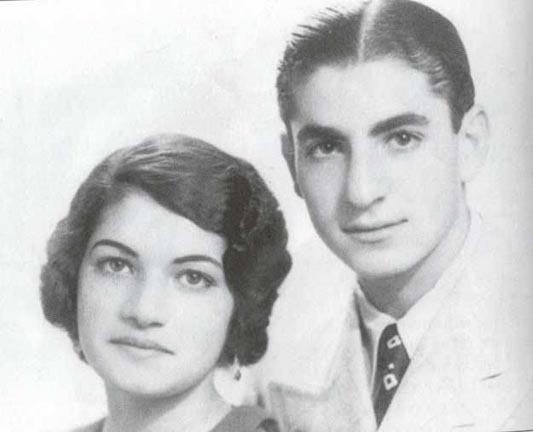
Ashraf Pahlavi (26/10/1919-07/01/2016) et Mohammad Reza Pahlavi (26/10/1919-27/07/1980), chah d'Iran, en 1936.
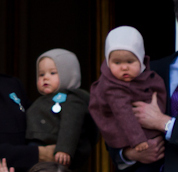
Vincent et Josephine de Danemark (08/01/2011), en 2012.

### Saints et religieux
- Saint Gervais et Saint Protais (Ier siècle), martyrs chrétiens.
- Saint Côme et Saint Damien (IIIe siècle), martyrs chrétiens.
- Saint Benoît de Nursie (02/03/480-21/03/547) et Sainte Scolastique (02/03/480-10/02/543), fondateurs des ordres bénédictins pour les frères et les sœurs.
- Augustin (18/02/1836-16/06/1909) et Joseph Lehmann (18/02/1836-08/02/1915), prêtres catholiques et écrivains, spécialistes des rapports entre le catholicisme et le judaïsme.
- Achildai Altannar et Agudai Altannar (2015), le 10e jetsun dhampa khutughtu et son frère jumeau.

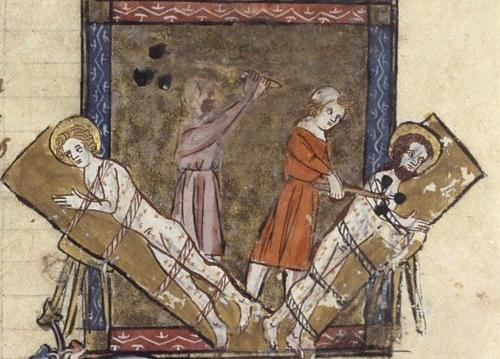
Saint Gervais et Saint Protais (Ier siècle), martyrs chrétiens.
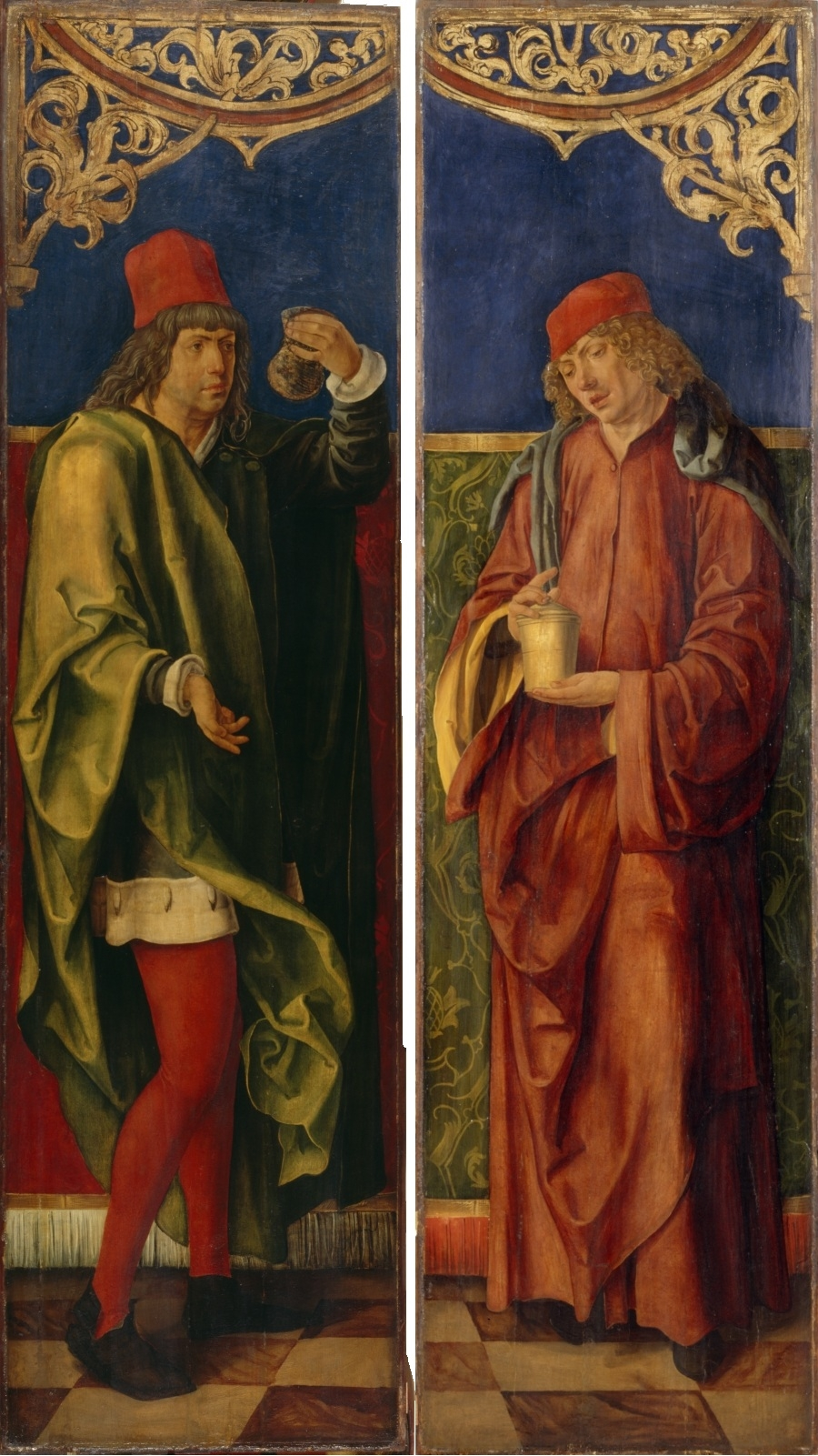
Saint Côme et Saint Damien (IIIe siècle), martyrs chrétiens.
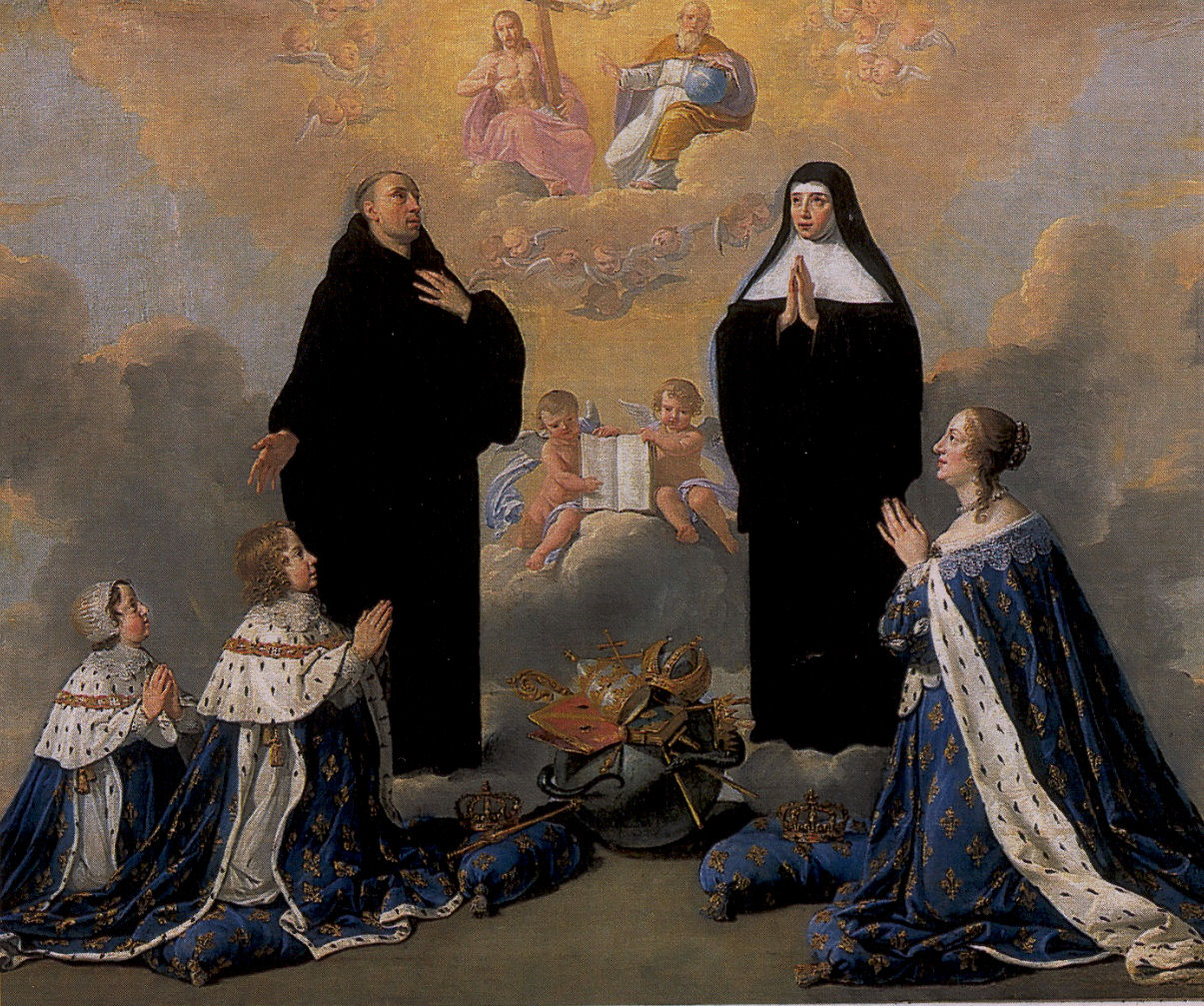
Anne d'Autriche et ses fils priant devant Saint Benoît de Nursie et Sainte Scolastique.

### Politiques
- Auguste (28/08/1857-04/04/1927) et Constant Goffinet (28/08/1857-30/03/1931), hommes politiques belges.
- Didier et Franck Borotra (30/08/1937), hommes politiques français.
- Jacques et Bernard Attali (01/11/1943), hauts fonctionnaires français.
- Jean-Louis (30/09/1944) et Bernard Debré (30/09/1944-13/09/2020), hommes politiques français.
- José et Jean-Marie Happart (14/03/1947), hommes politiques belges wallons.
- Jarosław (18/06/1949) et Lech Kaczyński (18/06/1949-10/04/2010), hommes d'État polonais (respectivement président du Conseil des ministres et président de la République de Pologne.
- Angela et Maria Eagle (17/02/1961), femmes politiques britanniques.
- Joseph et Jaynet Kabila (04/06/1971), personnalités politiques congolaise (RDC).

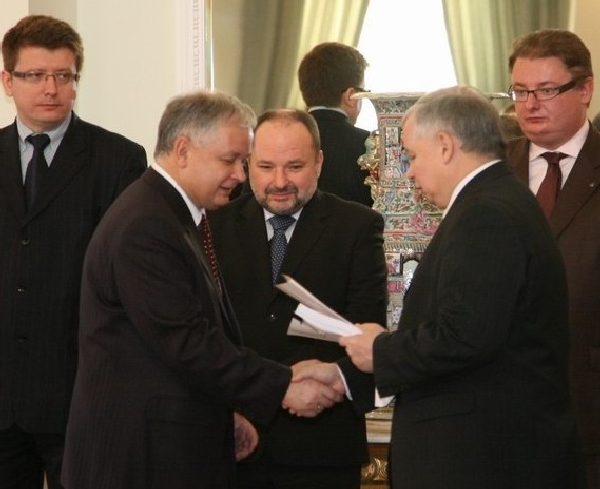
Jarosław (18/06/1949) et Lech Kaczyński (18/06/1949-10/04/2010), hommes d'État polonais, en 2007.

### Écrivains
- Scévole (20/12/1571-07/09/1650) et Louis de Sainte-Marthe (20/12/1571-????), historiens français.
- Brand (27/08/1892-19/11/1987) et Paul Blanshard (en) (27/08/1892-27/01/1980), philosophes et écrivains américains.
- Ann Landers (04/07/1918-22/06/2002) et Abigail Van Buren (04/07/1918-16/01/2013), écrivains et journalistes américaines.
- Marcel (02/03/1920-1997) et Gabriel Piqueray (02/03/1920-02/08/1992), poètes et écrivains belges.
- Dominique et Daniel Besnehard (05/02/1954), respectivement producteur et acteur, et dramaturge et écrivain français.
- Fred et Jo Vargas (07/06/1957), respectivement femme de lettres et peintre françaises.

### Musiciens, compositeurs, chanteurs et groupes musicaux
- Anna (11/12/1911-22/01/2002) et Domenica Costamagna (11/12/1911-1989), chanteuses italiennes sous le nom des Jumelles Nete.
- Emi (01/04/1941-15/06/2012) et Yumi Ito (01/04/1941-18/05/2016), membre du groupe The Peanuts.
- Taiwo et Kehinde Lijadu (22/10/1948), chanteuses nigérianes.
- Robin (22/12/1949-20/05/2012) et Maurice Gibb (22/12/1949-12/01/2003), membres du groupe australo-britannique les Bee Gees.
- Güher et Süher Pekinel (29/03/1953), duo de pianistes turques, les Sœurs Pekinel.
- Billy et Bobby Alessi (12/07/1953), duo d'auteurs-compositeurs-interprètes américains.
- Nicolas (22/06/1959) et Stéphane Sirkis (22/06/1959-27/02/1999), membres du groupe français Indochine.
- Kelley et Kim Deal (10/06/1961), membres du groupe américain The Breeders.
- Isabelle et Florence Lafitte (10/07/1961), duo de pianistes françaises, le Duo Lafitte.
- Craig et Charlie Reid (05/03/1962), membres du groupe rock alternatif britannique écossais The Proclaimers.
- Sophie (24/08/1962-27/02/2019) et Magaly Gilles-Giovannoni (24/08/1962-02/04/1996), chanteuses françaises.
- Ferhan et Ferzan Önder (02/10/1965), duo de pianistes turques, les Sœurs Önder.
- Gunnar et Matthew Nelson (en) (20/09/1967), membres du groupe hair metal américain Nelson (en).
- Kadri (en) et Anu Tali (18/06/1972), cheffes d'orchestre estoniennes.
- Evan et Jaron Lowenstein (en) (18/03/1974), membres du groupe rock américain Evan and Jaron (en).
- Didem et Sinem Balık (en) (21/05/1974), chanteuses d'opéra turques.
- Benji et Joel Madden (11/03/1979), membres du groupe pop punk américain Good Charlotte.
- Alice et Mathilde Burguière (1979), membres du groupe français Les Ogres de Barback.
- Edele (en) et Keavy Lynch (en) (15/12/1979), membres du groupe pop irlandais B*Witched.
- Tegan et Sara Quin (19/09/1980), chanteuses et musiciennes, membres du groupe canadien Tegan and Sara.
- Monica et Gabriela Irimia (31/10/1982), membres du groupe roumain The Cheeky Girls.
- Annie et Suzie Villeneuve (05/05/1983), chanteuses canadiennes québécoises.
- Nathan et Matthew Leone (06/05/1983), membres du groupe américain Madina Lake (respectivement chanteur et bassiste).
- Nicole et Natalie Albino (13/03/1984), membre du groupe porto-ricain Nina Sky.
- Lisa et Jessica Origliasso (25/12/1984), membres du groupe pop rock australien The Veronicas.
- Veronika et Daniela Nízlová (15/05/1986), membres du groupe slovaque TWiiNS.
- David Michael et Bunny Bennett (07/10/1986), interprètes des robots The Spine et Rabbit, membres du groupe américain Steam Powered Giraffe.
- Bill et Tom Kaulitz (01/09/1989), membres du groupe de pop rock allemand Tokio Hotel (respectivement chanteur et guitariste).
- Warattha et Charattha Imraporn (10/12/1989), membre du groupe thaïlandais Neko Jump.
- Kevin et Tim Gromringer (15/03/1991), producteurs de musique allemands.
- Skyler (en) et Dalton Day (en) (02/08/1991), chanteurs américains.
- John et Edward Grimes (16/10/1991), membres du groupe pop irlandais Jedward.
- Miko et Yumi Bai (en) (23/03/1992), membres du groupe singapourien By2 (en).
- Lynx et Lamb Gaede (30/06/1992), chanteuses américaines.
- Josh et Jake Kiszka (23/04/1996), chanteur et guitariste de Greta Van Fleet.
- Nastya et Masha Tolmatcheva (14/01/1997), chanteuses russes, dites les jumelles Tolmatcheva
- Marcus et Martinus Gunnarsen (21/02/2002), membres du groupe norvégien Marcus & Martinus.
- Camille et Kennerly Kitt, chanteuses de musique country américaines.

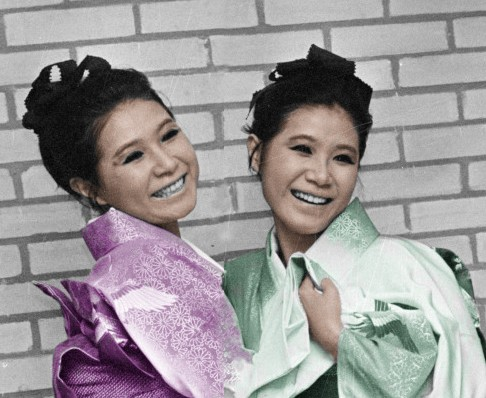
Emi (01/04/1941-15/06/2012) et Yumi Ito (01/04/1941-18/05/2016), The Peanuts, en 1966.
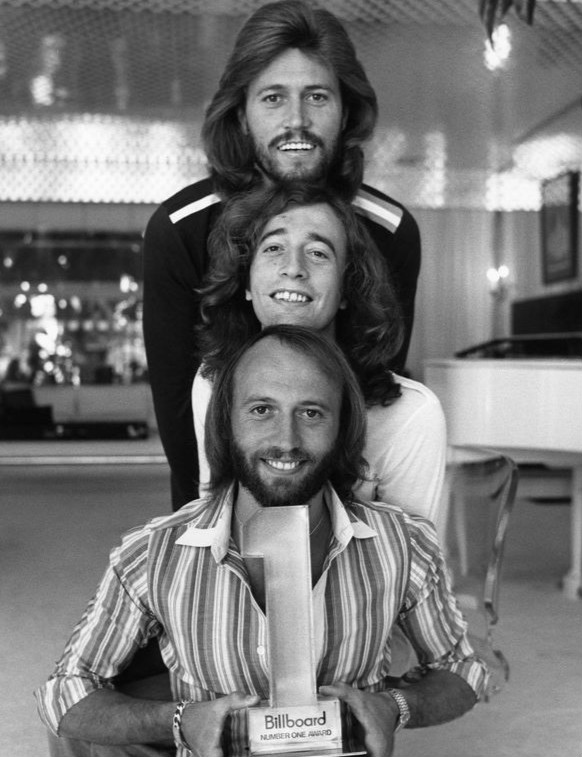
Robin (22/12/1949-20/05/2012) (au milieu) et Maurice Gibb (22/12/1949-12/01/2003) (en bas), avec leur frère Barry Gibb (en haut), The Bee Gees, en 1977.
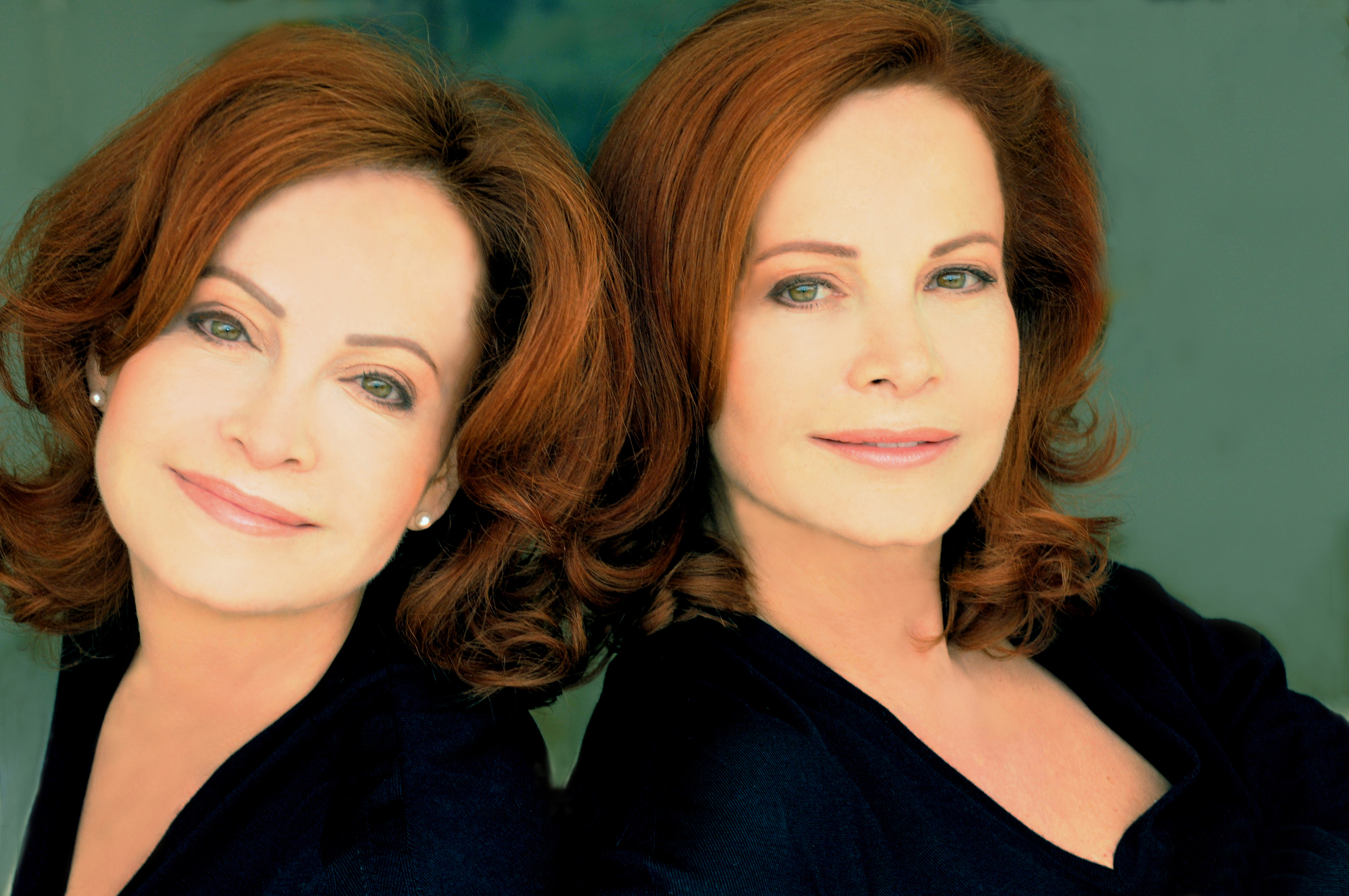
Güher et Süher Pekinel (29/03/1953), les Sœurs Pekinel, en 2007.
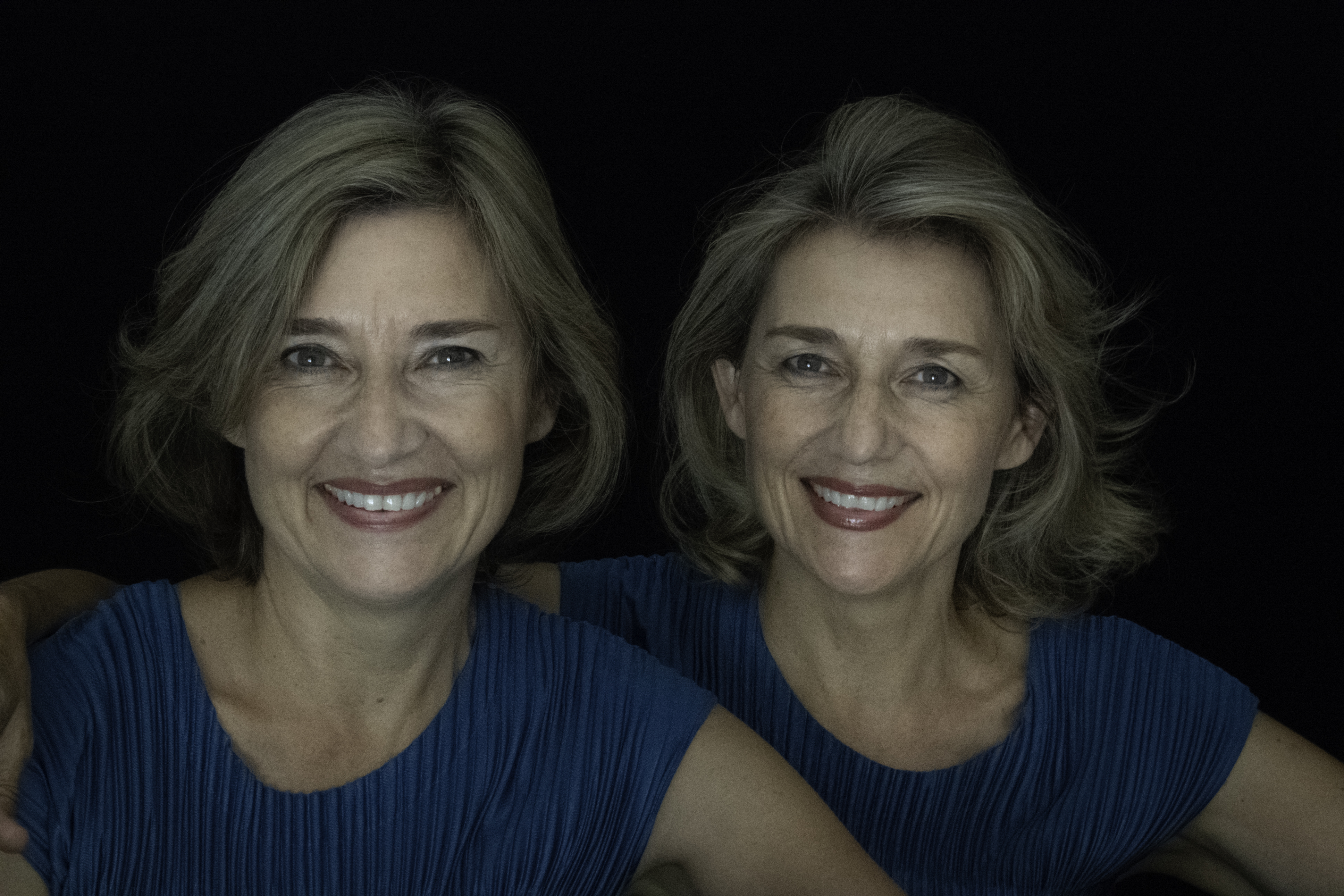
Isabelle et Florence Lafitte (10/07/1961), Duo Lafitte, en 2018.
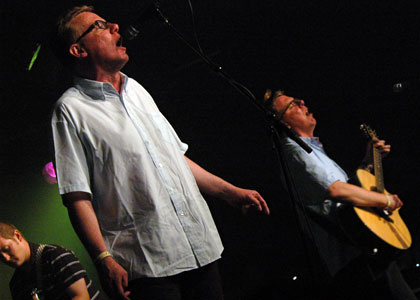
Craig et Charlie Reid (05/03/1962), The Proclaimers, en 2005.
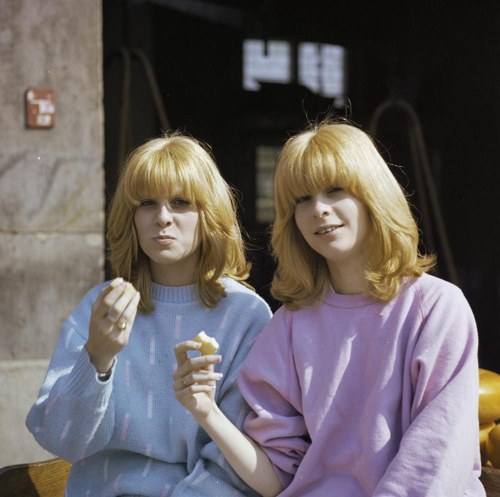
Sophie & Magaly (24/08/1962) en 1980.
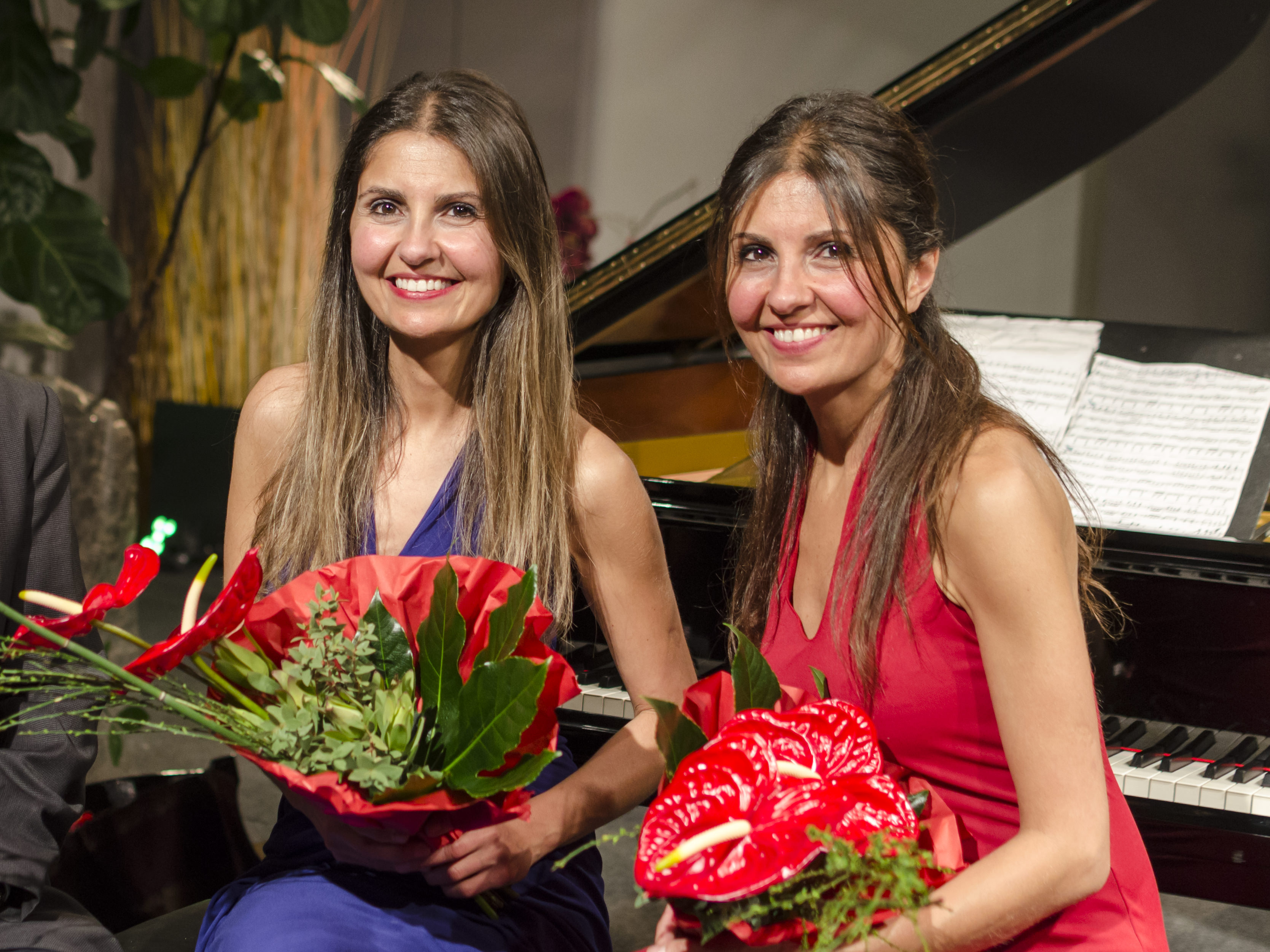
Ferhan et Ferzan Önder (02/10/1965) en 2017.
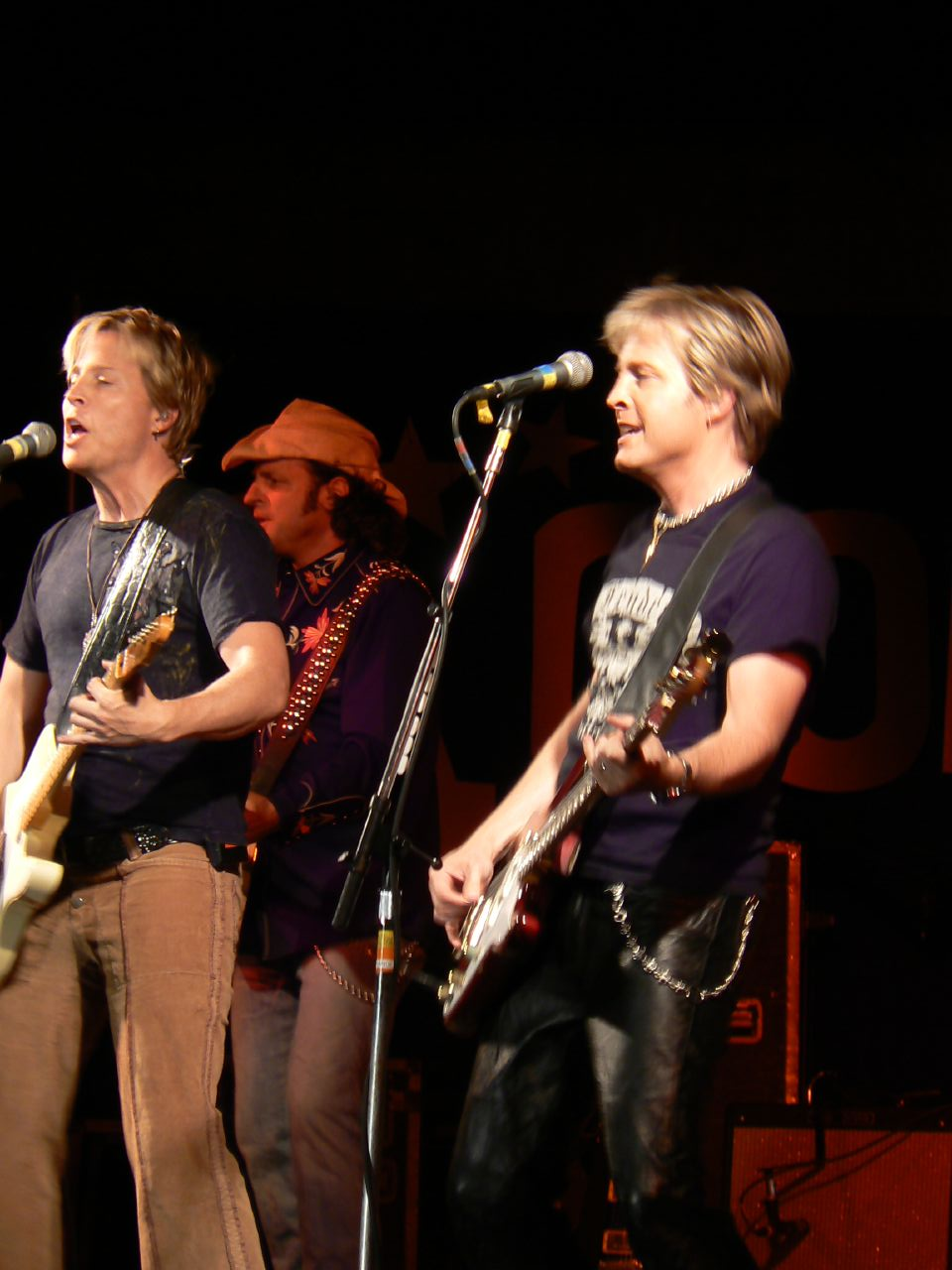
Gunnar et Matthew Nelson (en) (20/09/1967), Nelson (en), en 2007.
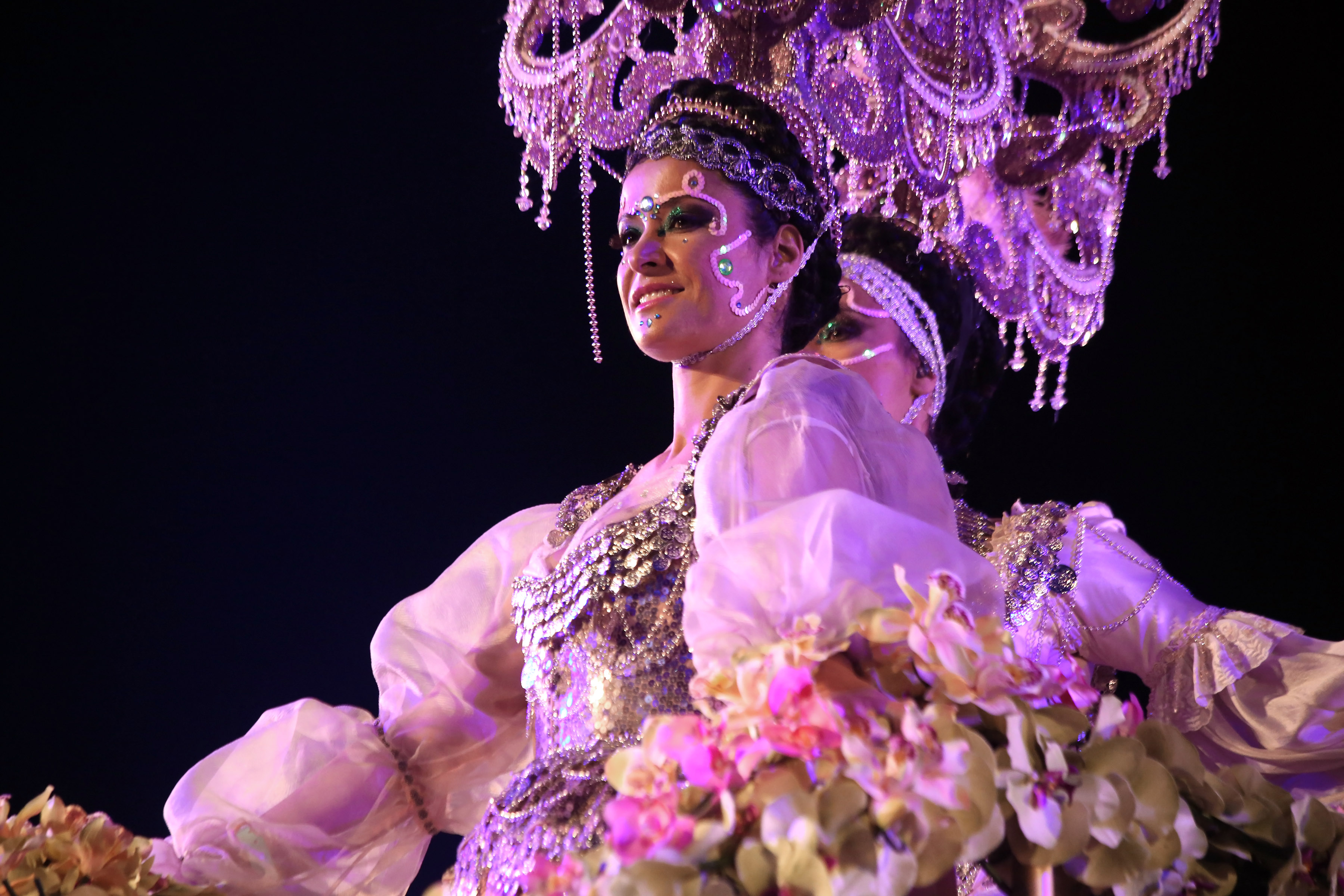
Didem et Sinem Balık (en) (21/05/1974), en 2013.
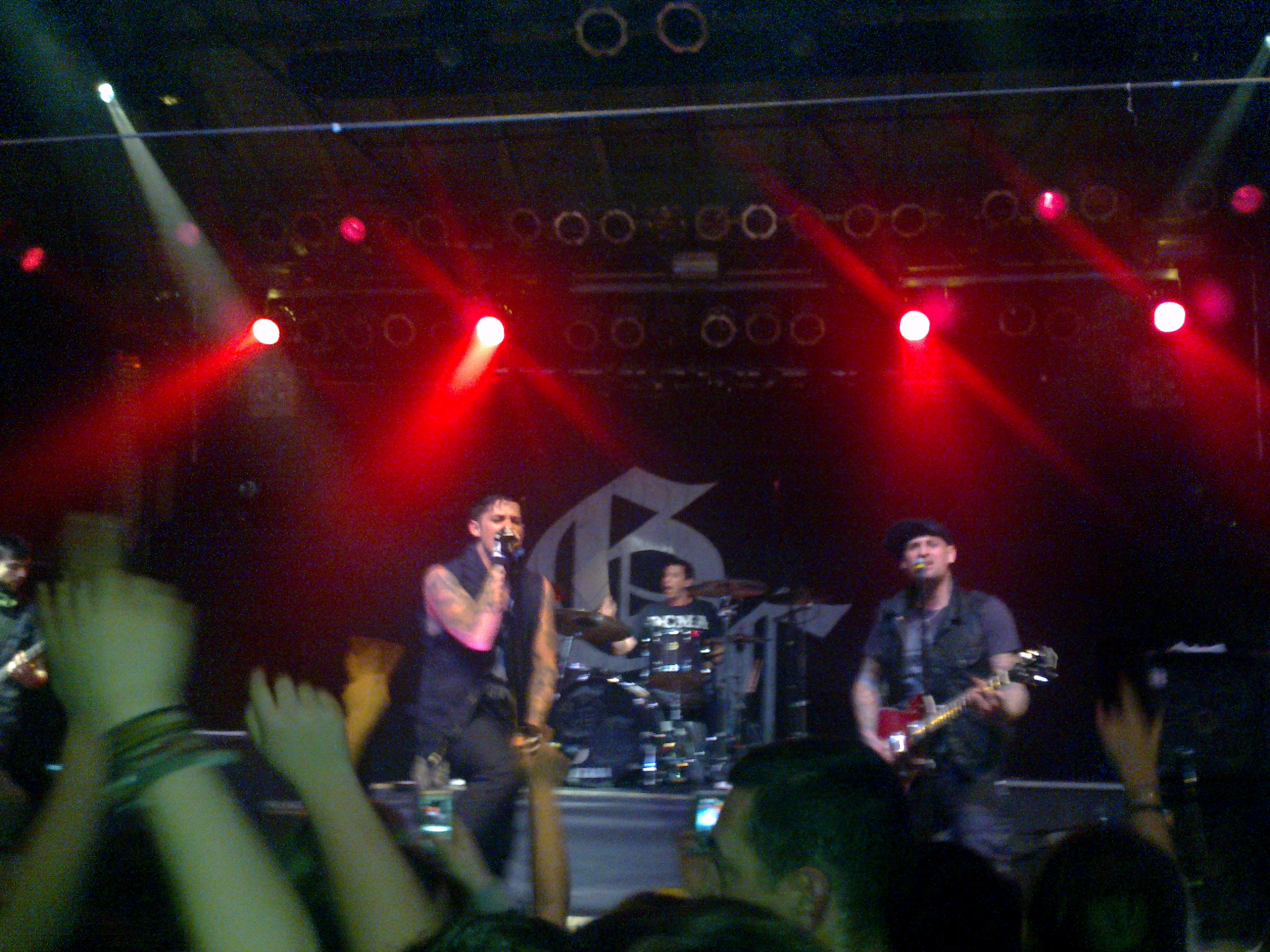
Benji et Joel Madden (11/03/1979), Good Charlotte, en concert à Sarrebruck, en 2011.
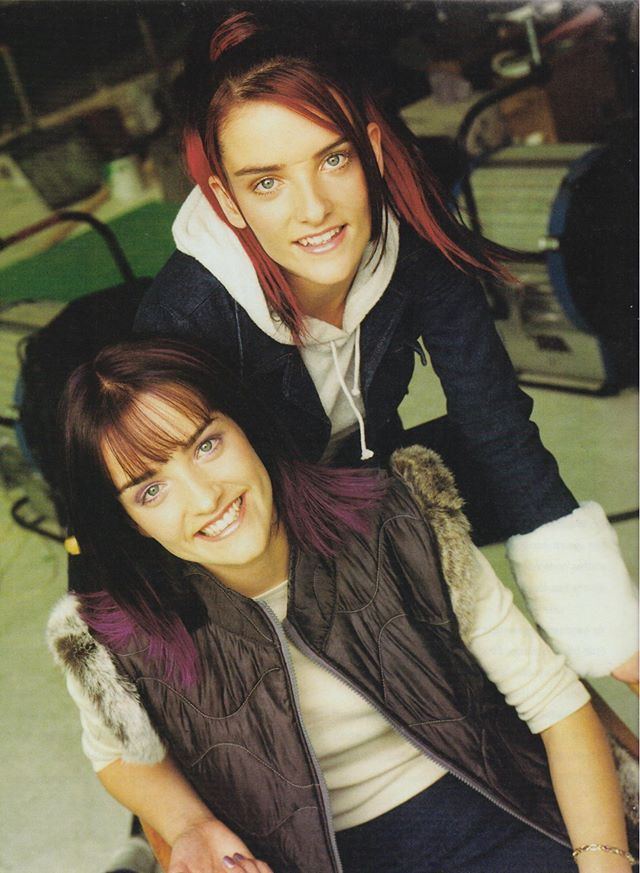
Edele (en) et Keavy Lynch (en) (15/12/1979), B*Witched, en 1998.
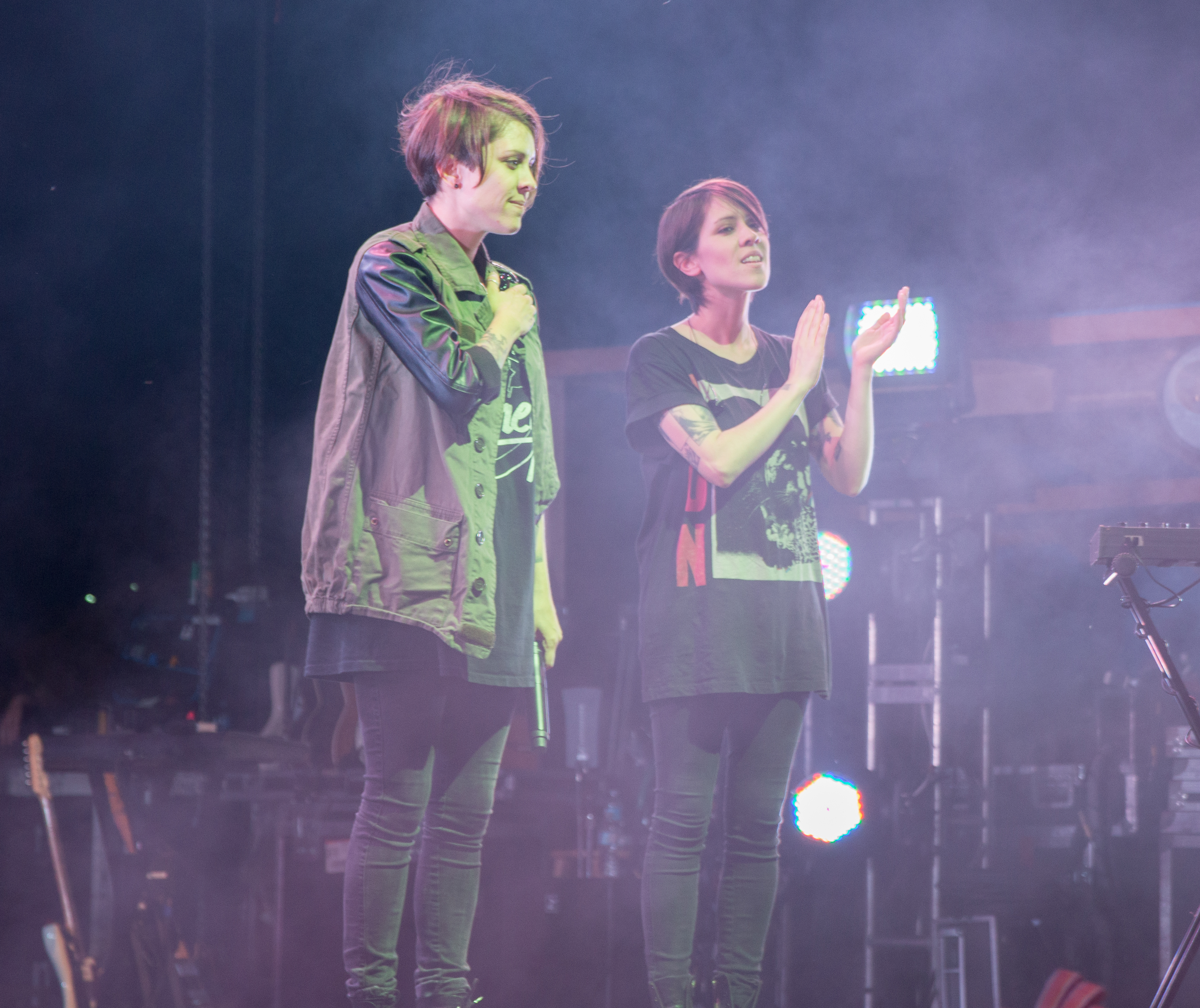
Tegan et Sara Quin (19/09/1980), Tegan and Sara, en 2014.
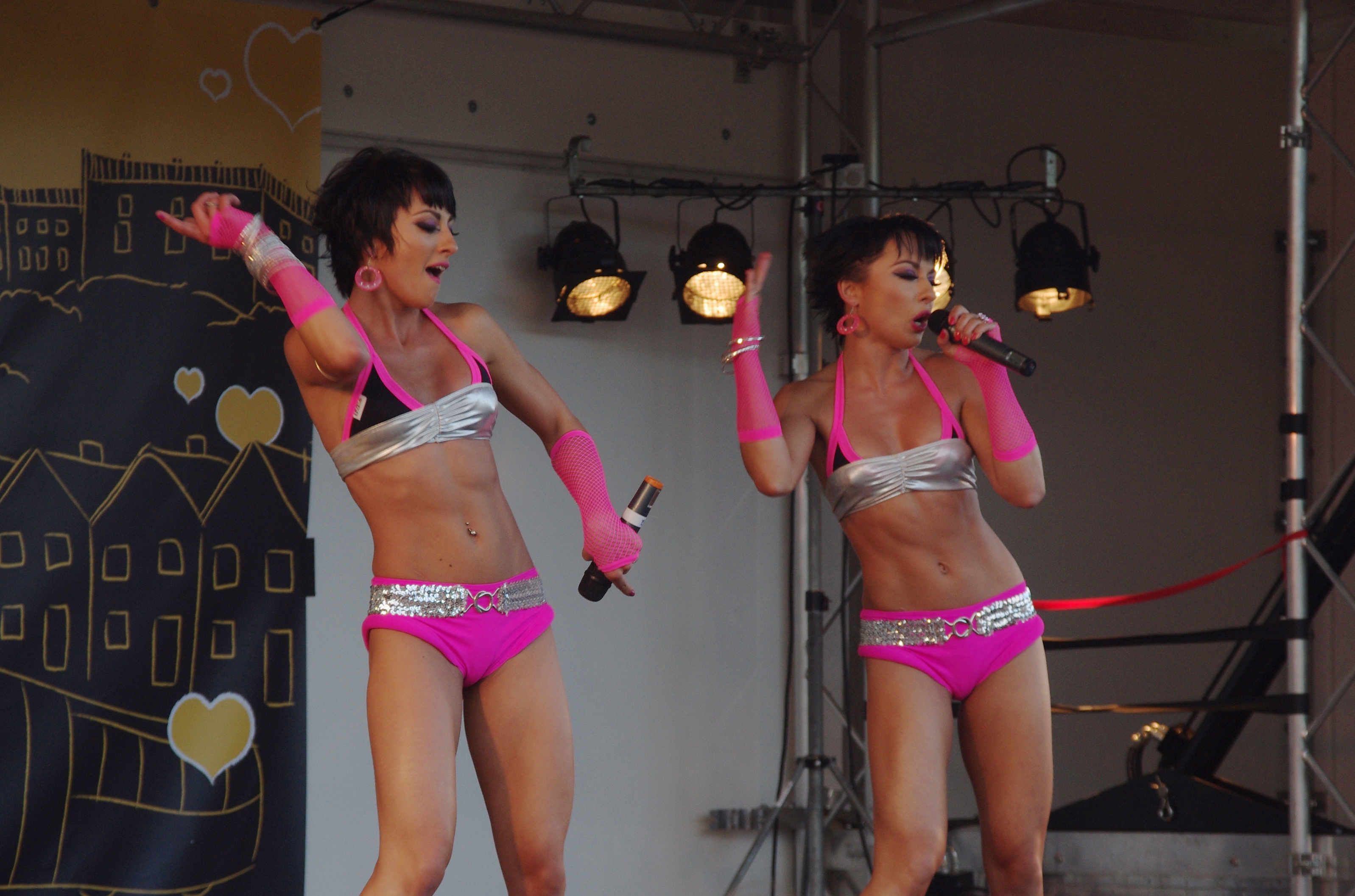
Monica et Gabriela Irimia (31/10/1982), The Cheeky Girls, à la gay pride de Nottingham, en 2010.
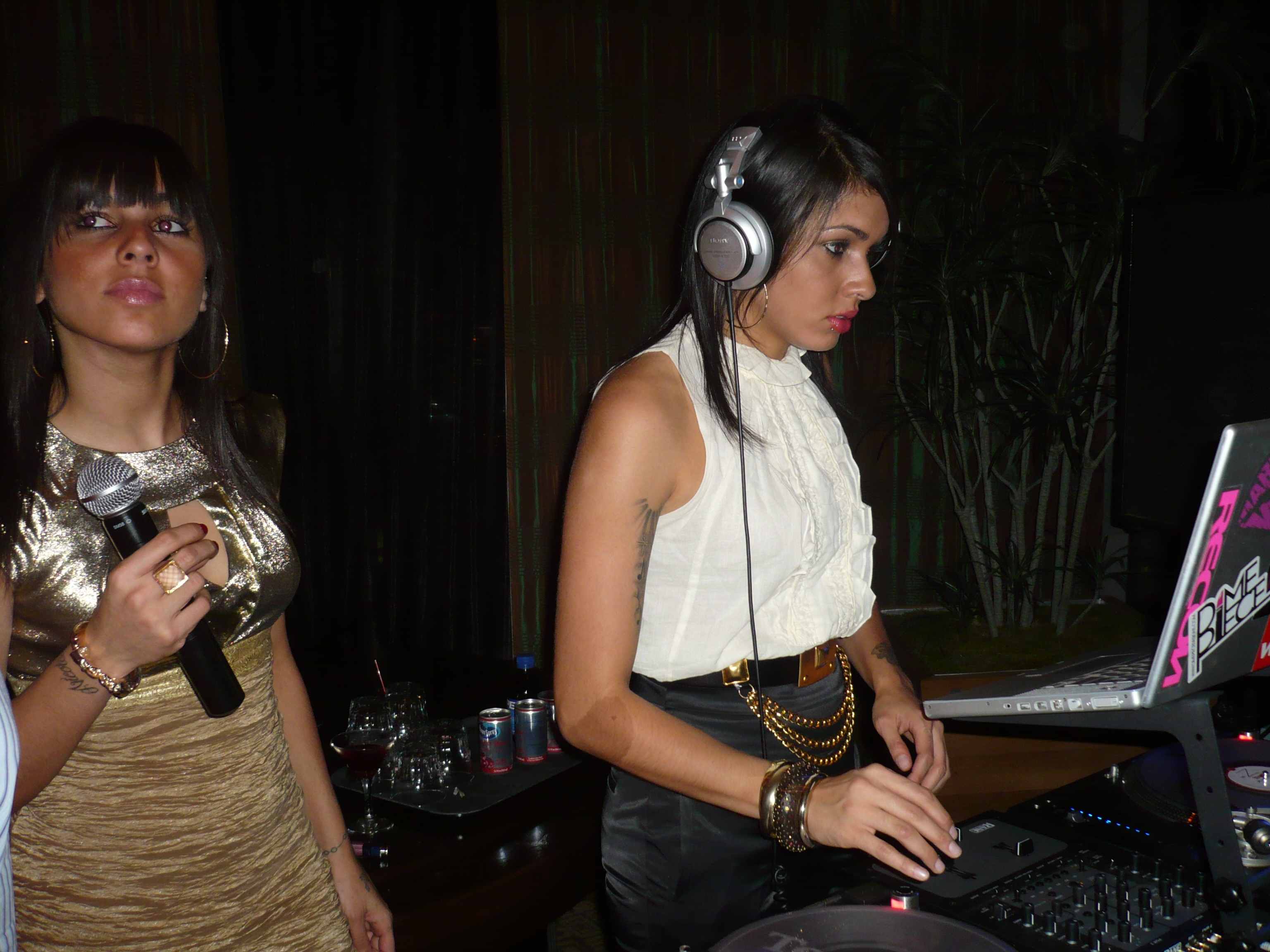
Nicole et Natalie Albino (13/03/1984), Nina Sky, en 2007.
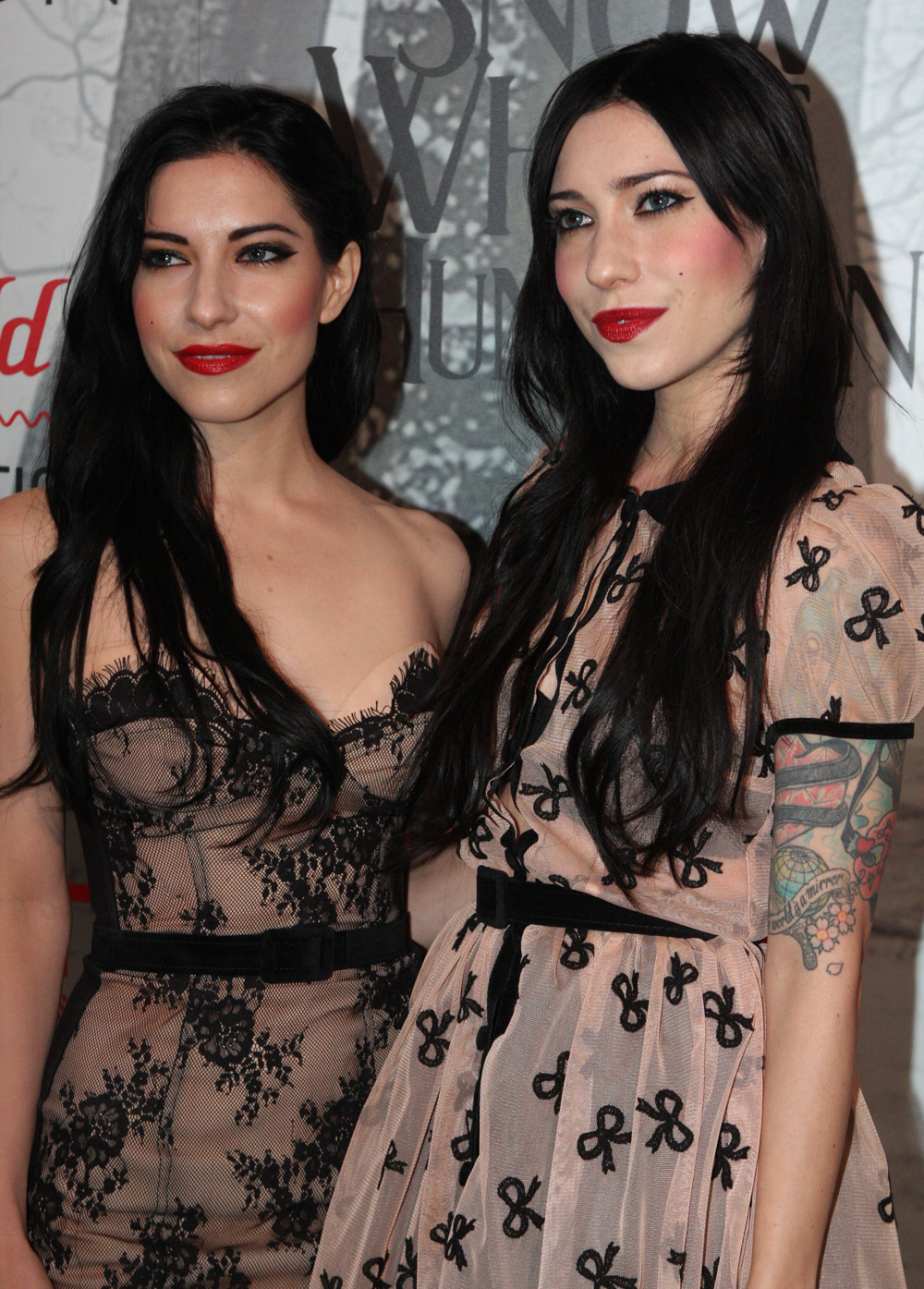
Lisa et Jessica Origliasso (25/12/1984), The Veronicas, en 2012.
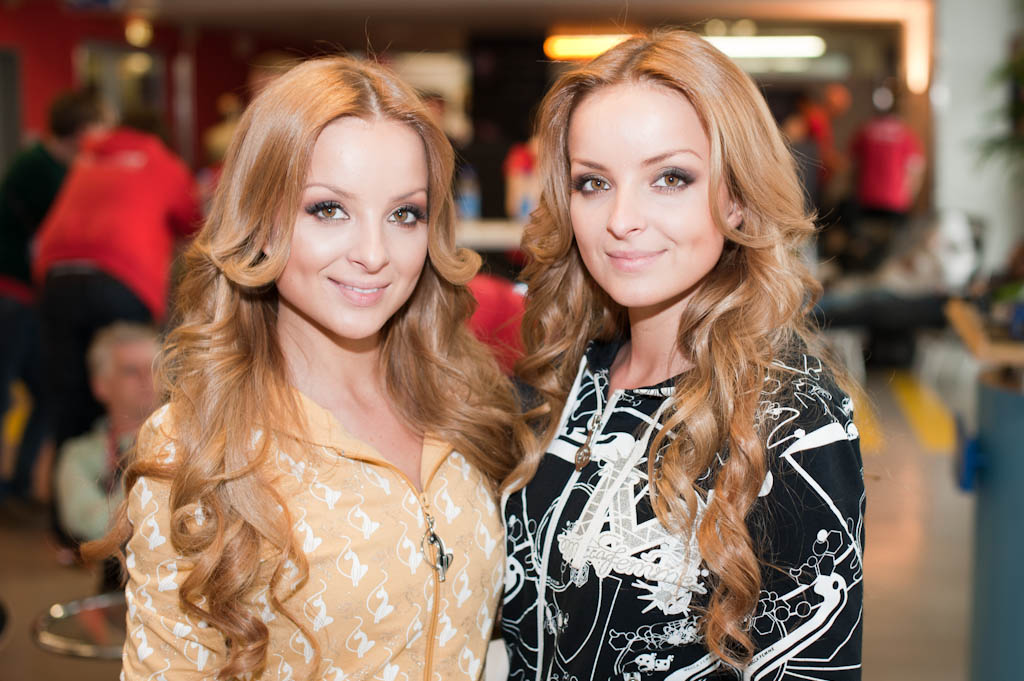
Veronika et Daniela Nízlová (15/05/1986), TWiiNS, en 2011.
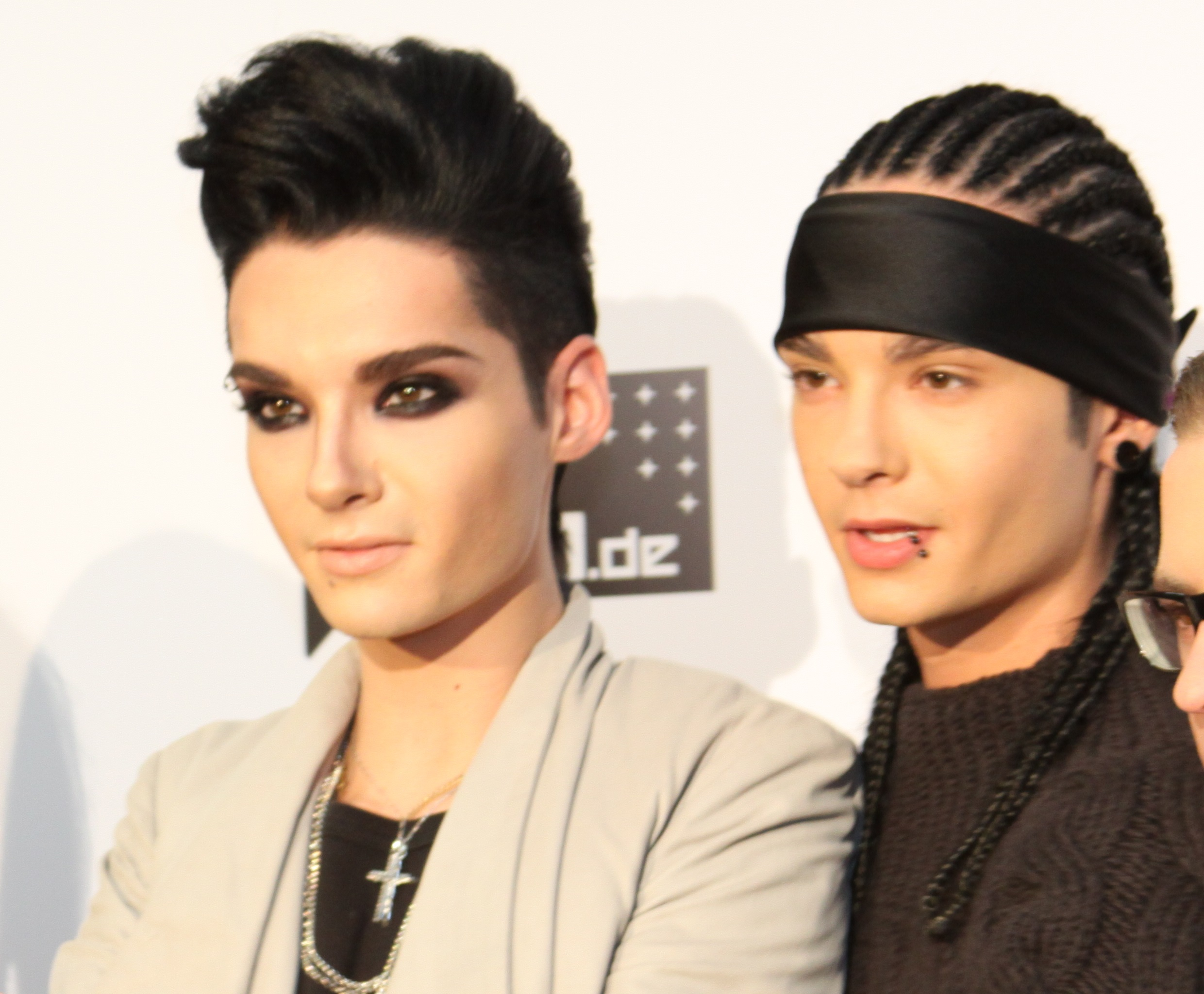
Bill et Tom Kaulitz (01/09/1989), Tokio Hotel, en 2010.
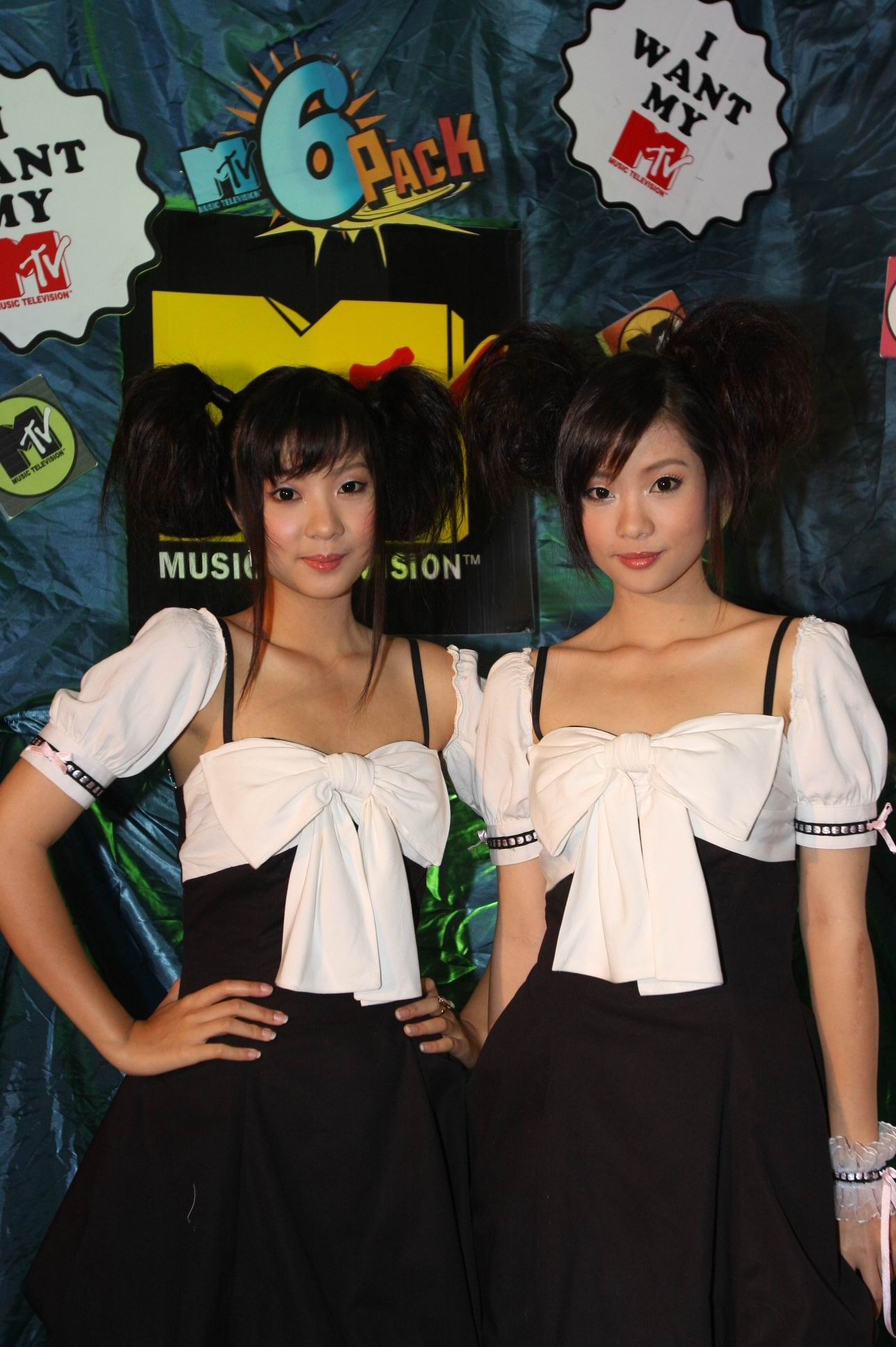
Warattha et Charattha Imraporn, Neko Jump, en 2009.
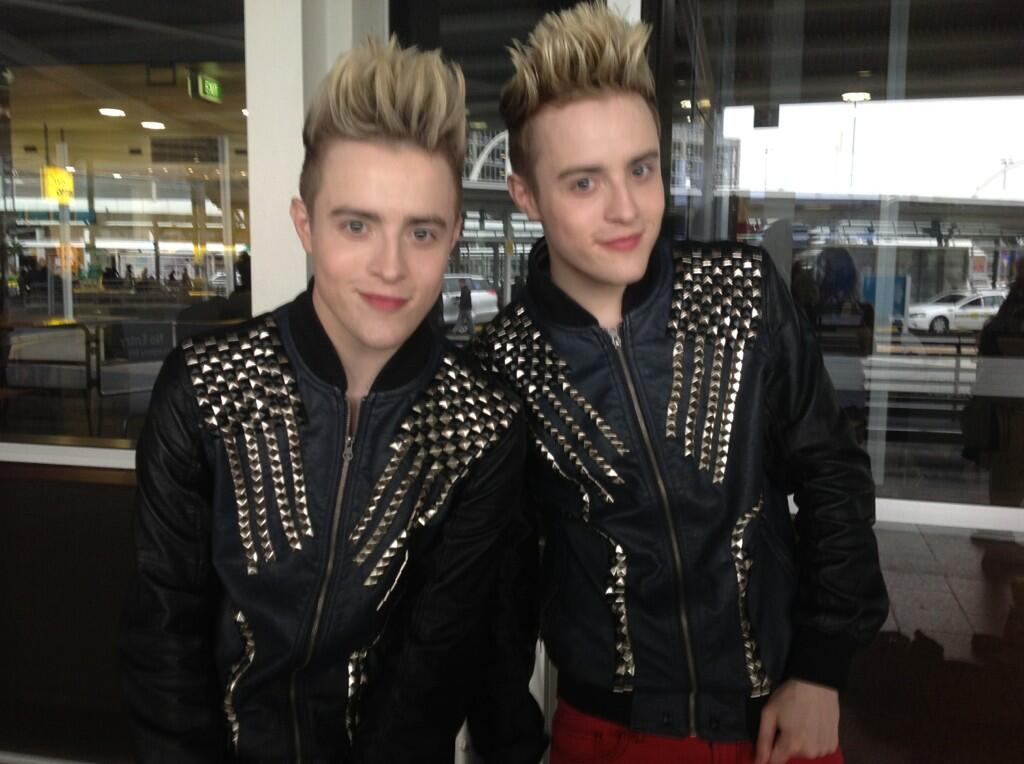
John et Edward Grimes (16/10/1991), Jedward, en 2013.
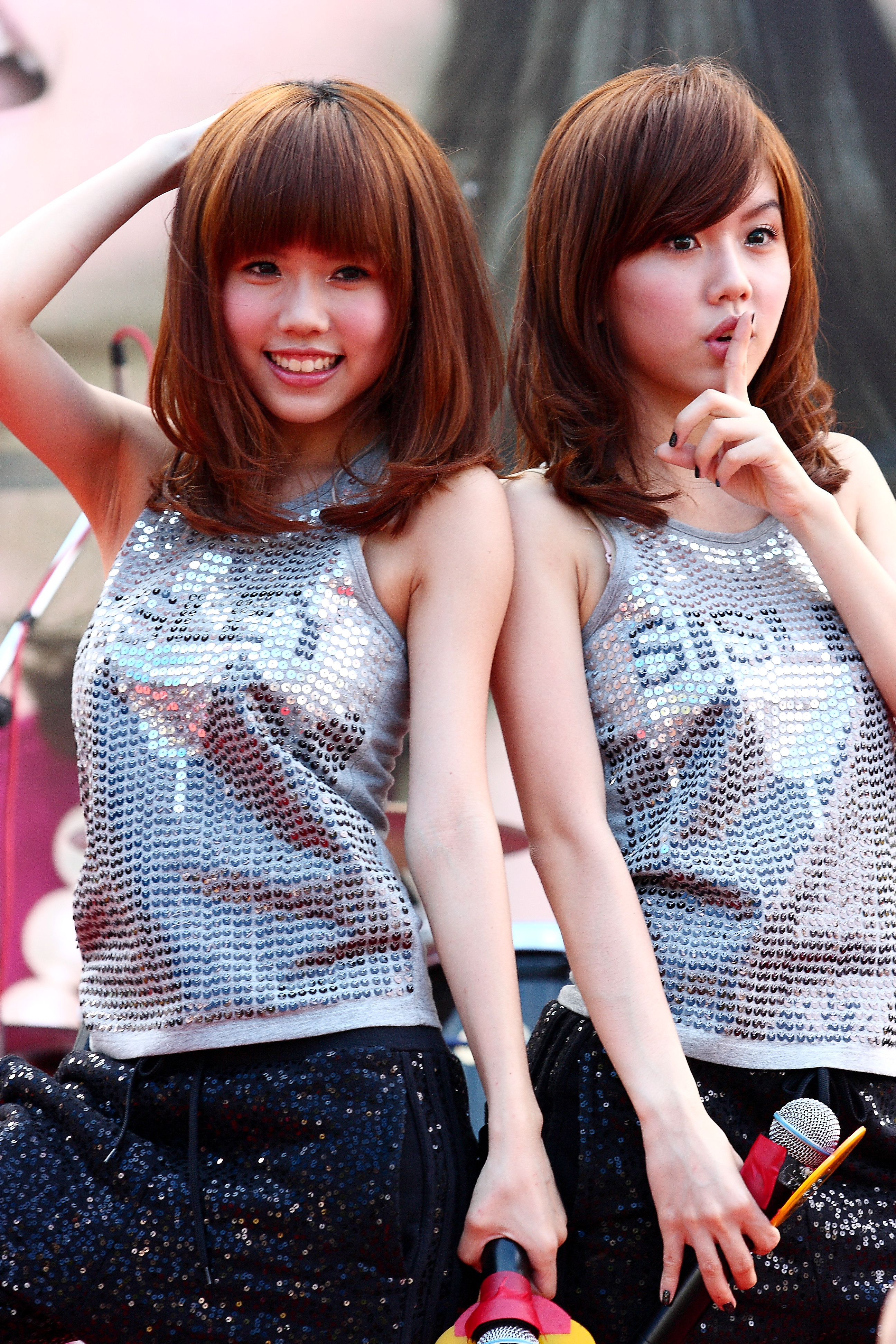
Miko et Yumi Bai (en) (23/03/1992), By2 (en) en 2009.
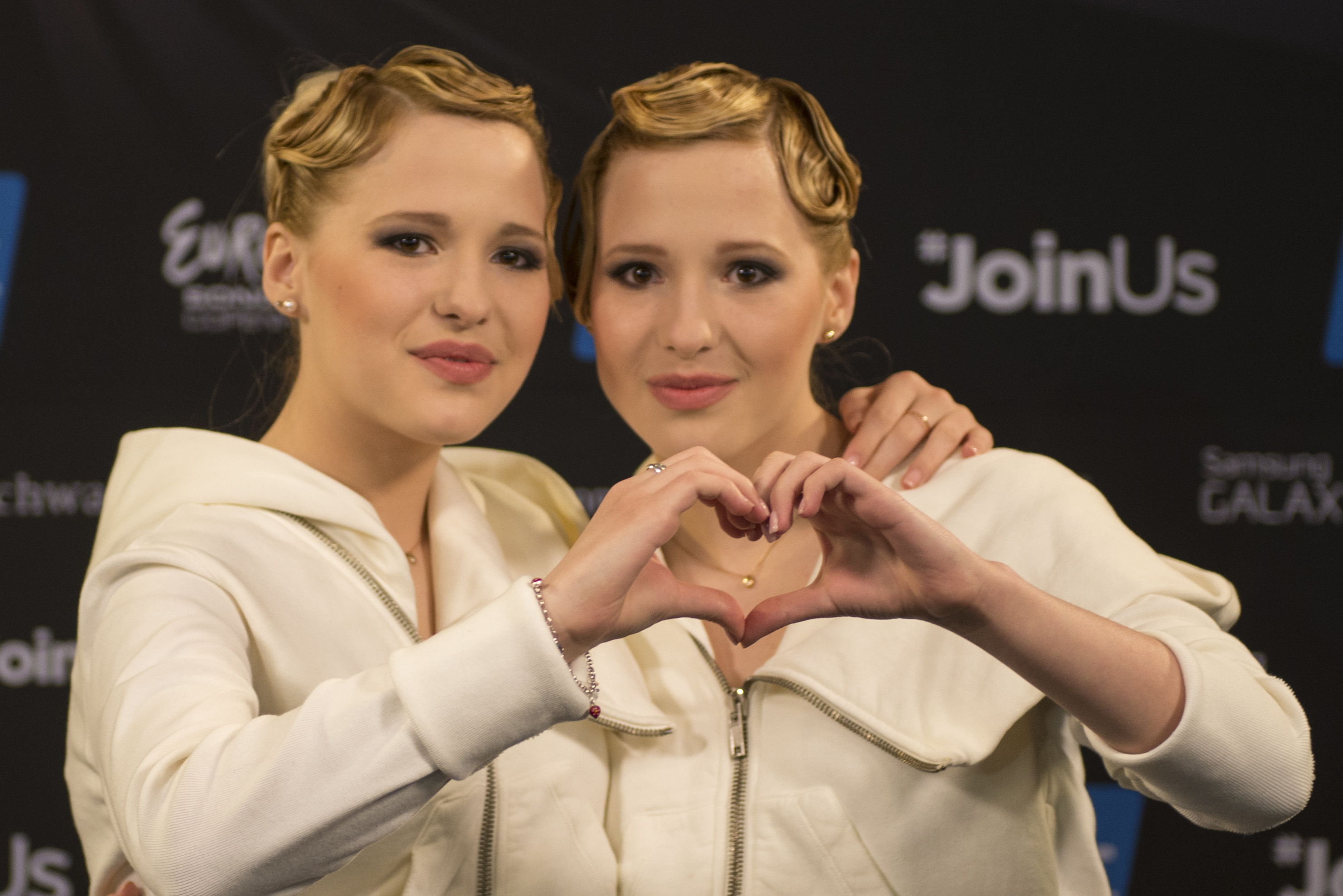
Nastya et Masha Tolmatcheva (14/01/1997), les jumelles Tolmatcheva, en 2014.
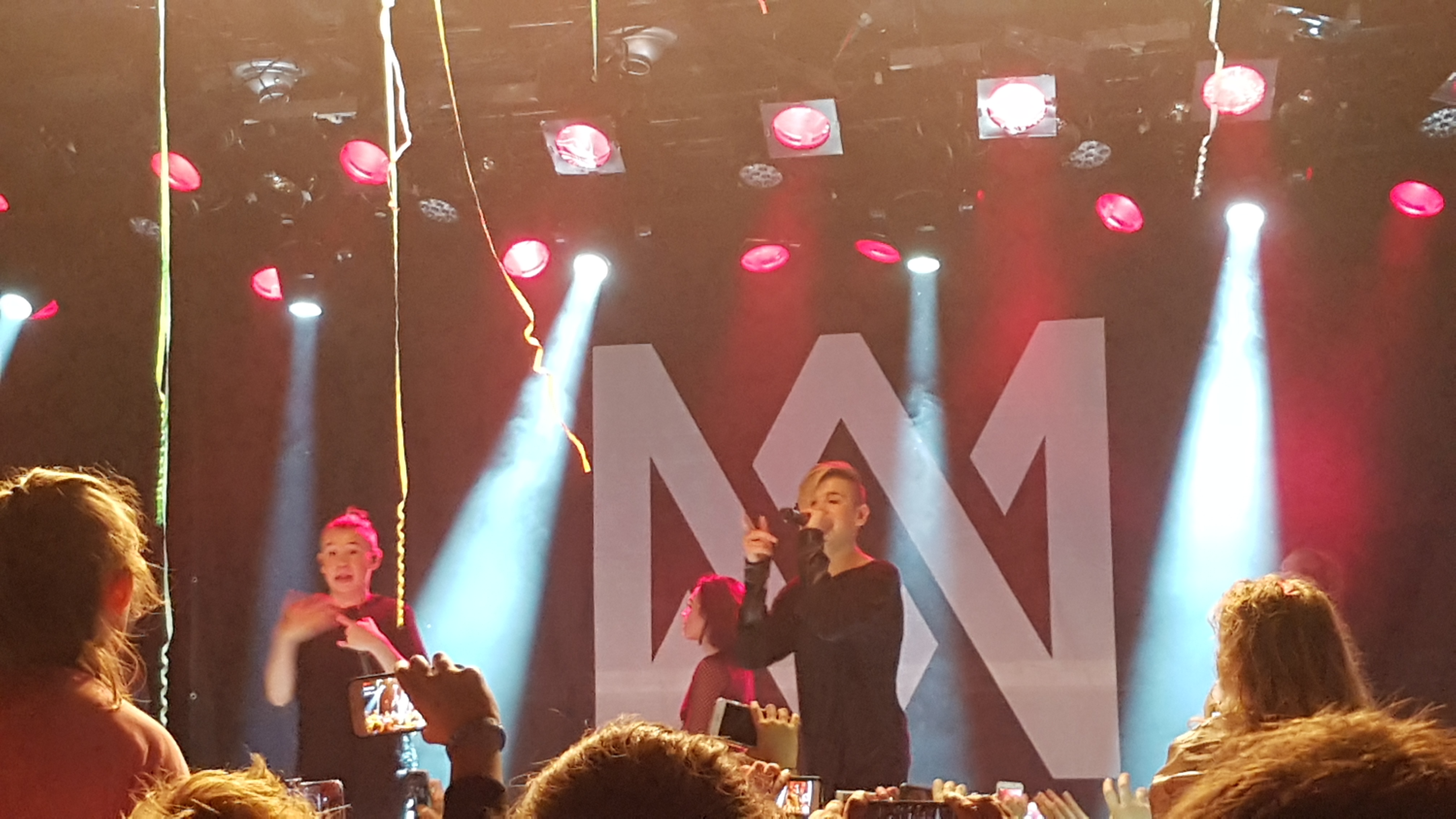
Marcus et Martinus Gunnarsen (21/02/2002), Marcus & Martinus, en 2017.
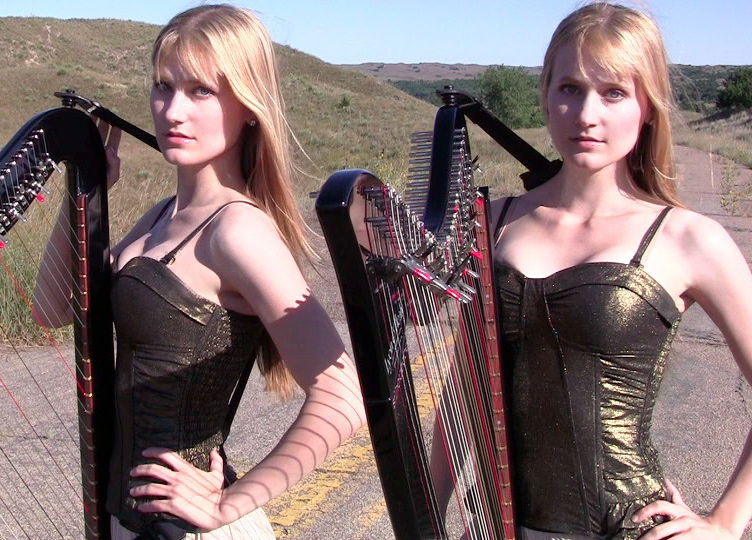
Camille et Kennerly Kitt, en 2011.

### Acteurs
- Rose (25/10/1892-01/02/1970) et Jenny Dolly (25/10/1892-01/06/1941), actrices américano-hongroise.
- Madeline (15/11/1900-15/01/1989) et Marion Fairbanks (15/11/1900-20/09/1973), actrices américaines.
- Jean (08/12/1911-22/02/1978) et Joan Corbett (08/12/1911), actrices américaines.
- Lee (en) (10/10/1922-07/092015) et Lyn Wilde (en) (11/10/1922-11/09/2016), actrices américaines.
- Conrad (04/02/1923-14/01/2013) et Bonar Bain (en) (04/02/1923-18/02/2005), acteurs canadiens.
- Mirtha (23/02/1927-) et Silvia Legrand (en) (23/02/1927-01/05/2020), actrices argentines.
- Marilyn (en) (29/05/1932-25/03/2009) et Rosalyn Borden (en) (29/05/1932-23/01/2003), actrices américaine.
- Pier Angeli (19/06/1932-10/09/1971) et Marisa Pavan (19/06/1932), actrices italiennes.
- Isa et Jutta Günther (20/05/1938), actrices allemandes.
- Deirdre et Andrea Hall (en) (31/10/1947), actrices américains.
- Catherine et Marie-Pierre Castel (05/02/1948), actrices françaises.
- Anna et Mats Bergman (05/05/1948), acteurs suédois.
- Pauline Lapointe (12/05/1950-30/08/2010) et Louise Portal (12/05/1950), actrices canadiennes.
- Laurent et Pierre Malet (03/09/1955), acteurs français.
- Peter et David Paul (08/03/1957), acteurs américains.
- Diane et Erin Murphy (17/06/1964), actrices américaines.
- Jill et Jacqueline Hennessy (en) (25/11/1968), actrices canadiennes.
- Lindsay et Sidney Greenbush (25/05/1970), actrices américaines.
- Nicholas Brendon et Kelly Donovan (12/04/1971), acteurs américains.
- Jason et Jeremy London (07/11/1972), acteurs américains.
- Giovanni et Marissa Ribisi (17/12/1974), acteurs américaines.
- Brittany et Cynthia Daniel (en) (17/03/1976), actrices américaines.
- Clare (en) et Julie Buckfield (en) (10/04/1976), actrices britanniques.
- Wendi et Brenda Turnbaugh (13/08/1977), actrices américaines.
- Tia et Tamera Mowry (06/07/1978), actrices américaines.
- Shawn et Aaron Ashmore (07/10/1979), acteurs canadiens.
- Jennifer et Michele Steffin (23/03/1981), actrices américaines.
- James et Oliver Phelps (25/02/1986), acteurs britanniques.
- Mary-Kate et Ashley Olsen (13/06/1986), actrices, créatrices de modes, productrices et femmes d'affaires américaines.
- Michelle et Giselle Batista (26/04/1986), actrices brésilennes.
- Electra et Elise Avellan (26/04/1986), actrices vénézuélienne.
- Max et Charlie Carver (01/08/1988), acteurs américains.
- Akiko (en) et Natsuko (en), actrices japonaises.
- Karissa et Katie Strain (en) (21/07/1990), actrices canadienne.
- Megan et Kathryn Prescott (04/06/1991), actrices britanniques.
- Cole et Dylan Sprouse (04/08/1992), acteurs américains.
- Rebecca et Camilla Rosso (06/06/1994), actrices britanniques.
- Frankie et George McLaren (1997), acteurs britanniques.
- Shane et Brent Kinsman (13/11/1997), acteurs américains.
- Peyton Roi et Spencer List (06/04/1998), acteurs américains.
- Miranda et Madison Carabello (28/07/2002), actrices américaines.
- Arlene et Ada Tai, actrices chinoises.

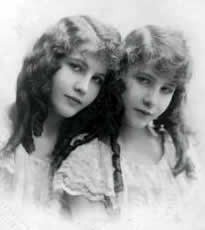
Madeline (15/11/1900-15/01/1989) et Marion Fairbanks (15/11/1900-20/09/1973), actrices américaines de théâtre et cinéma muet, en 1914.
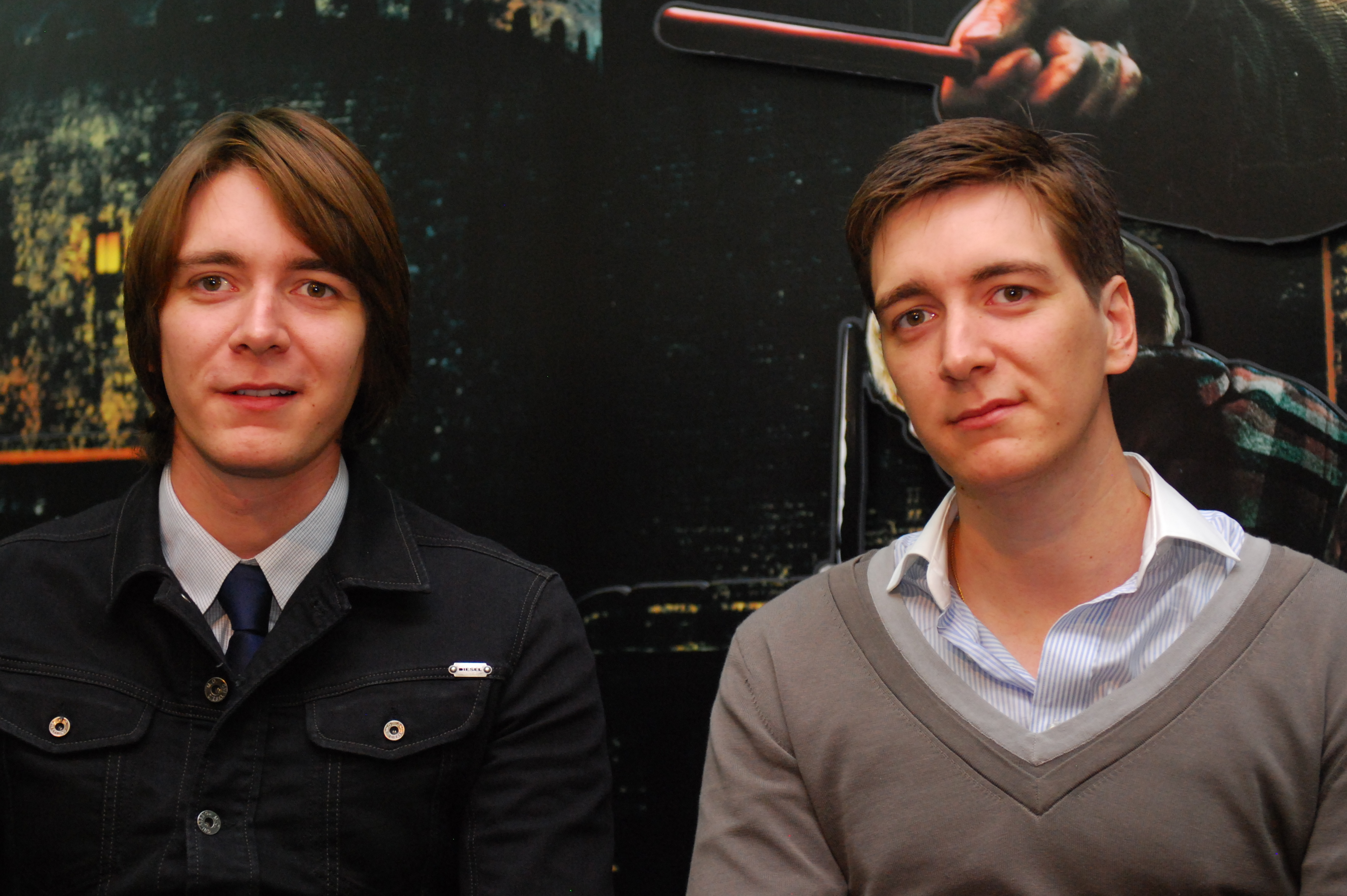
James et Oliver Phelps (25/02/1986), acteurs britanniques, au Lucca Comics and Games, en 2011.
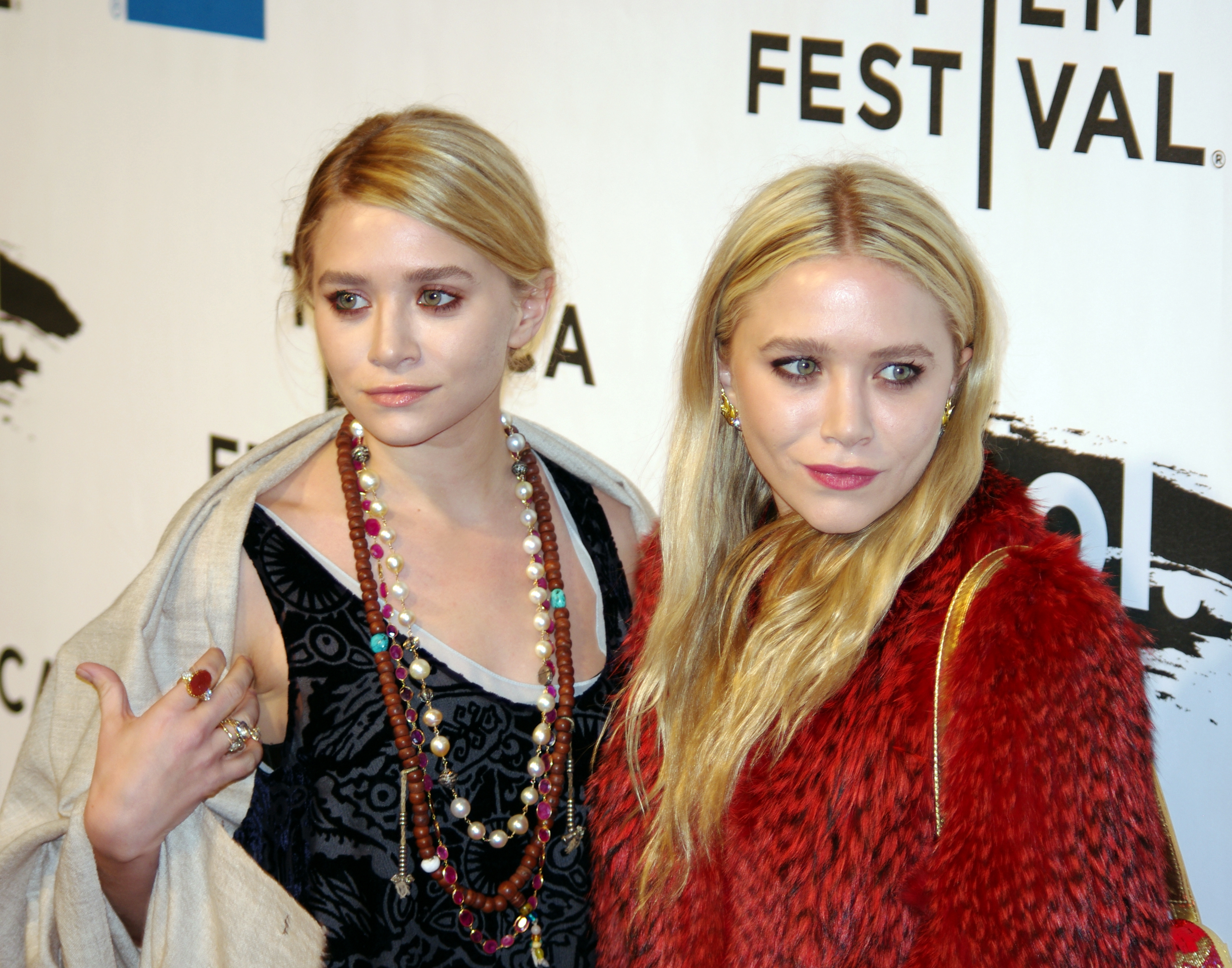
Mary-Kate et Ashley Olsen (13/06/1986), actrices américaines, en 2011.
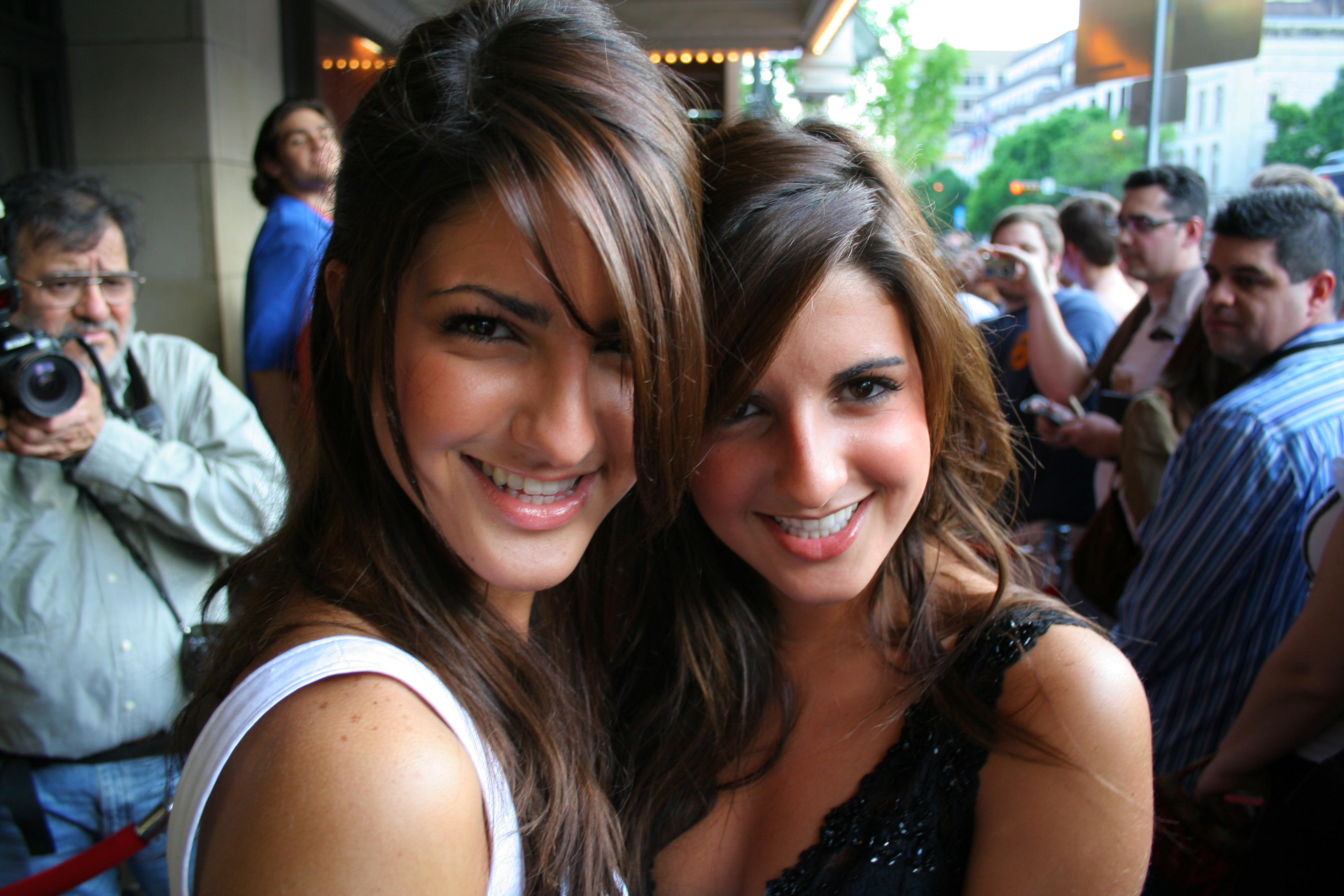
Electra et Elise Avellan (26/04/1986), en 2007.
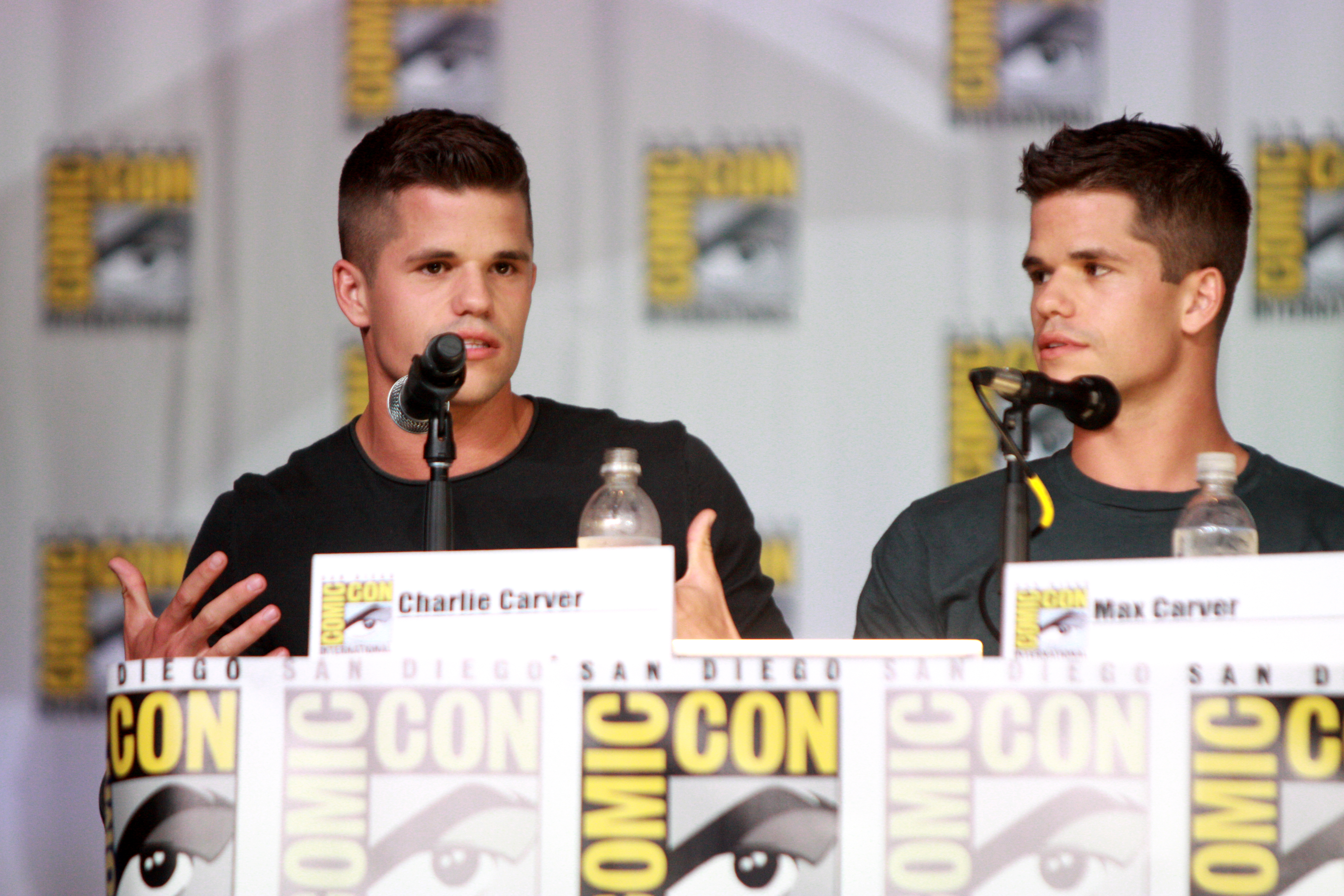
Max et Charlie Carver (01/08/1988), acteurs américains, en 2013.
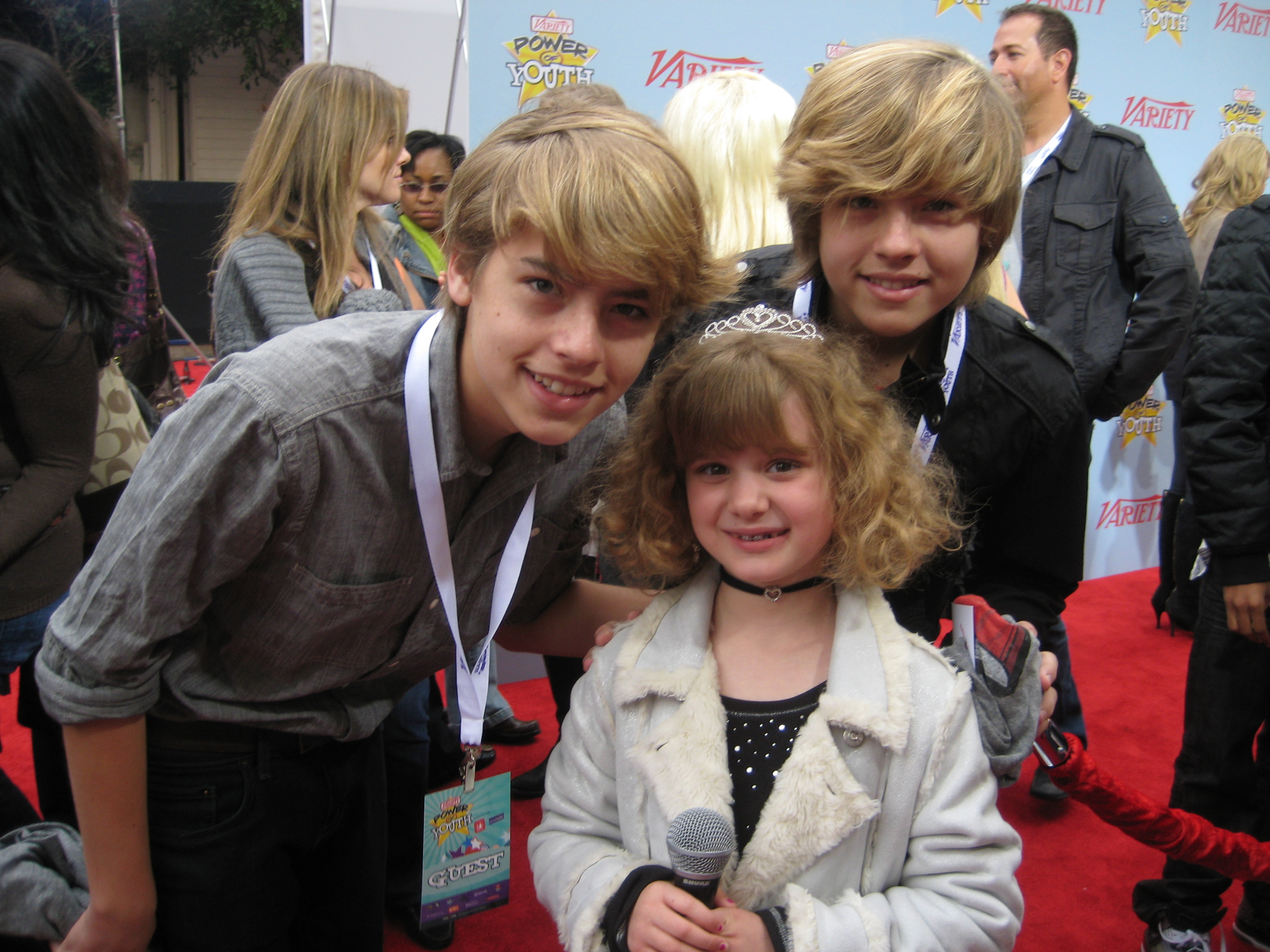
Cole et Dylan Sprouse (04/08/1992), acteurs américains, avec Piper Reese lors de la Power of Youth 2009.
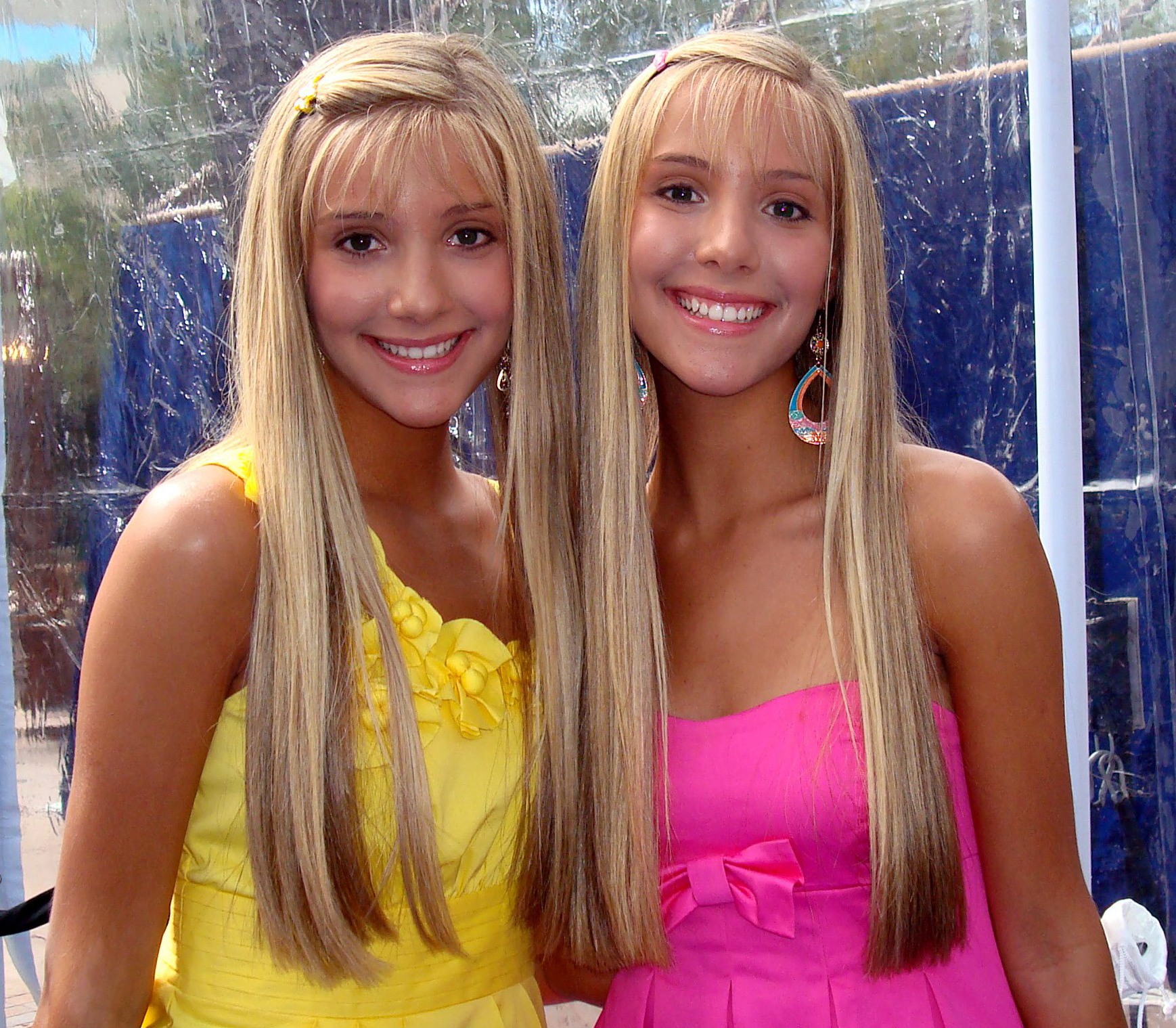
Rebecca et Camilla Rosso (06/06/1994), actrices britanniques, en 2009.
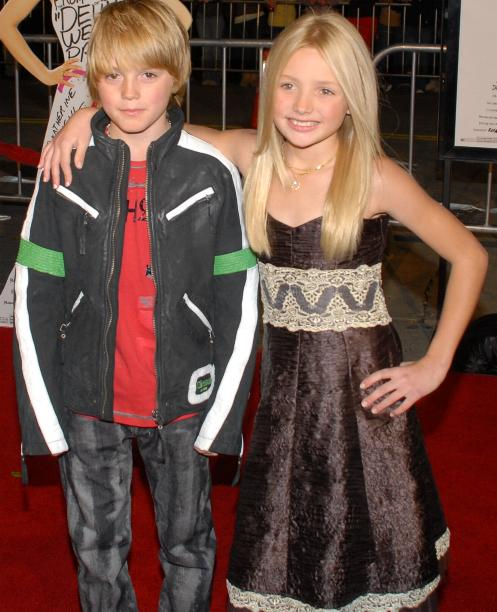
Peyton Roi et Spencer List (06/04/1998), en 2007.

### Réalisateurs, producteurs, scénaristes, cinéastes
- Roy (21/11/1913-05/11/2001) et John Boulting (21/11/1913-17/06/1985), réalisateurs, scénaristes et producteurs britanniques.
- Stephen et Timothy Quay (17/06/1947), réalisateurs, scénaristes et acteurs américains.
- Dominique et Daniel Besnehard (05/02/1954), respectivement producteur et acteur, et dramaturge et écrivain français.
- Mark et Michael Polish (30/10/1970), réalisateurs, scénaristes et acteurs américains.
- Albert et Allen Hughes (01/04/1972), réalisateurs, producteurs, réalisateurs et scénaristes américains.
- Zoya et Farhan Akhtar (09/01/1974), respectivement réalisatrice et scénariste indienne, et acteur, réalisateur, chanteur et scénariste indien.
- Zoran et Ludovic Boukherma (05/06/1992), réalisateurs français.

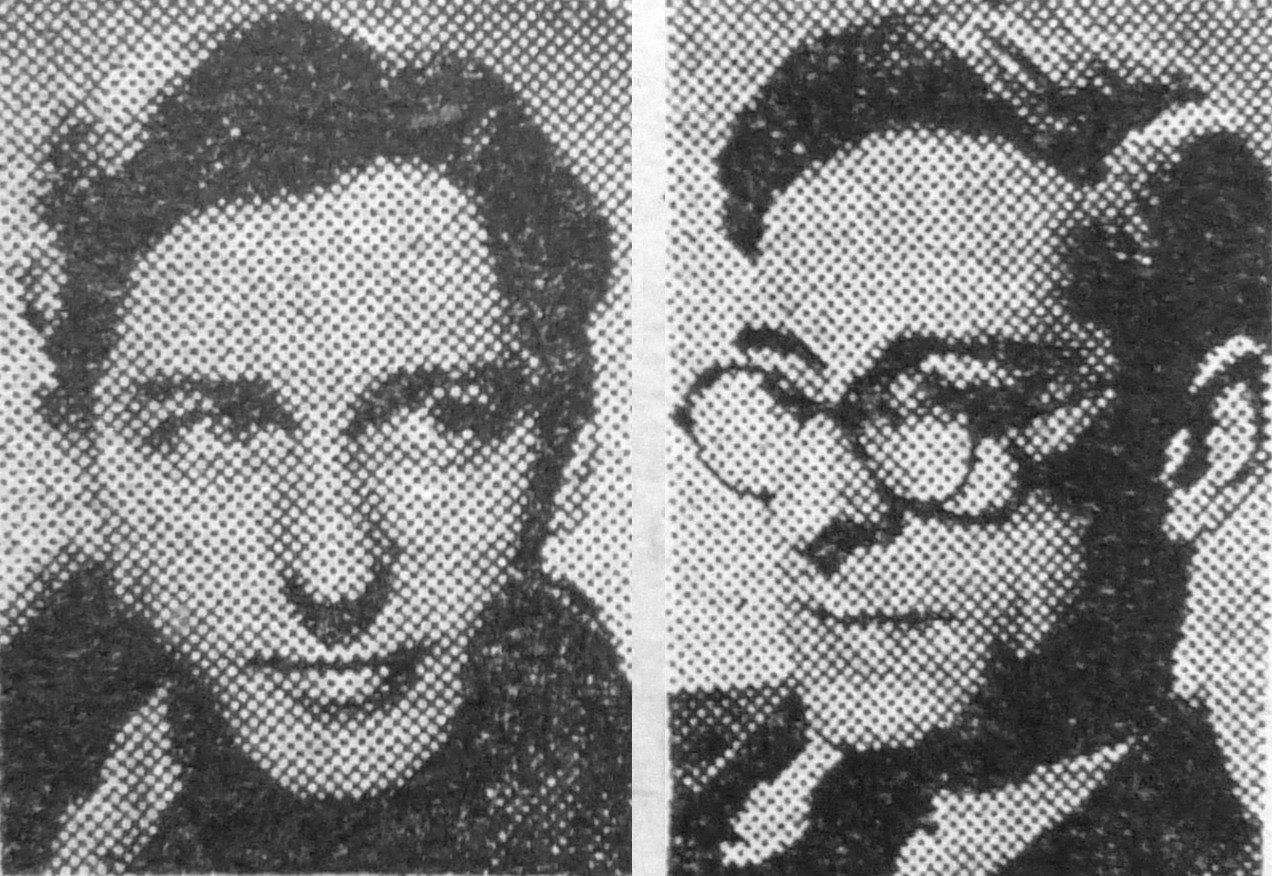
Roy (21/11/1913-05/11/2001) et John Boulting (21/11/1913-17/06/1985), réalisateurs britanniques, en novembre 1952.
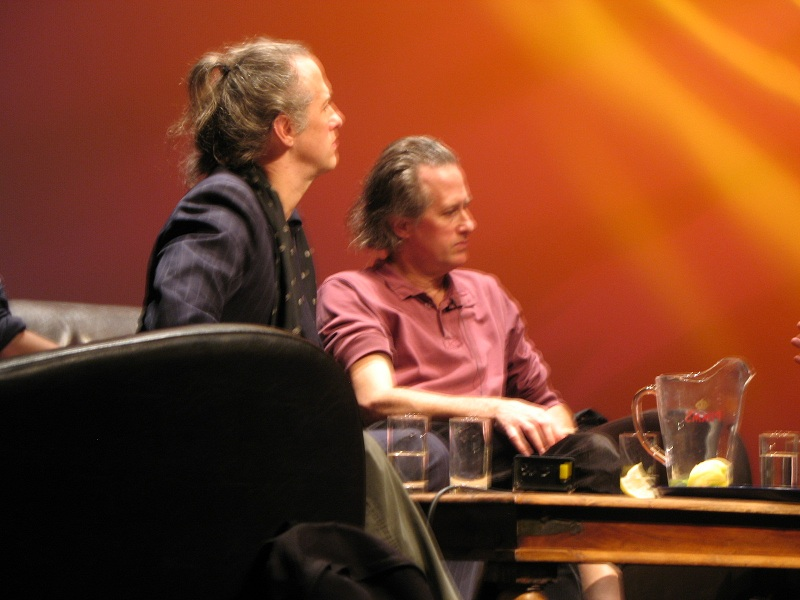
Stephen et Timothy Quay (17/06/1947), réalisateurs américains, en 2006.
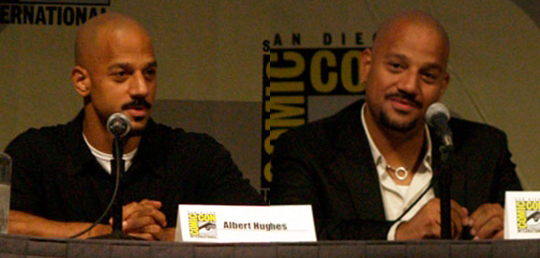
Albert et Allen Hughes (01/04/1972), réalisateurs américains, en juillet 2009.

### Télévision
- Igor (29/08/1949-03/01/2022) et Grichka Bogdanoff (29/08/1949-28/12/2021), producteurs et animateurs de télévision français.
- Leigh et Leslie Keno (en) (14/03/1957), animateurs de télévision américains.
- Yves et Hervé Noël (15/08/1970), animateurs de télévision et comédiens français.
- Marjorie, Cyrielle et Johanna Bluteau (23/04/1984), triplées, gagnantes françaises de la première saison de l'émission de téléréalité Secret Story.
- Žarko et Željko Stojanović (24/10/1987), candidats français de la cinquième saison de l'émission de téléréalité Secret Story.
- Fay et Audrey Sckoropad (11/05/1991), animatrices de télévision canadiennes.
- Sabrina et Morgane Gromer (19/01/1993), candidates françaises de la septième saison de l'émission de téléréalité Secret Story.

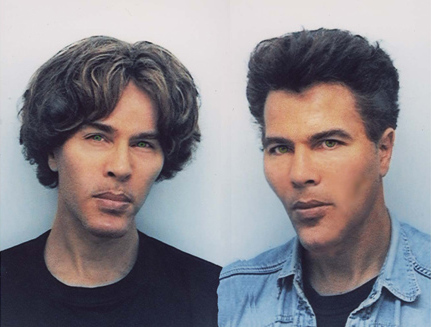
Igor (29/08/1949-03/01/2022) et Grichka Bogdanoff (29/08/1949-28/12/2021), animateurs de télévision français.

### Artistes
- Gabriel (13/05/1874-1955) et Alphonse Chanteau (13/05/1874-09/02/1958), artistes-peintres français.
- Kathryn Abbe (en) (22/09/1919-18/01/2014) et Frances McLaughlin-Gill (22/09/1919-23/10/2014), photographes américaines.
- Kája (13/05/1935-26/06/2015) et Jan Saudek (13/05/1935), respectivement peintre et photographe tchèques.
- Barbara et Gabriele Schmidt-Heins, artistes conceptuelles allemandes.
- Gaëtan et Paul Brizzi (24/12/1951), artistes-peintres, illustrateurs et réalisateurs français.
- Fred et Jo Vargas (07/06/1957), respectivement femme de lettres et peintre françaises.
- Greg (23/01/1969) et Tim Hildebrandt (23/01/1969-11/06/2006), illustrateurs américains de fantasy et la science-fiction.

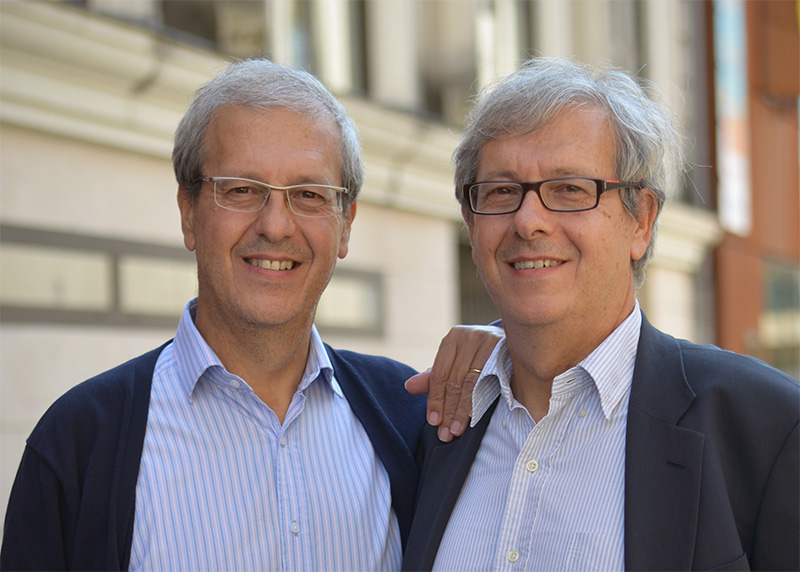
Gaëtan et Paul Brizzi (24/12/1951), en 2015.

### Mannequins
- Marie (22/07/1952-23/11/2021) et Madeleine Collinson (22/07/1952-14/08/2014), mannequins américaines.
- Shane et Sia Barbi (en) (02/04/1963), mannequins américaines pour Playboy.
- Carol et Darlene Bernaola (27/08/1976), playmates américaines pour Playboy.
- Kyle et Lane Carlson (en) (24/12/1978), mannequins américains.
- Lacey et Lindsay Love (26/08/1983), actrices pornographiques et mannequins américaines.
- Kristina et Karissa Shannon (02/10/1989), actrices pornographiques et mannequins américaines.

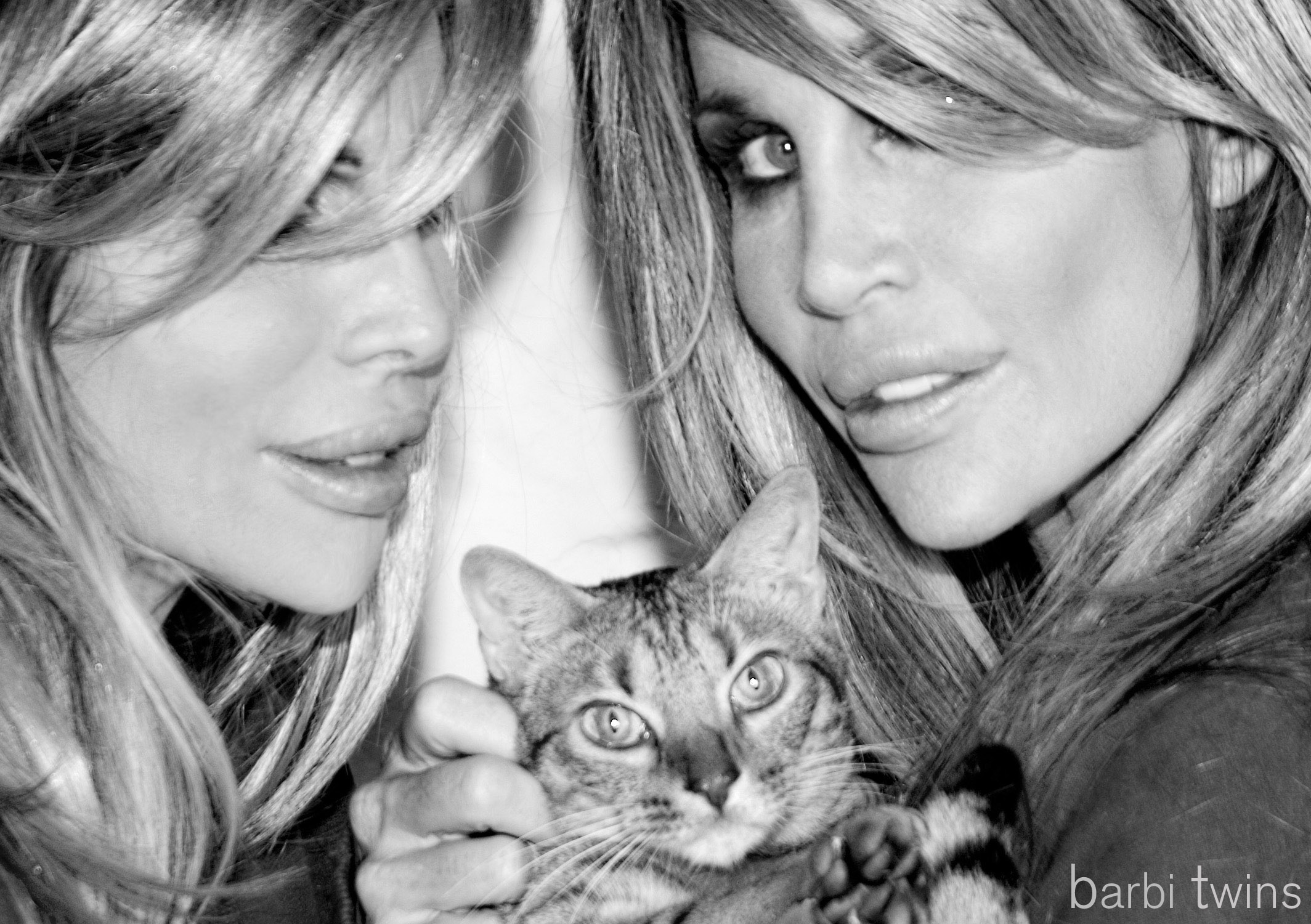
Shane et Sia Barbi (02/04/1963), mannequins américaines.
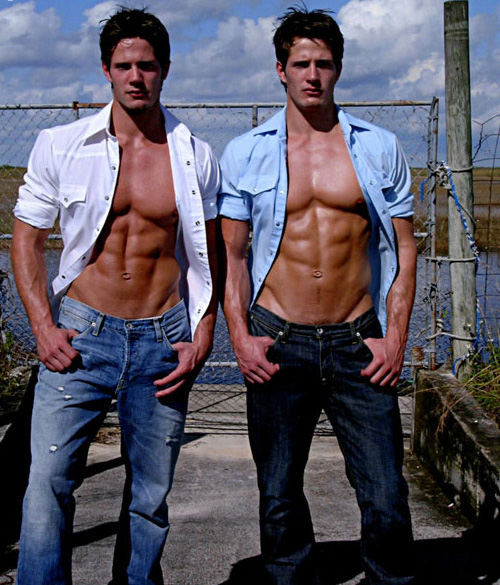
Kyle et Lane Carlson (24/12/1978), mannequins américains, en 2007.
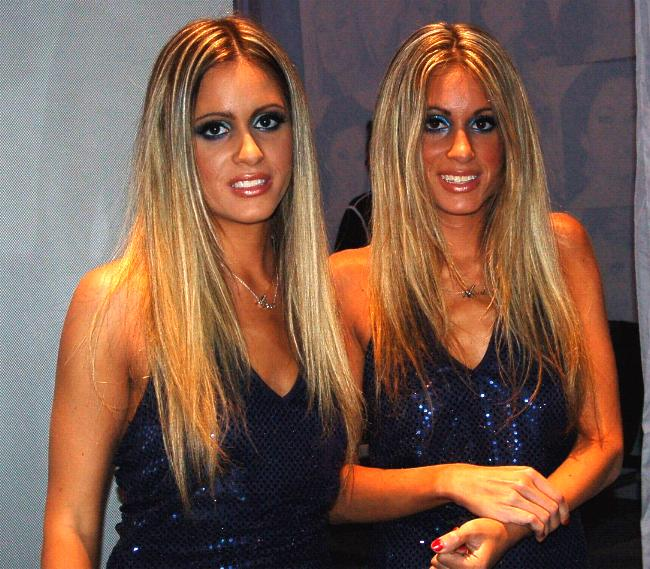
Lacey et Lindsay Love (26/08/1983), actrices pornographiques et mannequins
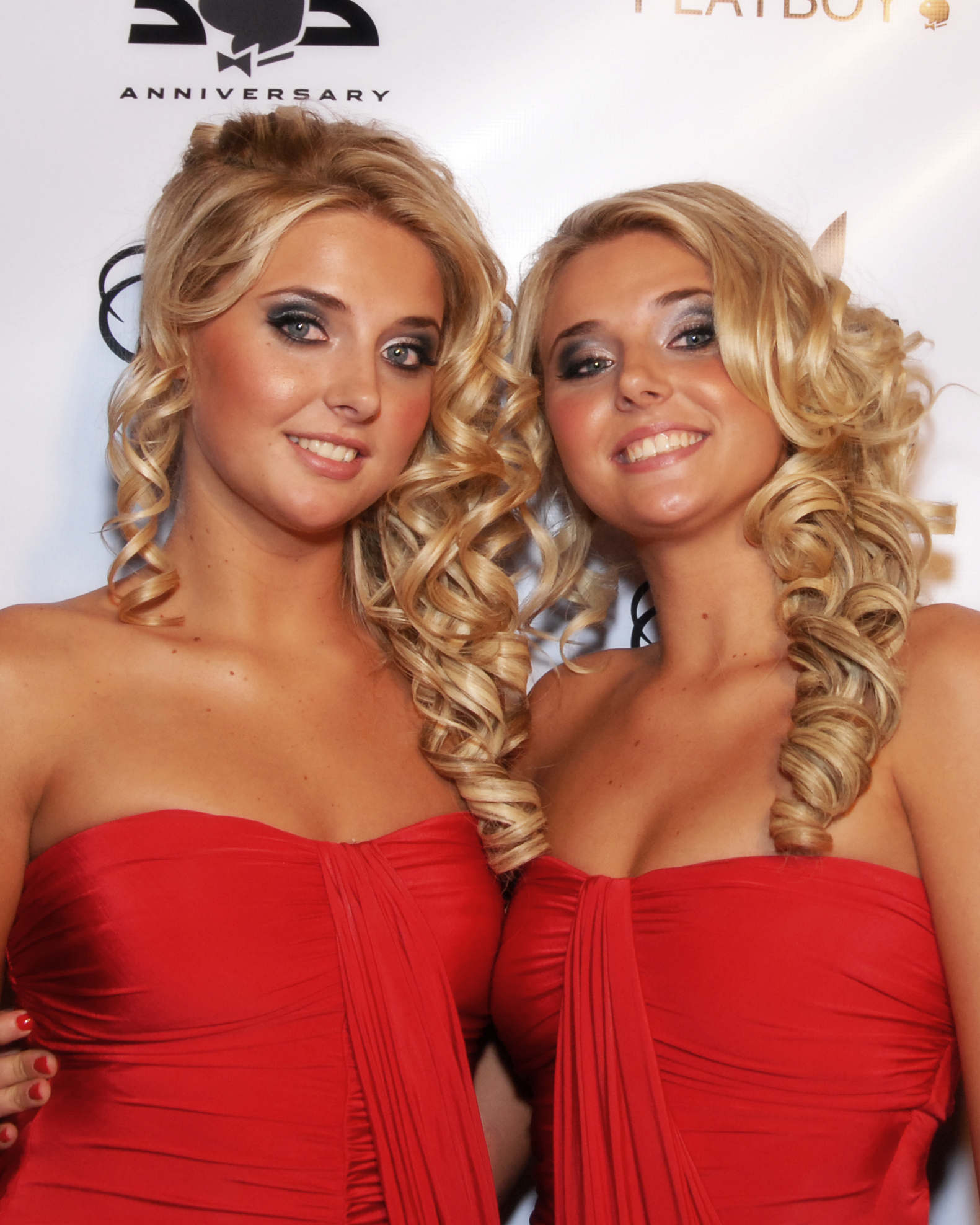
Kristina et Karissa Shannon (02/10/1989), actrices pornographiques et mannequins

### Danseurs
- Alice et Ellen Kessler (20/08/1936), danseuses et actrices allemandes.
- Larry et Laurent Bourgeois (06/12/1988), duo de danseurs français, Les Twins.

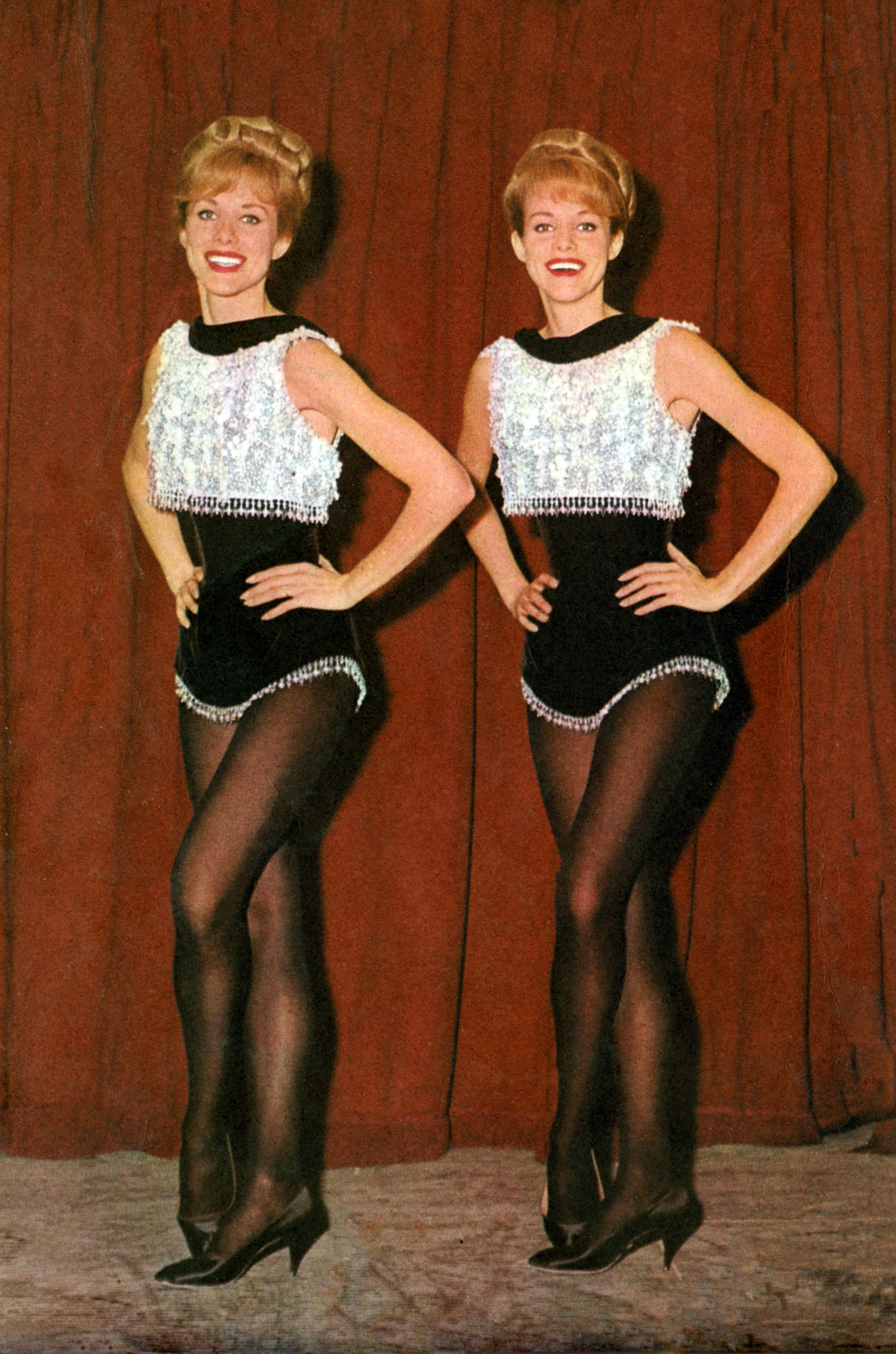
Alice et Ellen Kessler (20/08/1936), en 1965.
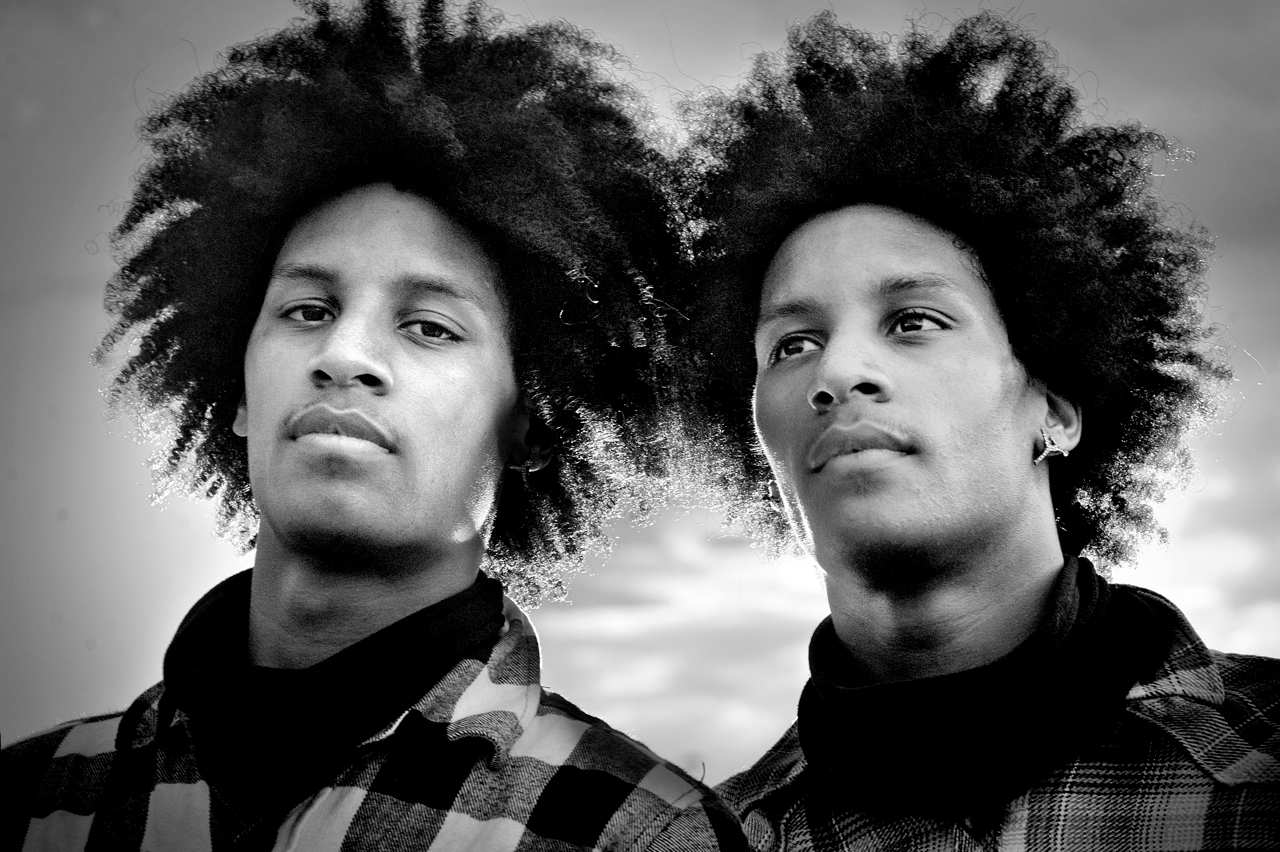
Larry et Laurent Bourgeois (06/12/1988), Les Twins, en 2010.

### Sportifs
- Vilhelm (05/04/1880-01/10/1970) et Eric Carlberg (05/04/1880-14/04/1963), champions olympiques suédois de tir à la carabine par équipes.
- Arne (18/08/1901-06/11/1987) et Åke Borg (18/08/1901-06/06/1973), nageurs suédois.
- Alec (04/07/1918-04/04/2010) et Eric Bedser (en) (04/07/1918-24/05/2006), joueurs de cricket britannique.
- Mario et Aldo Andretti (en) (28/02/1940), pilotes automobiles italo-américains.
- Dick et Tom Van Arsdale (22/02/1943), joueurs de basket-ball américains.
- Sonia Robertson et Sandra Chick (02/06/1947), joueuses de hockey sur gazon et de basket-ball zimbabwéennes.
- Jörg et Bernd Landvoigt (23/03/1951), rameurs d'aviron est-allemands.
- Tim et Tom Gullikson (08/09/1951), joueurs de tennis américains.
- René et Willy van de Kerkhof (16/09/1951), joueurs de football néerlandais.
- Sharon (en) (31/12/1953) et Shirley Firth (en) (31/12/1953-30/04/2013), skieuses de fond canadiennes.
- Bella et Judy Bell-Gam (24/08/1956), athlètes nigérianes.
- Sergey et Anatoliy Beloglazov (16/09/1956), lutteurs russes.
- Phil et Steve Mahre (10/05/1957), skieurs alpins américains.
- Mark et Michael Evans (16/08/1957), rameurs d'aviron canadiens.
- Jim et Finlay Calder (20/08/1957), joueurs de rugby à XV britanniques écossais.
- Madeline (en) et Margaret de Jesús (en) (04/11/1957), athlètes porto-ricaines.
- Gilles et François Brisson (09/04/1958), joueurs de football français.
- Dora et Cora Webber (en) (1958), boxeuses américaines.
- Zoran et Zlatko Vujović (26/08/1958), joueurs de football yougoslaves.
- Andreas et Thomas Ravelli (13/08/1959), joueurs de football suédois.
- Don et Ron Harris (en) (23/10/1960), lutteurs américains.
- Antonia (en) et Ferdinand Becherer (en) (07/06/1963), patineurs artistiques allemands.
- Isabella Crettenand-Moretti et Cristina Favre-Moretti (26/08/1963), sportives d'endurance suisses.
- Sarah et Karen Josephson (10/01/1964), nageuses synchronisées américaines.
- José et Ozzie Canseco (en) (02/07/1964), joueurs de baseball cubains.
- Mark et Steve Waugh (02/06/1965), joueurs de cricket australiens.
- Horace et Harvey Grant (04/07/1965), joueurs de basket-ball américains.
- Jorge et Julio César Dely Valdes (12/03/1967), joueurs de football panaméens.
- Tom et Terry Brands (09/04/1968), lutteurs américains.
- Manuel et Victor Santiago (11/08/1968), catcheurs américains, dits respectivement Headhunter A et Headhunter B.
- Frank et Ronald de Boer (15/05/1970), joueurs de football néerlandais.
- Dana et Anja Pyritz (31/08/1970), rameuses allemandes.
- Heidi (en) et Heather Burge (en) (11/11/1971), joueuses de basket-ball américaines.
- Artchil et Shota Arveladze (22/02/1973), joueurs de football géorgiens.
- Birgit et Gabi Rockmeier (29/11/1973), sprinteuse allemande.
- Alvin et Calvin Harrison (20/01/1974), athlètes américains, spécialistes du 400 m.
- Omolade et Omotayo Akinremi (13/09/1974), athlèted nigérianes.
- Taoufik et Khalid Lachheb (16/01/1975), athlètes français, spécialistes du saut à la perche.
- Ronde et Tiki Barber (07/04/1975), joueurs américains de football américain.
- Kerstin et Manja Kowalski (25/01/1976), rameuses allemandes.
- Thierry et Christian Omeyer (02/11/1976), joueurs de handball français.
- Carmen et Ramona Brussig (20/05/1977), judokate handisport allemandes.
- Manuel et Felipe Contepomi (20/08/1977), joueurs de rugby argentin.
- Bob et Mike Bryan (29/04/1978), joueurs de tennis américains.
- Coco et Kelly Miller (06/09/1978), joueuses de basket-ball américaines.
- Caroline et Georgina Evers-Swindell (10/11/1978), rameuses néo-zélandaises.
- Jason et Jarron Collins (02/12/1978), joueurs de basket-ball américains.
- Carlos et Alberto Arroyo (30/07/1979), joueurs de basket-ball portoricains.
- Pavol et Peter Hochschorner (07/09/1979), céistes slovaques.
- Katrine et Kristine Lunde (30/03/1980), joueuses de handball norvégiennes
- Charlotte et Julie Bonaventura (02/08/1980), arbitres de handball françaises.
- Daniel et Henrik Sedin (26/09/1980), joueurs de hockey sur glace suédois.
- Me'Lisa et Mikele Barber (04/10/1980), athlètes américaines.
- Jessica et Sabrina Buil (20/11/1980), karatéka françaises.
- Susanna et Jenny Kallur (16/02/1981), athlètes suédoises, spécialistes du 100 mètres haies.
- Alexander et Vladimir Efimkin (02/12/1981), coureurs cyclistes russes.
- Sanchai et Sonchat Ratiwatana (23/01/1982), joueurs de tennis thaïlandais.
- Stevie et Joey Graham (11/06/1982), joueurs de basket-ball américains.
- Alexeï et Vassili Bérézoutski (20/06/1982), joueurs de football russes.
- Paul et Morgan Hamm (24/09/1982), gymnastes américains.
- Daniela (13/11/1982-09/04/2008) et Sandra Klemenschits (13/11/1982), joueuses de tennis autrichiennes.
- Halil et Hamit Altıntop (08/12/1982), joueurs de football turcs.
- Philipp et David Degen (15/02/1983), joueurs de football suisses.
- Emilia et Erika Nyström (13/09/1983), joueuses de beach-volley finlandaises.
- Nicole et Brianna Garcia-Colace (21/11/1983), catcheuses américaines, respectivement sous les noms de Nikki Bella et Brie Bella, dites aussi The Bella Twins.
- Jean-Jacques et Dominique Beovardi (05/03/1983), judokas français.
- Kenichi et Shinichi Yumoto (04/12/1984), lutteurs libres japonais.
- Vita et Valj Semerenko (18/01/1986), biathlètes ukrainiennes.
- Michel et Ronald Mulder (27/02/1986), patineurs de vitesse néerlandais.
- Bernard et Martin Dematteis (24/05/1986), coureurs en montagne italiens.
- Kévynn et Olivier Nyokas (20/06/1986), joueurs de handball français.
- Wenwen et Jiang Tingting (25/09/1986), nageuses synchronisées chinoises.
- José et Juanmi Callejón (11/02/1987), joueurs de football espagnols.
- Alissa et Amber Czisny (25/06/1987), patineuses artistiques américaines.
- Lucija et Ana Zaninović (26/06/1987), taekwondoïstes croates.
- Elin et Frida Eldebrink (04/01/1988), joueuses de basket-ball suédoises.
- Kévin et Jonathan Borlée (22/02/1988), athlètes belges, spécialistes du 400 m.
- Maryna et Inna Cherniak (26/03/1988), judokates ukrainiennes.
- Robin et Brook Lopez (01/04/1988), joueurs de basket-ball américains.
- Lars et Sven Bender (27/04/1989), joueurs de football allemands.
- Jocelyne et Monique Lamoureux (03/07/1989), triples championnes olympiques de hockey sur glace américaines.
- Gemma et Mireia Abant Condal (25/03/1989), coureuses cyclistes espagnoles.
- Anna et Lisa Hahner (20/11/1989), coureuses de fond allemandes.
- Johanna Westberg et Emelie Nykvist (en) (06/04/1990), joueuse de handball suédoises.
- Rafael et Fábio Pereira da Silva (09/07/1990), joueurs de football brésiliens.
- Ayman Ratova (en) et Sholpan Kozhakhmetova (en) (23/04/1991), marcheuses kazakhes.
- Tashi et Nungshi Malik (21/06/1991), alpinistes indiennes.
- Lieke et Sanne Wevers (17/09/1991), gymnastes artistique néerlandaises.
- Kristýna et Karolína Plíšková (21/03/1992), joueuse de tennis tchèque.
- Adam et Simon Yates (07/08/1992), coureurs cyclistes britanniques.
- Elena et Irina Kruchinkina (28/03/1995), biathlètes biélorusses.
- Lina et Laviai Nielsen (13/03/1996), athlètes britanniques.
- Tiril et Lotta Udnes Weng (26/09/1996), fondeuses norvégiennes.
- Qianyi et Wang Liuyi (16/01/1997), nageuses synchronisées chinoises.
- Orlane et Laura Kanor (16/06/1997), joueuse de handball françaises.
- Alejandra Paola et Linda Patricia Pérez López (09/07/1998), athlètes handisport vénézuélienne.
- Dina et Arina Averina (13/08/1998), gymnastes artistiques russes.
- Reita (ja) et Himawari Akaho (28/08/1998), joueuses de basket-ball japonaises.
- Harald et Hedda Østberg Amundsen (18/09/1998), fondeur et fondeuse norvégiens.
- Noortje et Bregje de Brouwer (09/03/1999), nageuses synchronisées néerlandaise.
- Charlotte et Laura Tremble (04/06/1999), nageuse synchronisées françaises.
- Maryna et Vladyslava Aleksiïva (29/05/2001), nageuse synchornisées ukrainiennes.
- Johannes et Barbara Aigner (25/04/2005), skieurs alpin handisport autrichien.

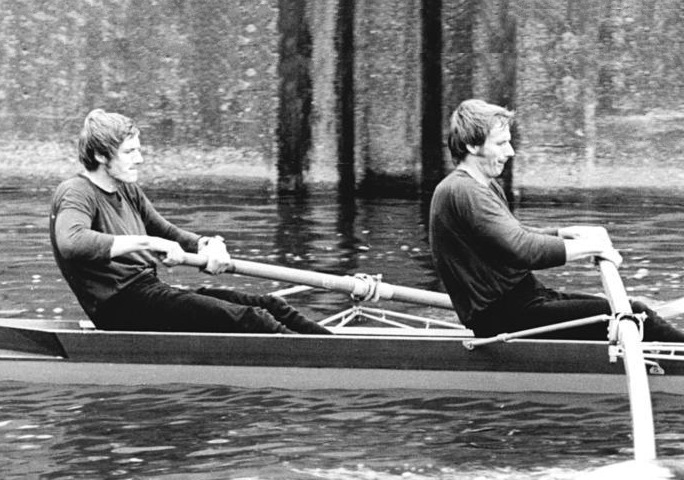
Jörg et Bernd Landvoigt (23/03/1951), rameurs d'aviron est-allemands, en 1978.
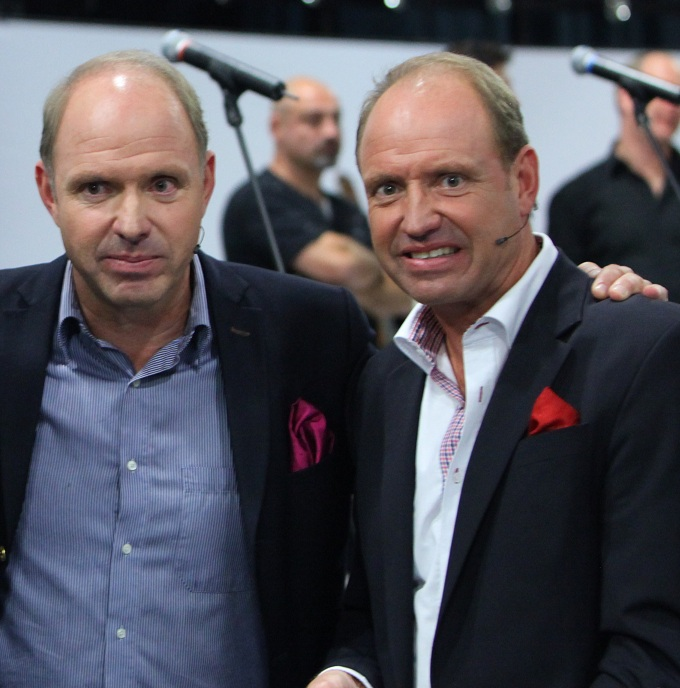
Andreas et Thomas Ravelli (13/08/1959), joueurs de football suédois, en 2010.
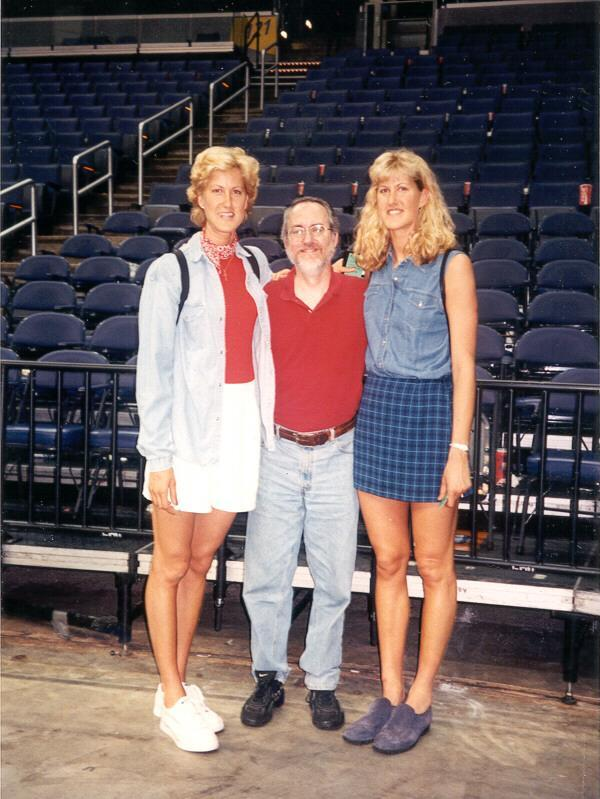
Heidi et Heather Burge (11/11/1971), joueuses de basket-ball américaines, avec un fan, en 1999.
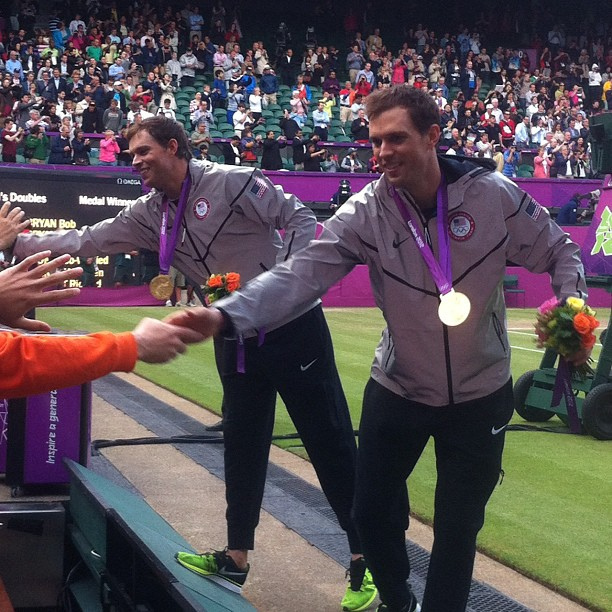
Bob et Mike Bryan (29/04/1978), joueurs de tennis américains, en 2012.
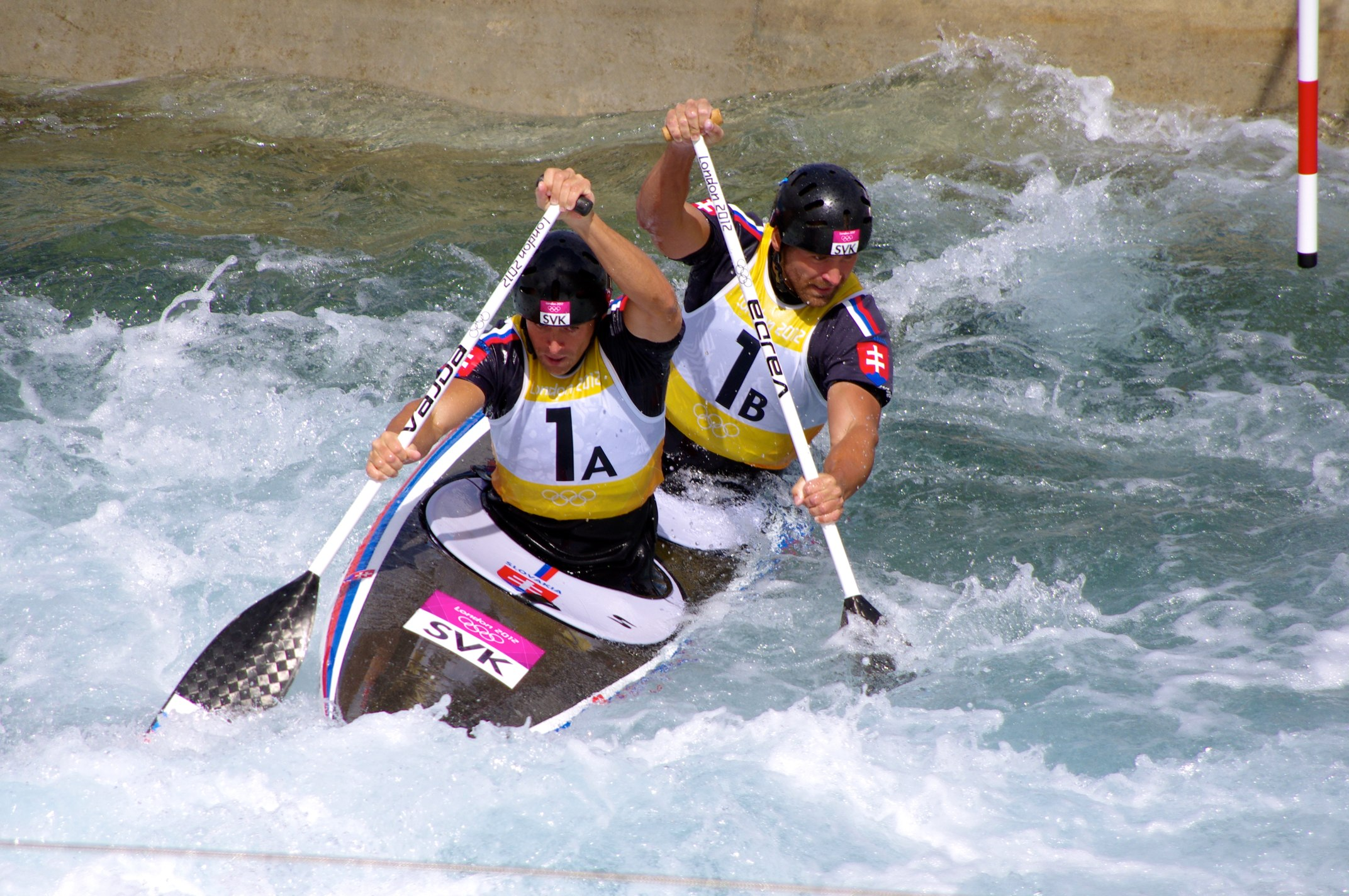
Pavol et Peter Hochschorner (07/09/1979), céistes slovaques, en 2012.
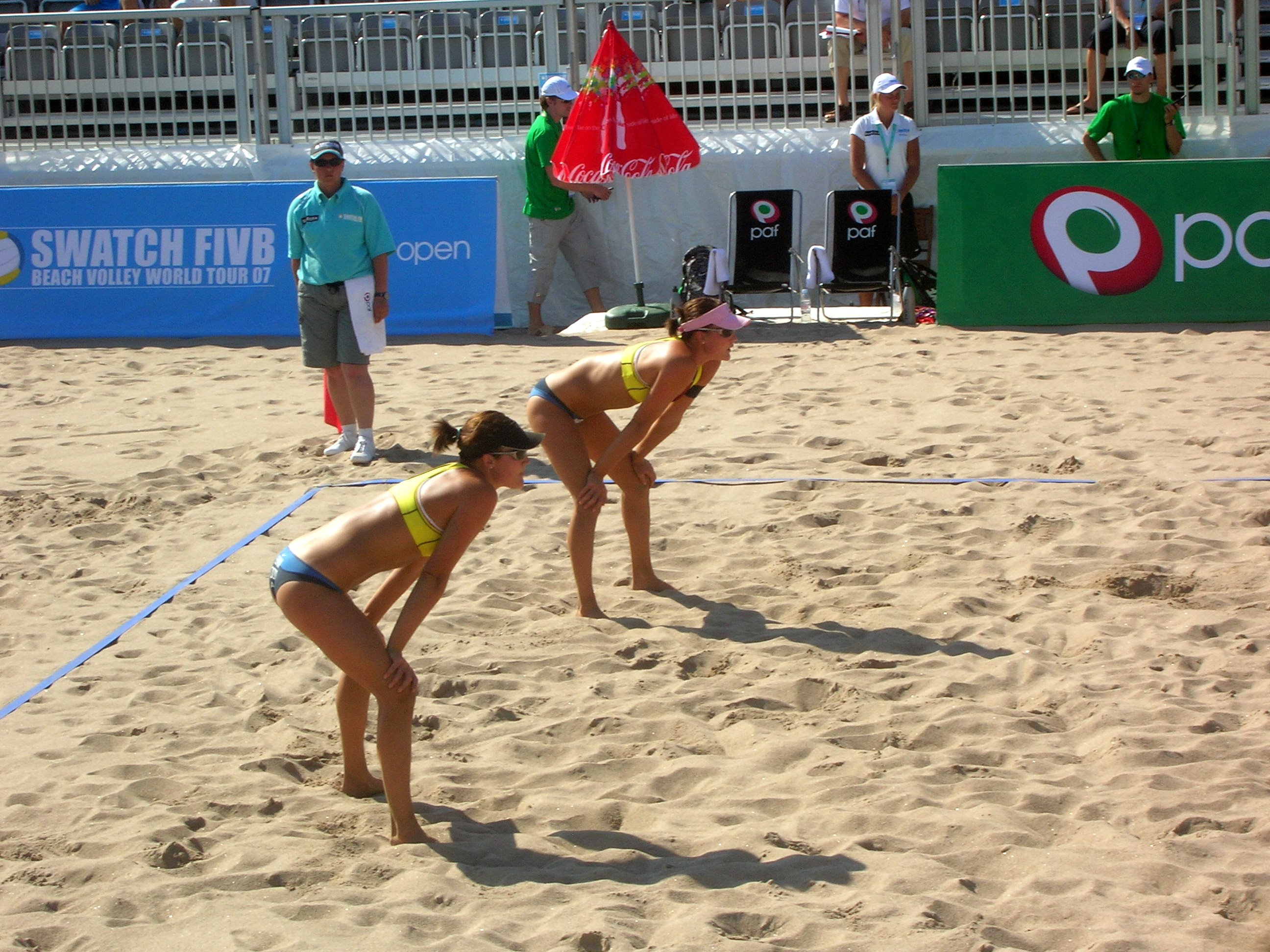
Emilia et Erika Nyström (13/09/1983), joueuses de beach-volley finlandaises, en 2007.
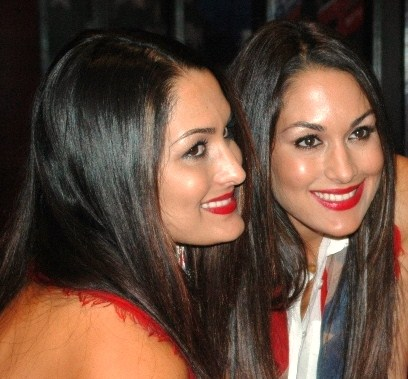
Nicole et Brianna Garcia-Colace (21/11/1983), catcheuses américaines, en 2011.
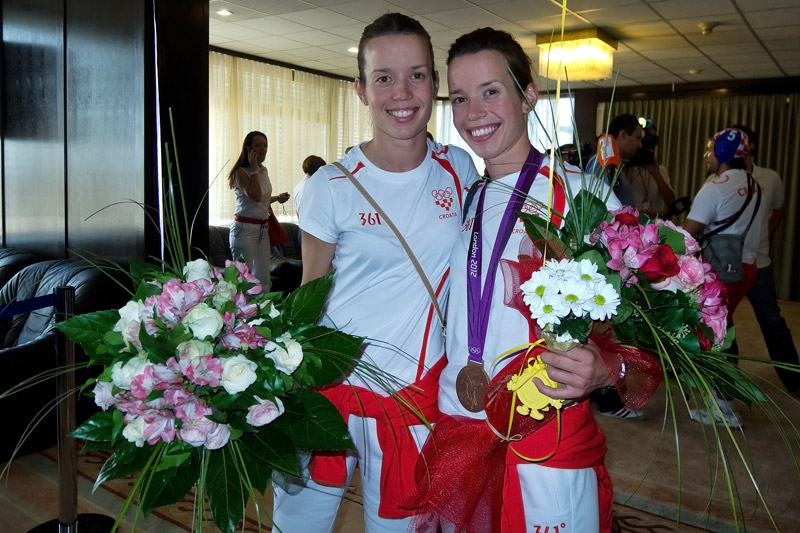
Lucija et Ana Zaninović (26/06/1987), en 2012.
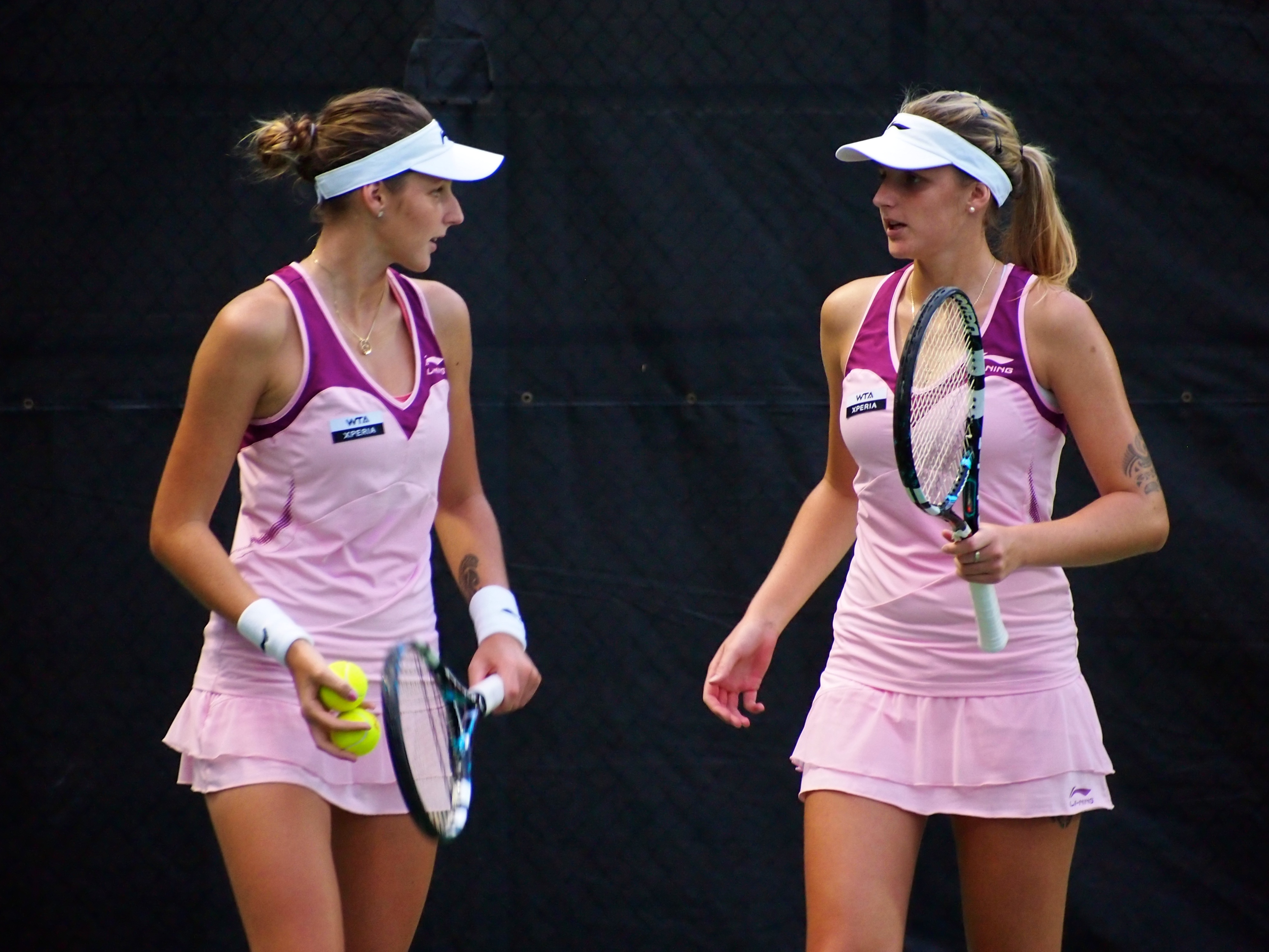
Karolína et Kristýna Plíšková (21/03/1992) en 2012.
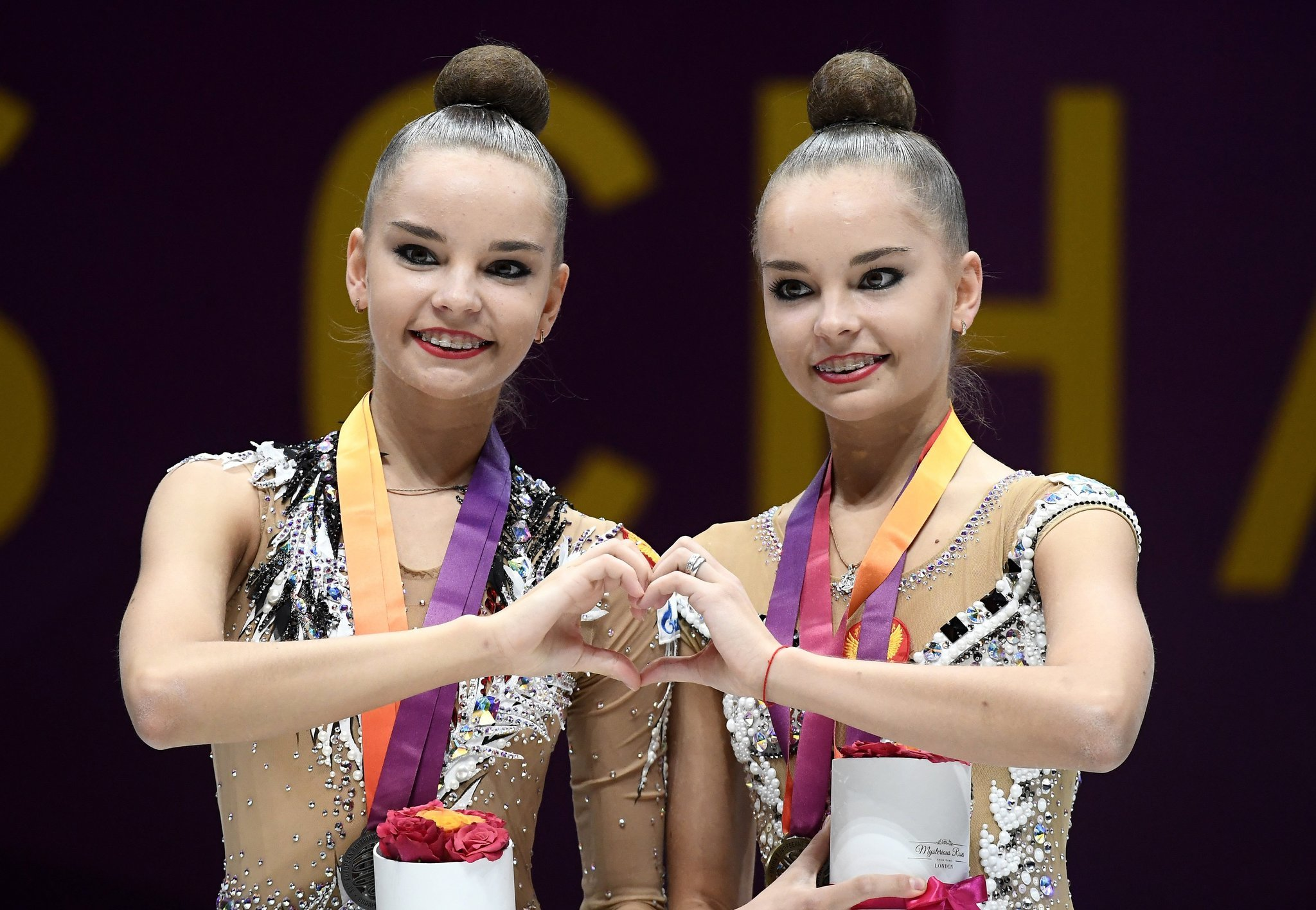
Dina et Arina Averina (13/08/1998) en 2017.

### Scientifiques
- Auguste (28/01/1884-24/03/1962) et Jean Piccard (28/01/1884-28/01/1963), physiciens, aéronautes et océanautes suisses.
- Mark E. et Scott Kelly (21/02/1964), astronautes américains, premiers jumeaux astronautes.
- Uché et Oni Blackstock (4/11/1977), médecin américaines.

### Militaires
- Pierre (08/08/1895-15/11/1916) et Jean Navarre (08/08/1895-10/07/1919), aviateurs français de la Première Guerre mondiale.
- Meri (24/01/1917-12/04/1986) et Hadzhera Avidzba (24/01/1917-20/08/1997), aviatrice et pianiste abkhaziennes.
- Gene (en) et James C. McKinney (03/11/1950), officiers de l'armée américaine ; James a pris la place de son frère Gene (en), lequel subissait une enquête.
- Johnny et Luther Htoo (1988), guerilleros birmans.

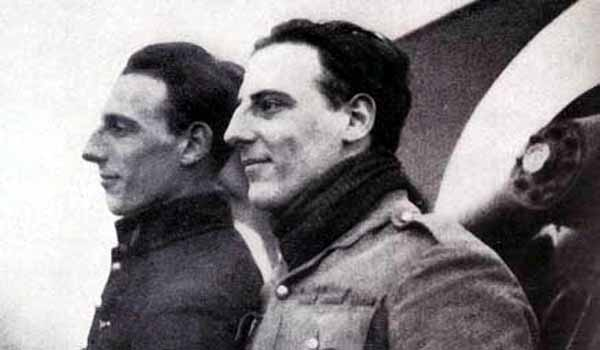
Pierre (08/08/1895-15/11/1916) et Jean Navarre (08/08/1895-10/07/1919).

### Criminels
- Ronald (24/10/1933-17/03/1995) et Reginald Kray (24/10/1933-01/10/2000), criminels britanniques.
- June et Jennifer Gibbons (11/04/1963), criminelles britanniques.
- Ursula et Sabina Eriksson (03/11/1967), criminelles suédoises.
- Jeena et Sunny Han (en) (30/04/1974), criminels américains.

### Autres
- Judith Quiney (01/1585-01/1622) et Hamnet Shakespeare (01/1585-08/1596), enfants de William Shakespeare et Anne Hathaway.
- Agnes (16/04/1843-26/03/1926) et Margaret Smith (16/04/1843-11/01/1920), biblistes britanniques.
- Marie Long-Landry (14/11/1877-11/12/1968) et Marguerite Pichon-Landry (14/11/1877-06/09/1972), féministes françaises.
- Kin Narita (01/08/1892-23/01/2000) et Gin Kanie (01/08/1892-28/02/2001), connues pour les plus vieilles jumelles du monde.
- Marie (1897-1974) et Elisa Josse (1897-1973), Justes parmi les Nations françaises.
- Ross (en) (12/08/1925-27/11/1975) et Norris McWhirter (en) (12/08/1925-19/04/2004), fondateurs et rédacteurs britanniques du livre Guinness des records.
- David et Frederick Barclay (27/10/1934), hommes d'affaires britanniques.
- David et Peter Turnley (22/06//1955), photojournalistes franco-américains.
- Cathleen et Colleen Wade, les deux petites filles représentées sur la photographie de Diane Arbus, Identical Twins, Roselle, New Jersey, 1967.
- Ousseina et Hassana Alidou (29/03/1963), universitaires nigériennes.
- Barbara Pierce et Jenna Bush (25/11/1981), filles du président des États-Unis George W. Bush.
- Julia, économiste, et Agathe Cagé, politologue et haute fonctionnaire (17/02/1984), françaises.
- Steeven et Christopher Demora (30/12/1987), humoristes français.
- Lisa et Lena (17/06/2002), youtubeuses allemandes.
- Ava et Alexis McClure (12/07/2013), youtubeuses américaines.

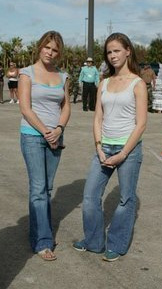
Barbara Pierce et Jenna Bush (25/11/1981), filles du président des États-Unis George W. Bush, en 2004.
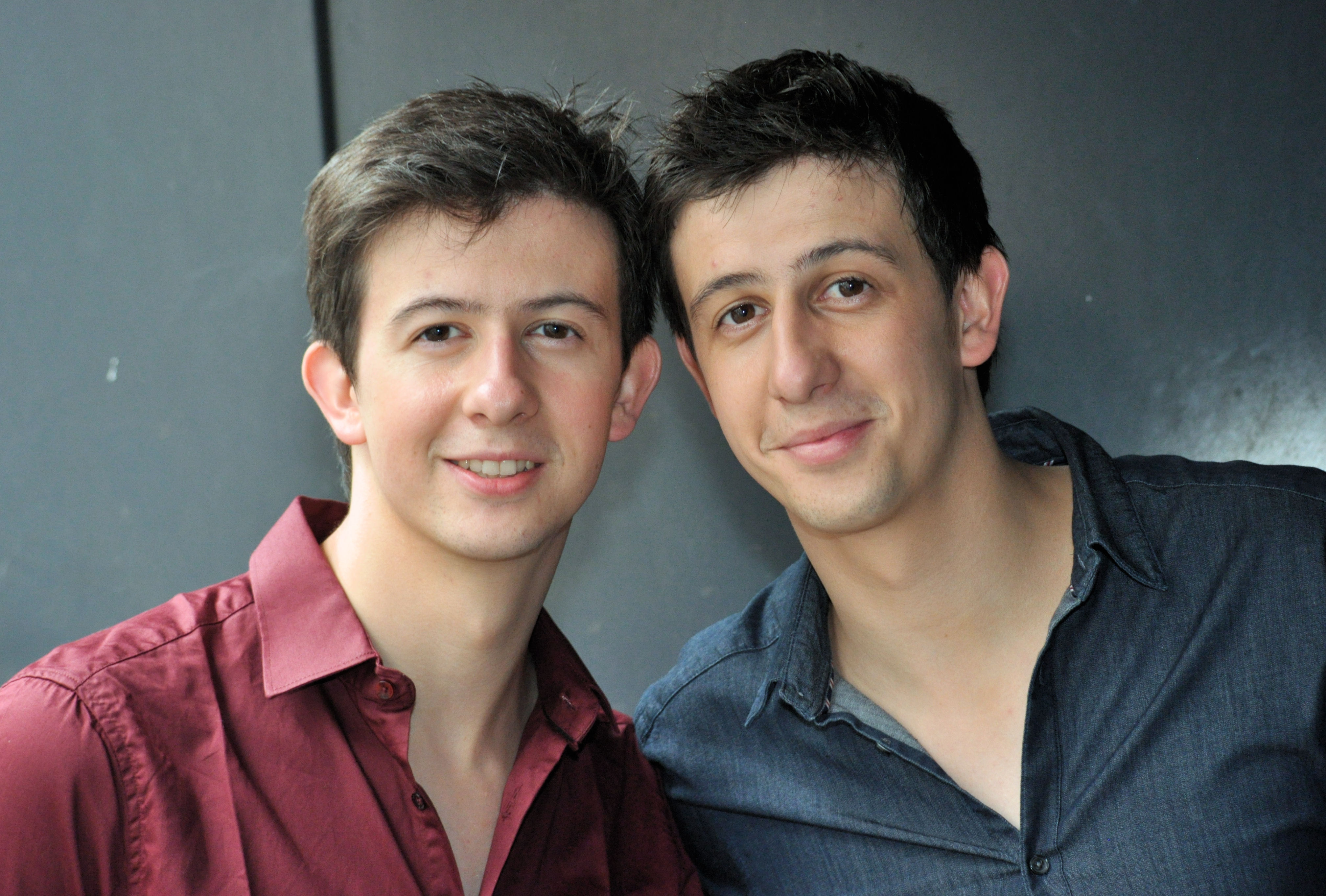
Steeven et Christopher (30/12/1987), humoristes français, au Casino de Paris, le 8 juin 2013.
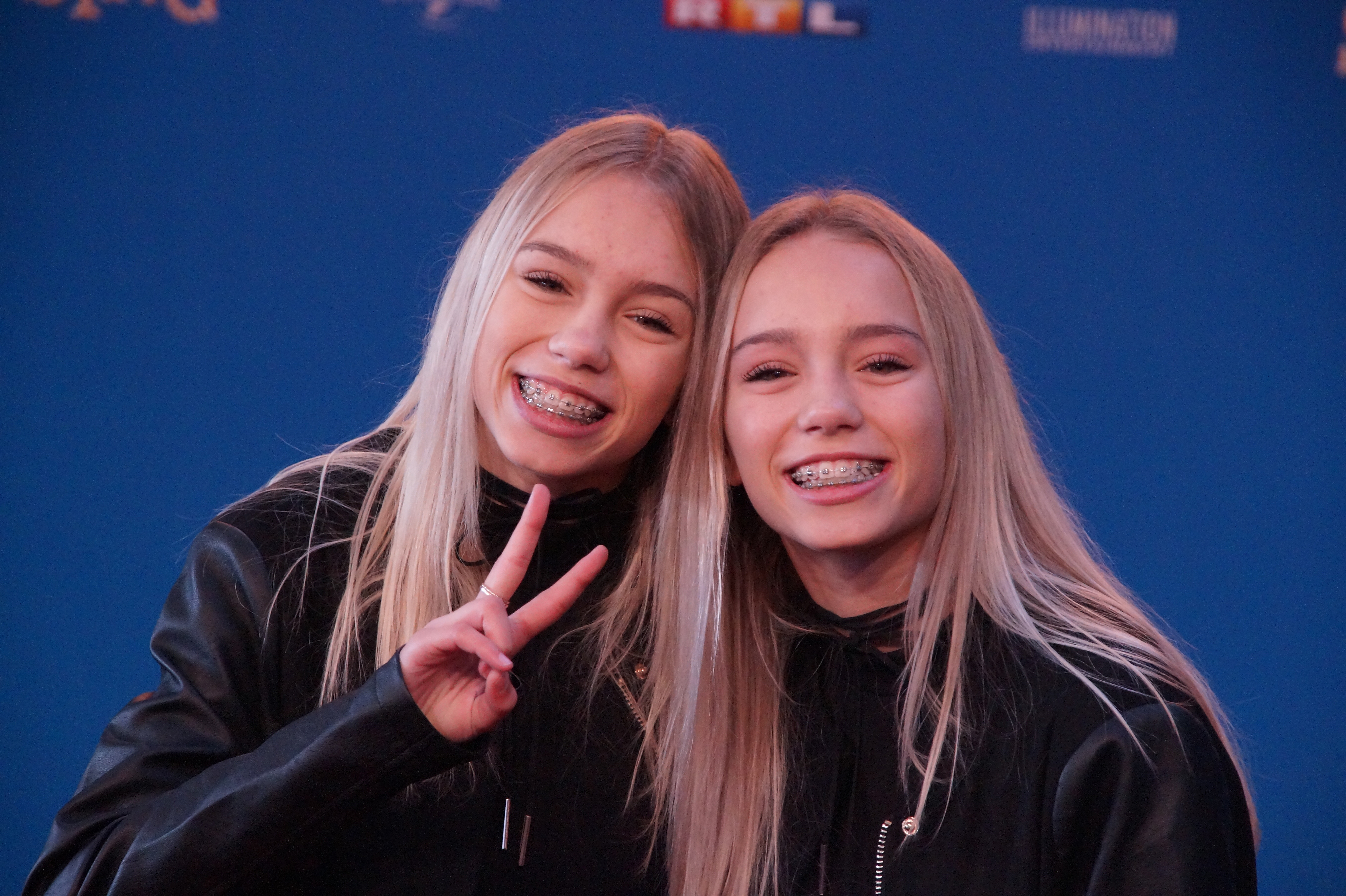
Lisa et Lena (17/06/2002), youtubeuses allemandes en 2016.
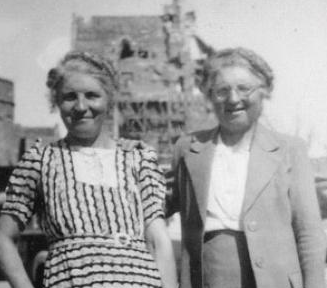
Marie et Elisa Josse (1897-1973/1974), Justes parmi les Nations, vers 1945.

### Personnages fictifs

#### Religions, légendes, mythologies

##### Mythologie grecque
- Hypnos et Thanatos, jumeaux de Nyx.
- Éole et Béotos, jumeaux de Poséidon et d'Arné.
- Les Paliques, jumeaux de Zeus et de Thalie.
- Apollon et Artémis, jumeaux de Zeus et de Léto.
- Ploutos et Philoménos, jumeaux de Iasion et de Déméter.
- Castor et Pollux, dits les Dioscures, demi-frères jumeaux issus de Léda (Pollux étant le fils de Zeus, et Castor étant le fils de Tyndare).
- Hélène et Clytemnestre, demi-sœurs jumelles issues de Léda (Hélène étant la fille de Zeus, et Clytemnestre étant la fille de Tyndare).
- Ascalaphe et Ialmène, jumeaux d'Arès et d'Astyoché.
- Héraclès et Iphiclès, demi-frères jumeaux issus d'Alcmène (Héraclès étant le fils de Zeus, et Iphiclès étant le fils d'Amphitryon).
- Amphion et Zéthos, jumeaux de Zeus et d'Antiope.
- Érechthée et Boutès, jumeaux de Pandion et de Zeuxippe.
- Bélos et Agénor, jumeaux de Poséidon et de Libye.
- Égyptos et Danaos, jumeaux de Bélos et d'Anchinoé.
- Proétos et Acrisios, jumeaux d'Abas et d'Aglaé.
- Eurysthénès et Proclès, jumeaux d'Aristodème et d'Argie.
- Pélias et Nélée, jumeaux de Poséidon et de Tyro.
- Otos et Éphialtès, dits les Aloades, jumeaux de Poséidon et d'Iphimédie.
- Thessalos et Alciménès, jumeaux de Jason et de Médée.
- Atrée et Thyeste, jumeaux de Pélops et d'Hippodamie.
- Hélénos et Cassandre, jumeaux de Priam (roi de Troie) et d'Hécube.
- Phrixos et Hellé, jumeaux d'Athamas et de Néphélé.
- Proclès et Eurysthénès, jumeaux d'Aristodème et d'Argie.
- Podalire et Machaon, jumeaux d'Asclépios et d'Épione.
- Alexiarès et Anicétos, jumeaux d'Héraclès et d'Hébé.

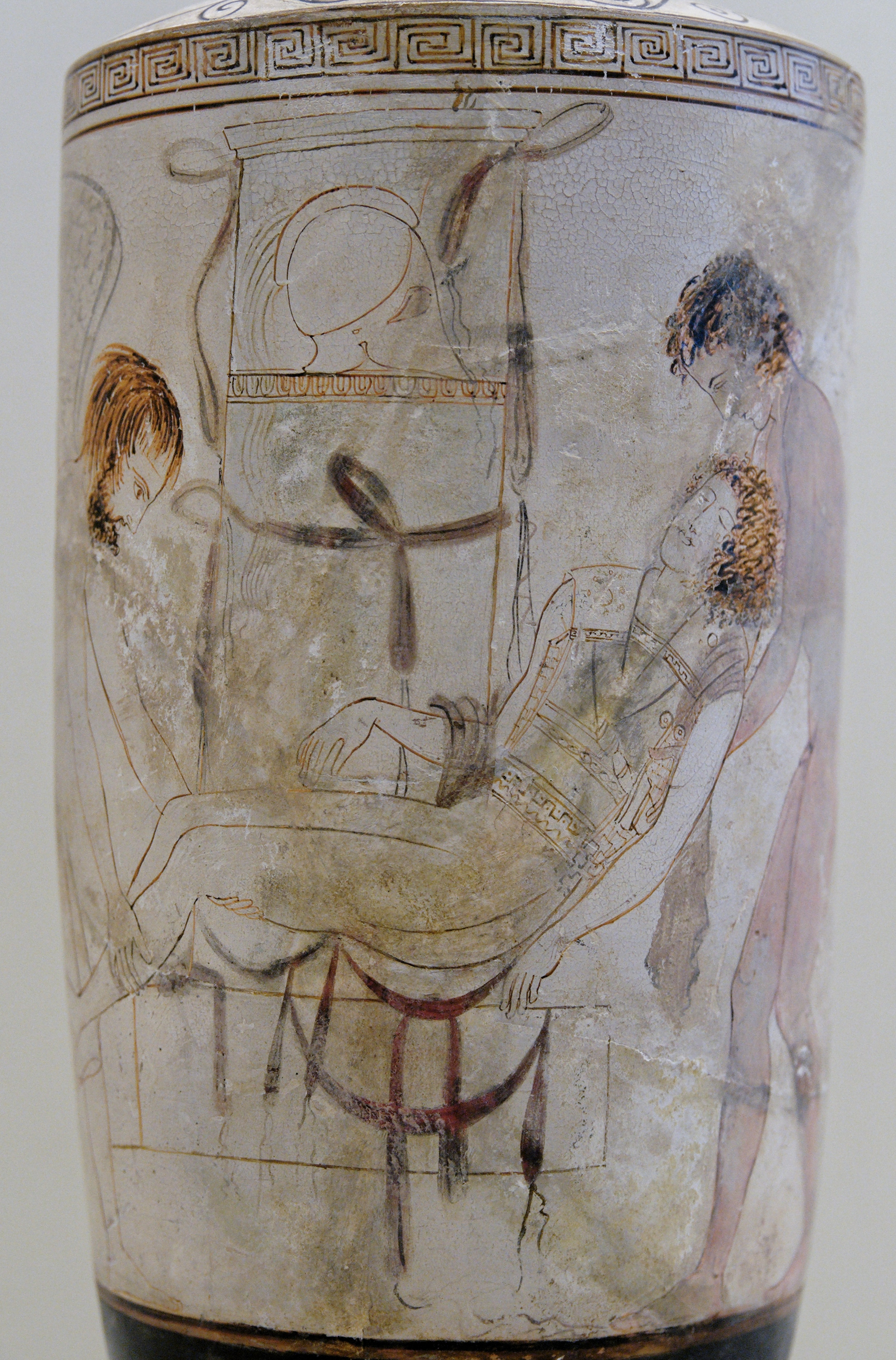
Hypnos et Thanatos, emportant le corps de Sarpédon du champ de bataille à Troie.
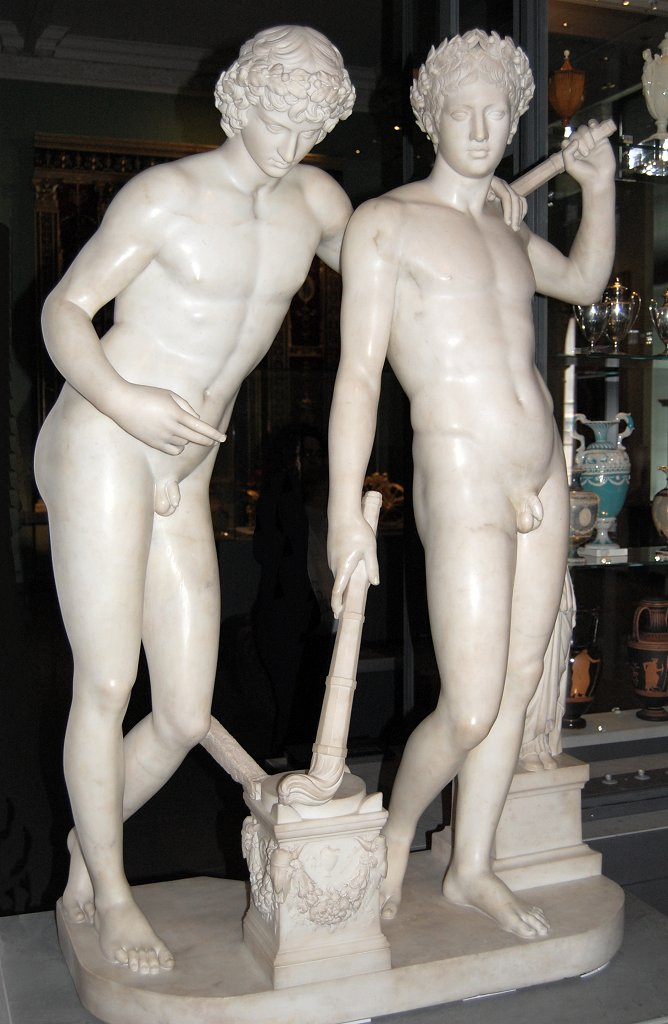
Castor et Pollux.
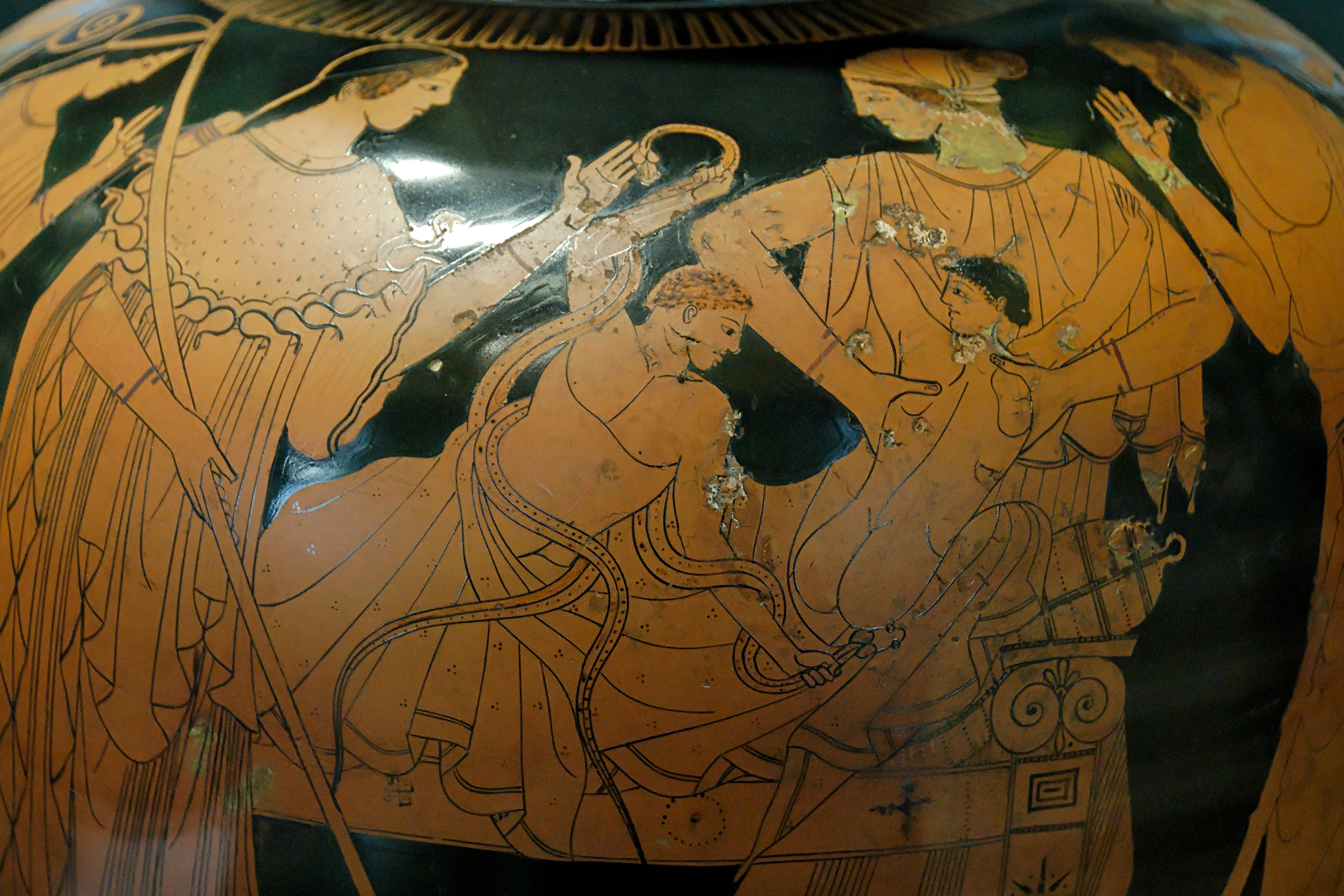
Héraclès enfant sauvant Iphiclès des serpents envoyés par Héra.
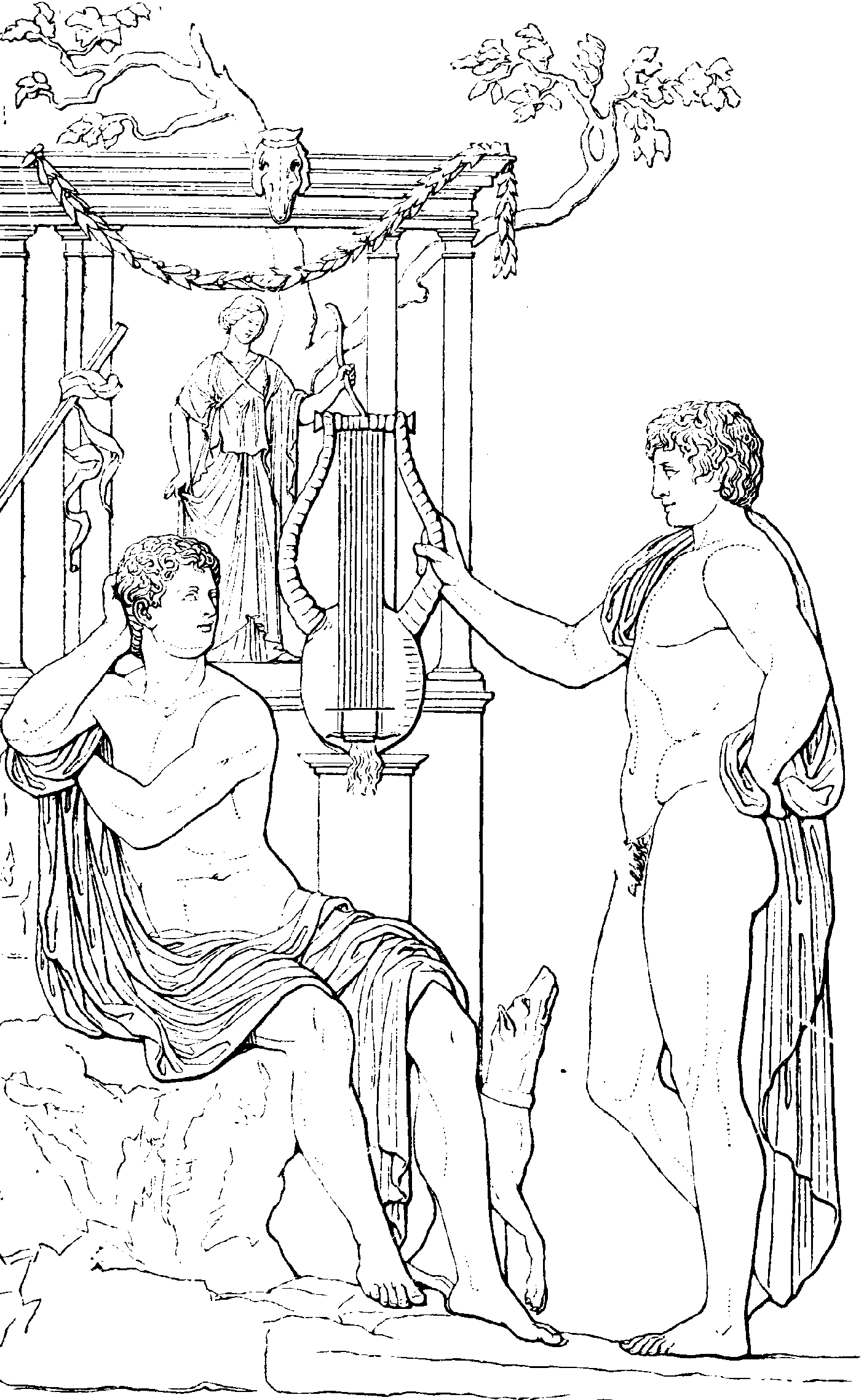
Amphion et Zéthos, sur le dessin d'un bas-relief.
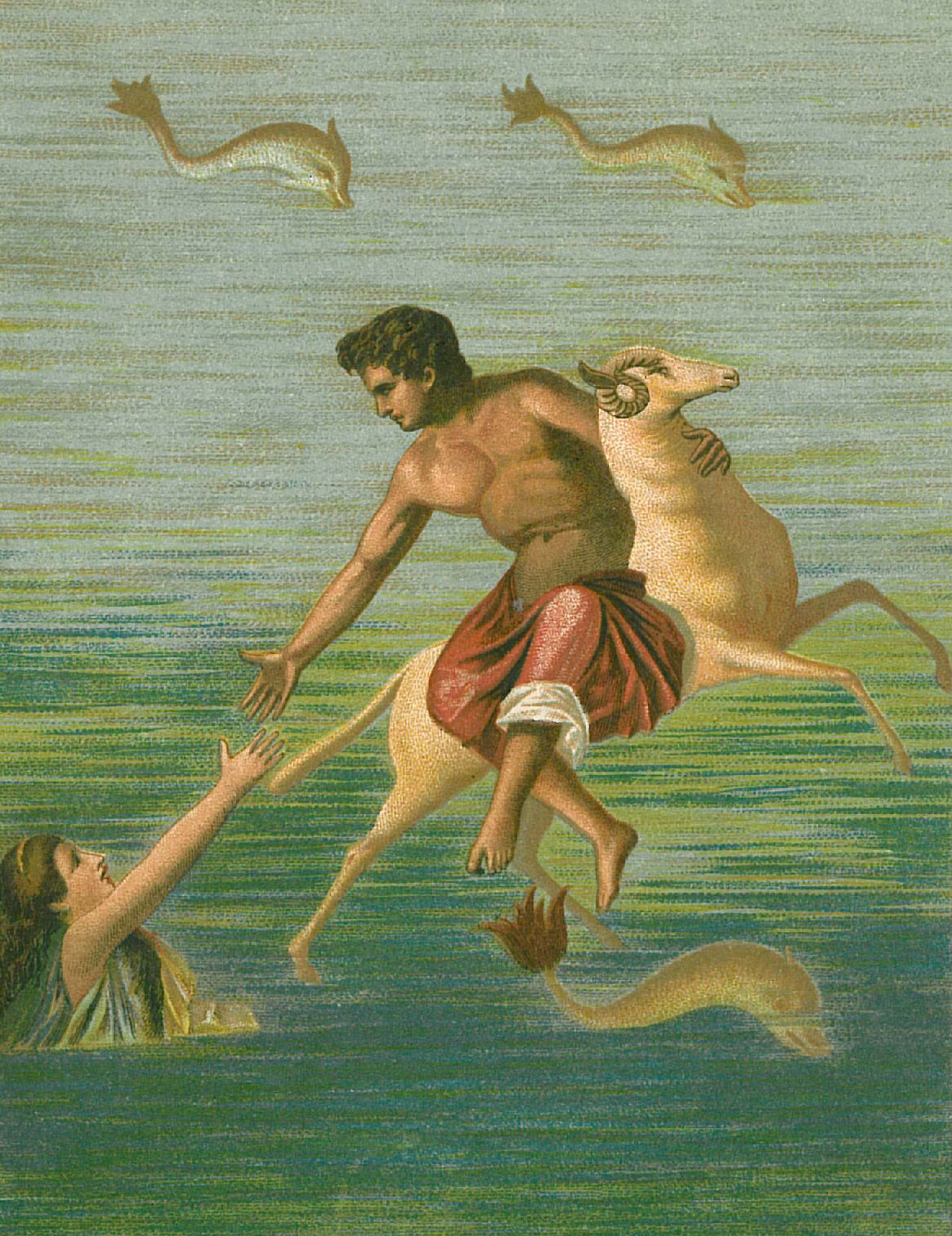
Phrixos et Hellé, sur une fresque de Pompéi.

##### Mythologie romaine
- Romulus et Rémus, jumeaux du dieu Mars et de la vestale Rhéa Silvia, fondateurs mythologiques de Rome.

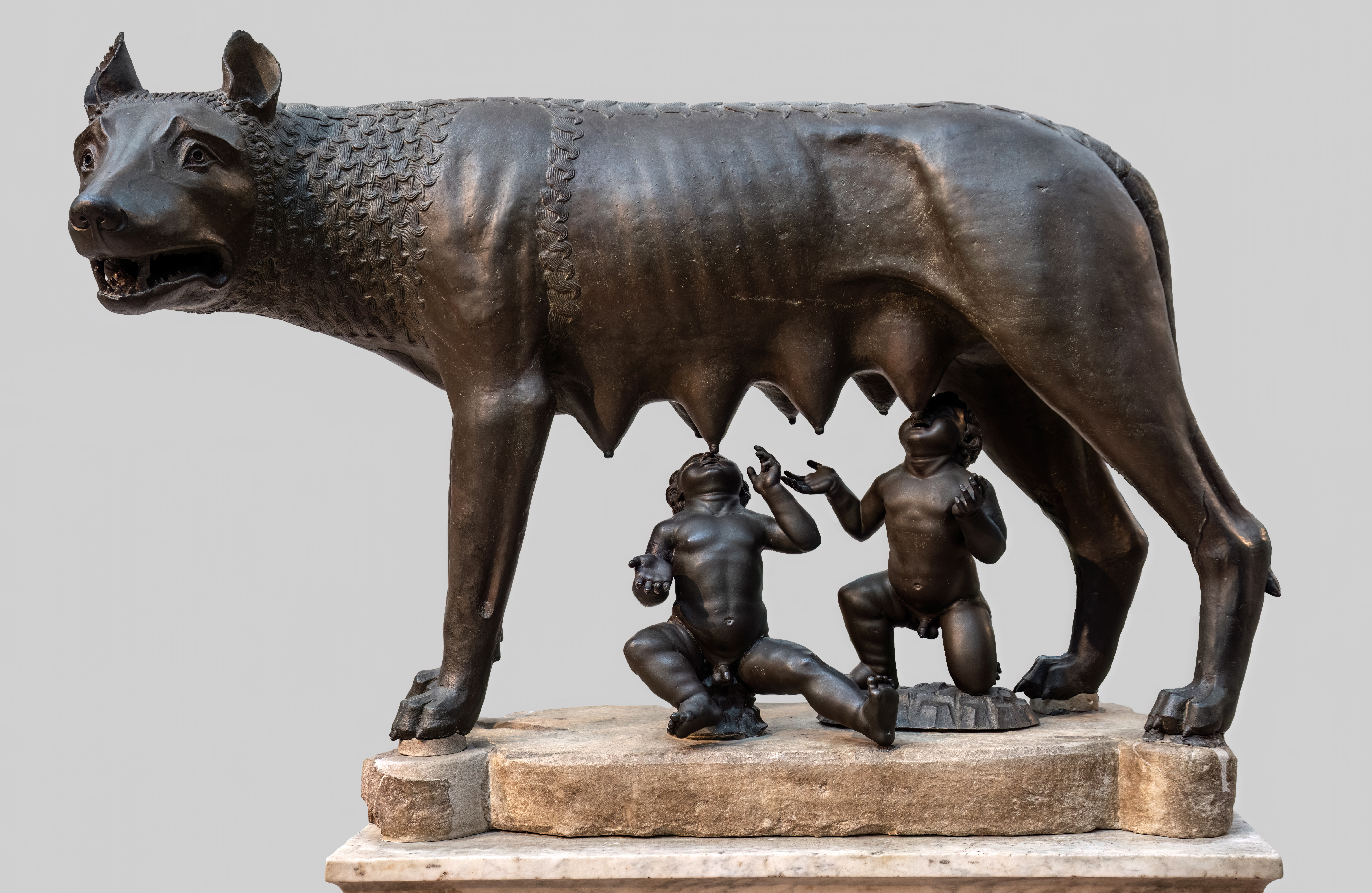
Romulus et Rémus enfants, allaités par une louve.

##### Mythologie nordique
- Freyr et Freyja, jumeaux de Njörd et de Nerthus (mythologie nordique).

##### Mythologie germanique
- Hengist et Horsa, jumeaux de la mythologie germanique.
- Ibor et Aio, jumeaux de la mythologie germanique.
- Ambri et Assi, jumeaux de la mythologie germanique.
- Raos et Raptos, jumeaux de la mythologie germanique.
- Vinill et Vandill, jumeaux de la mythologie germanique.

##### Mythologie aztèque
- Xochipilli et Xochiquetzal.
- Xolotl et Tlahuizcalpantecuhtli.

##### Mythologie maya
- Hunahpu et Ixbalanque, jumeaux héros des Mayas, ayant vaincu la mort et permettant la création des humains sur Terre.

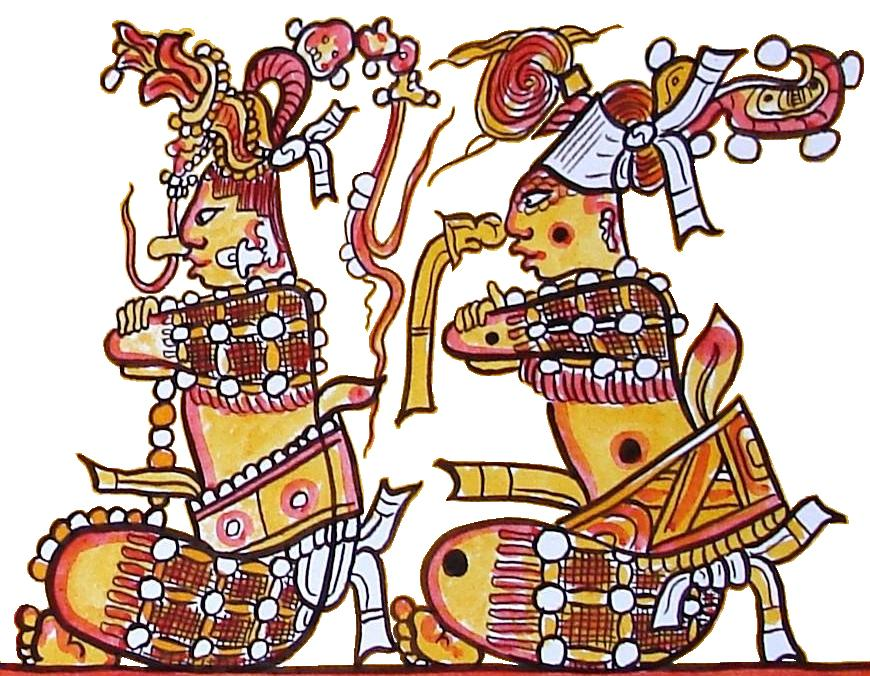
Hunahpu et Ixbalanque, motif inspiré d'une ancienne céramique maya.

##### Bible
- Jacob et Ésaü, jumeaux d'Isaac et de Rébecca.
- Perets et Zérah, jumeaux de Juda et de Tamar.
- Hesron et Hamul, jumeaux de Perets.

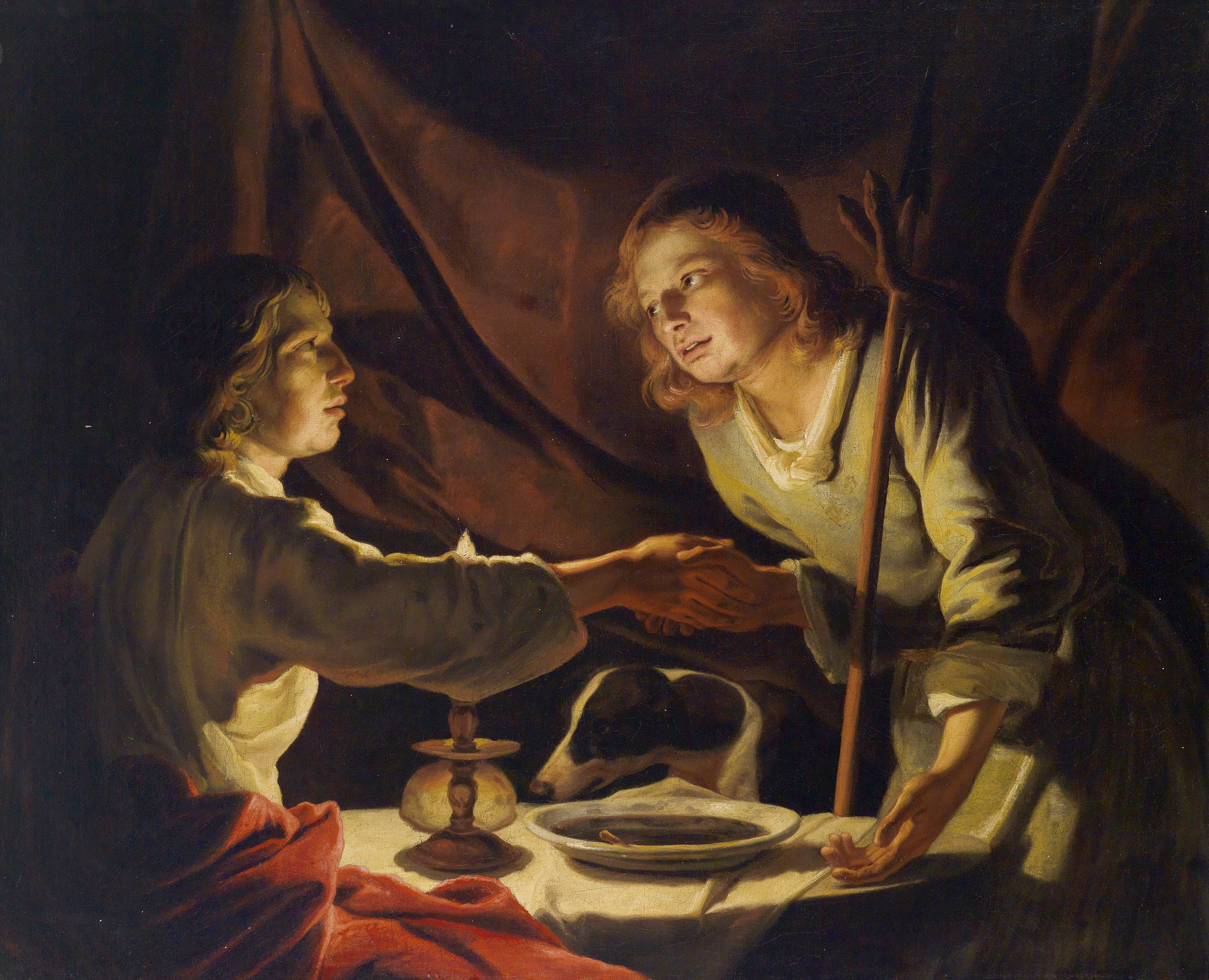
Ésaü vendant son droit d'aînesse à Jacob pour un plat de lentilles.

##### Autres
- Dylan Eil Ton et Llew Llaw Gyffes, jumeaux d'Arianrhod (mythologie celtique galloise).
- Ahura Mazda et Ahra Manyu, jumeaux divins de la religion mazdéenne.
- Les Ashvins, jumeaux divins de l'hindouisme.
- Les Marassa Jumeaux, jumeaux divins du vaudou.
- Les Ašvieniai, jumeaux divins de la mythologie lituanienne.
- Les Paliques, jumeaux divins de la mythologie sicule.
- Les Sept Siméon, septuplés dans le conte populaire russe du même nom.

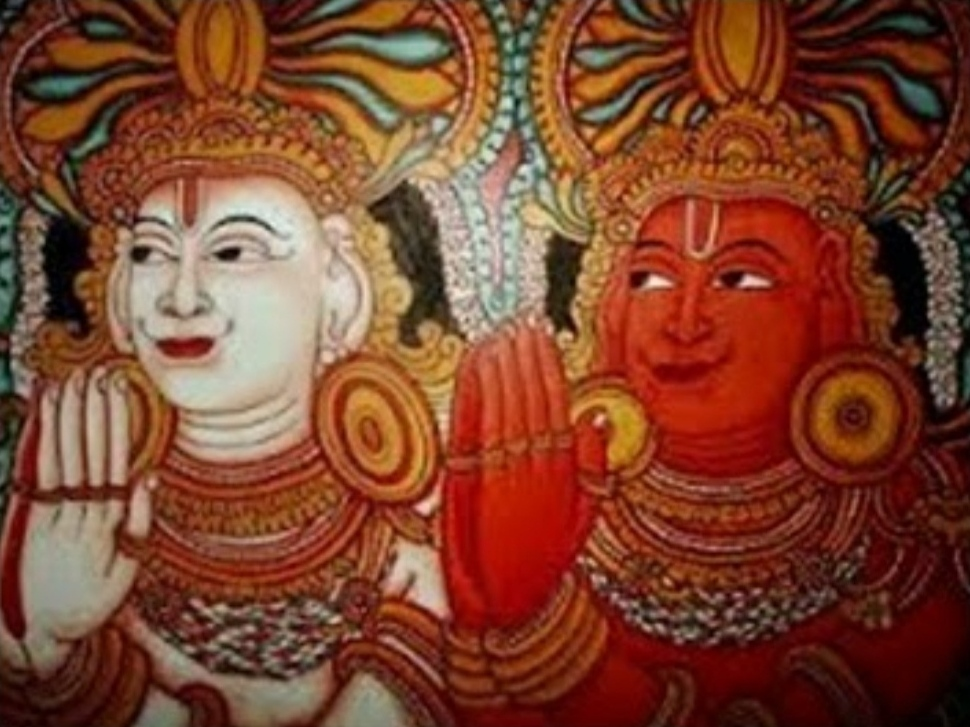
Les Ashvins, jumeaux divins de l'hindouisme.

#### Personnages d'œuvres de fictions
- Anubis et Bata, personnages du Conte des deux frères (Égypte ancienne).
- Tweedledum et Tweedledee, personnages dans le roman De l'autre côté du miroir de Lewis Carroll.
- Brandon et Brenda Walsh, personnages dans la série télévisée Beverly Hills 90210.
- Fred et George Weasley, personnages dans la saga Harry Potter.
- Parvati et Padma Patil, personnages dans la saga Harry Potter.
- Porter et Preston Scavo, personnages dans la série télévisée Desperate Housewives.
- Luke Skywalker et Leia Organa, personnages dans la saga Star Wars.
- Jacen et Jaina Solo, personnages dans la saga Star Wars.
- Elrond et Elros, personnages dans Le Seigneur des anneaux.
- Donald et Della Duck, personnages de l'Univers Disney.
- Jaime et Cersei Lannister, personnages dans Game of Thrones.
- Dipper et Mabel Pines, personnages dans Souvenirs de Gravity Falls.
- Liam et Eleanor Henstridge, personnages dans The Royals.
- Olive et Caleb Stone, personnages dans Manifest.
- Sheldon et Missy Cooper, personnages dans la série télévisée The Big Bang Theory.
- Patty et Selma Bouvier, personnages dans la série télévisée Les Simpson.
- Aiden et Ethan Steiner, personnages dans la série télévisée Teen Wolf.
- Phoebe et Ursula Buffay, personnages dans les séries télévisées Friends  et Dingue de toi.
- Les Triplés, personnages dans la bande dessinée humoristique Les Triplés de Nicole Lambert.
- Yvain et Yvon, personnages de la bande dessinée Yvain et Yvon de Patrick Cadot et Michel de Bom.
- Wanda et Pietro Maximoff, personnages de Marvel Comics.
- Nicole et Colette, personnages de la bande dessinée Les Jumelles.
- Tuck et Ella, personnages de la série PAW Patrol : La Pat' Patrouille.

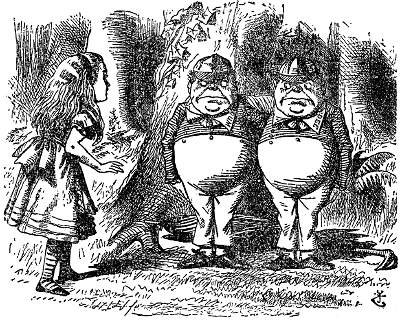
Les jumeaux Tweedledum et Tweedledee dans le roman De l'autre côté du miroir.
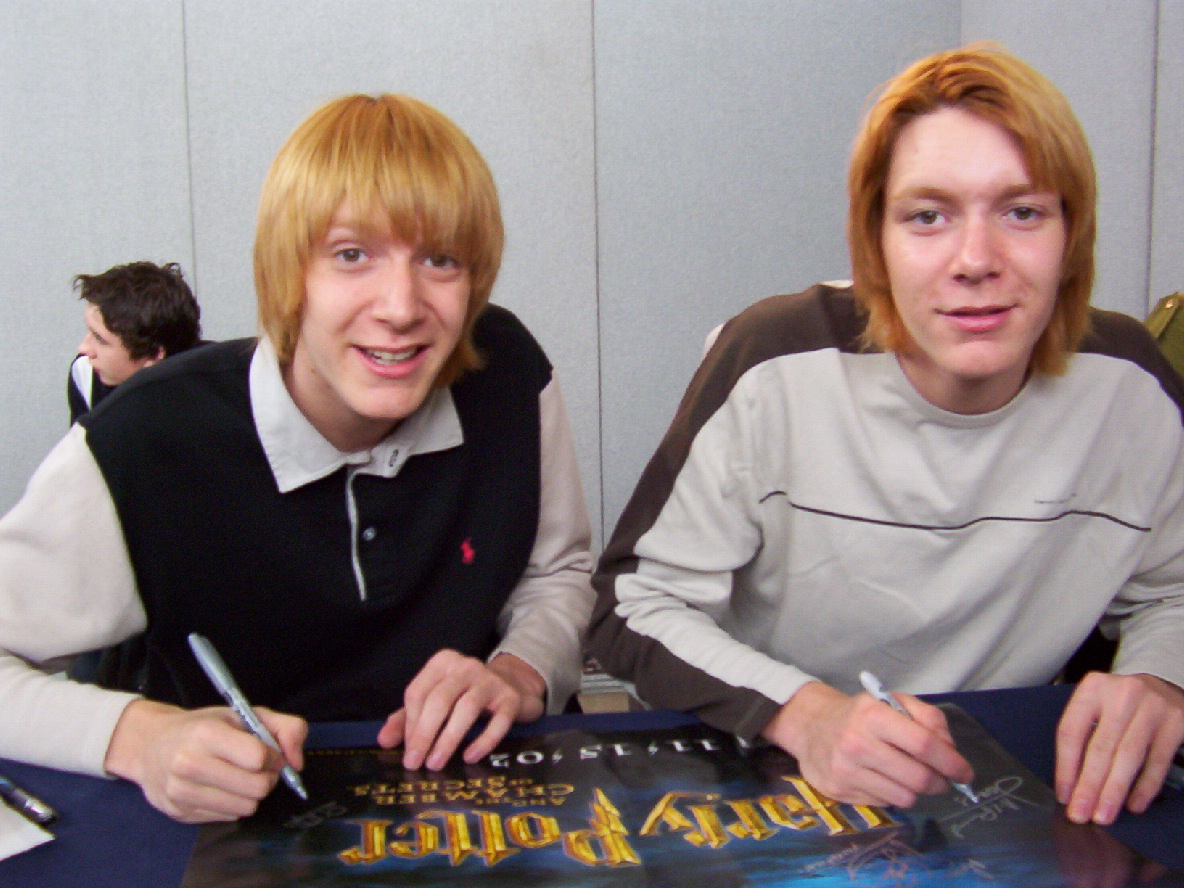
James et Oliver Phelps, interprètes des jumeaux Fred et George Weasley dans la saga Harry Potter.
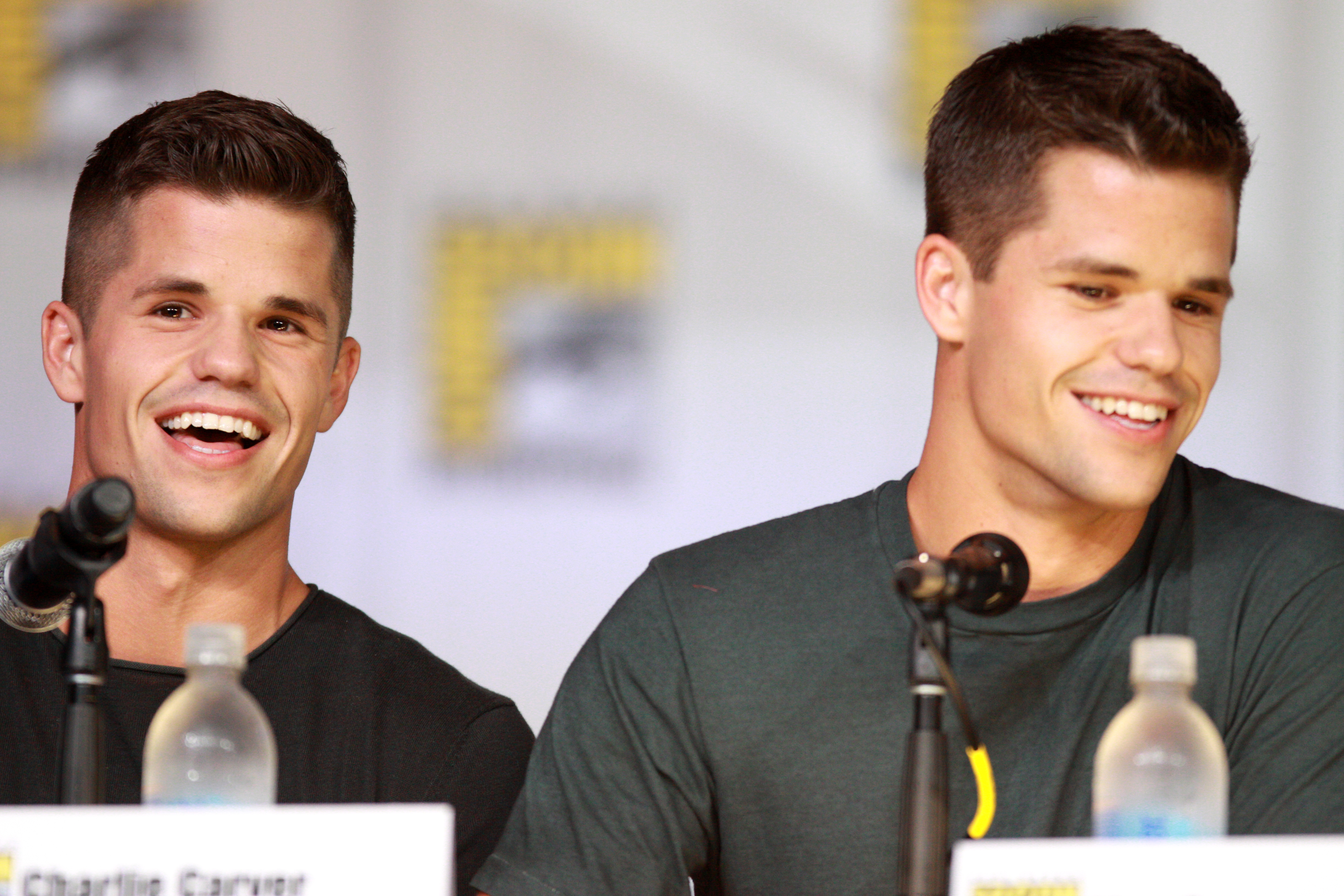
Max et Charlie Carver, interprètes des jumeaux Porter et Preston Scavo dans la série télévisée Desperate Housewives, et des jumeaux Aiden et Ethan Steiner dans la série télévisée Teen Wolf.
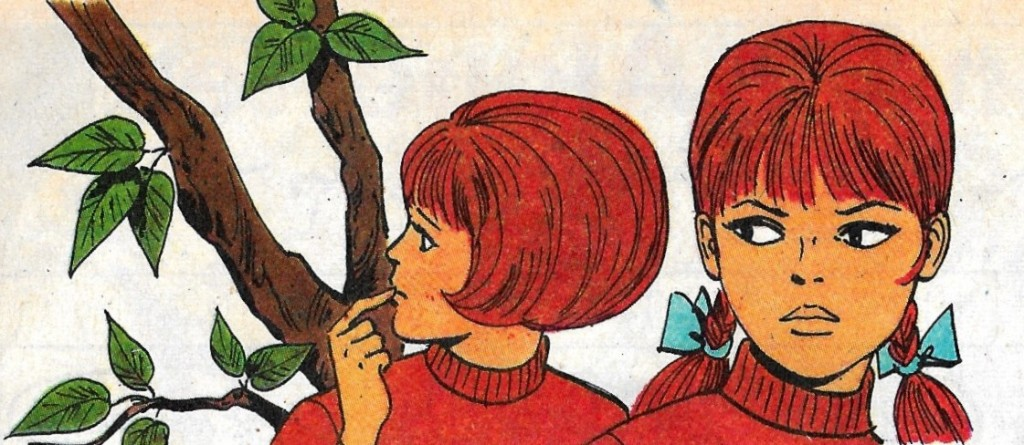
Nicole et Colette, personnages de la bande dessinée Les Jumelles.

## Célébrités ayant un jumeau

### Acteurs
- Montgomery Clift (17/10/1920-23/07/1966), acteur américain, avait une sœur jumelle, « Ethel » Roberta Clift.
- Ann B. Davis (03/05/1926), actrice américaine, a une sœur jumelle, Harriet Davis.
- Jim Broadbent (24/05/1949), acteur britannique, avait une sœur jumelle mort-née.
- Isabella Rossellini (18/06/1952), actrice italo-américaine, a une sœur jumelle, Ingrid Rossellini.
- Linda Hamilton (26/09/1956), actrice américaine, a une sœur jumelle, Leslie Hamilton.
- Mireille Deyglun (22/09/1958), actrice québécoise, avait une sœur jumelle (22/09/1958 – avril 2011) (décédée du syndrome de Down).
- Alexandra Paul (29/07/1963), actrice américaine, a une sœur jumelle, Caroline Paul.
- Sylvie Moreau (30/12/1964), actrice québécoise, a une sœur jumelle, Nathalie Moreau.
- Kiefer Sutherland (21/12/1966), acteur canadien, a une sœur jumelle, Rachel Sutherland.
- Vin Diesel (18/07/1967), acteur, réalisateur, scénariste et producteur de cinéma américain, a un frère jumeau, Paul Diesel.
- Jason Priestley (28/08/1969), acteur, réalisateur et producteur de cinéma canadien, a une sœur jumelle, Justine Priestley (qui est actrice).
- Justin Chambers (11/07/1970), acteur américain, a un frère jumeau, Jason Chambers.
- Ingrid Kavelaars (20/03/1971), actrice canadienne, a une sœur jumelle, Monique Kavelaars.
- Chad Allen (05/06/1974), acteur américain, a une sœur jumelle, Charity Allen.
- Ashton Kutcher (07/02/1978), acteur et producteur américain, a un frère jumeau, Michael Kutcher.
- Stark Sands (30/09/1978), acteur américain, a un frère jumeau.
- Eva Green (05/07/1980), actrice française, a une sœur jumelle, Joy Green.
- Rami Malek (12/05/1981), acteur américain, a un frère jumeau, Sami Malek.
- Scarlett Johansson (22/11/1984), actrice américaine, a un frère jumeau, Hunter Johansson (qui est également acteur).
- Samantha Futerman (19/11/1987), actrice américaine, a une sœur jumelle, Anaïs Bordier.
- Jeremy Sumpter (05/02/1989), acteur américain, a une sœur jumelle, Jessica Sumpter.
- Nicole Maines (07/10/1997), actrice américaine, a un frère jumeau, Jonas Maines.
- Eliza Scanlen (06/01/1999), actrice australienne, a une sœur jumelle, Annabe Scanlen.
- Willow Shields (01/06/2000), actrice américaine, a une sœur jumelle, Autumn Shields.

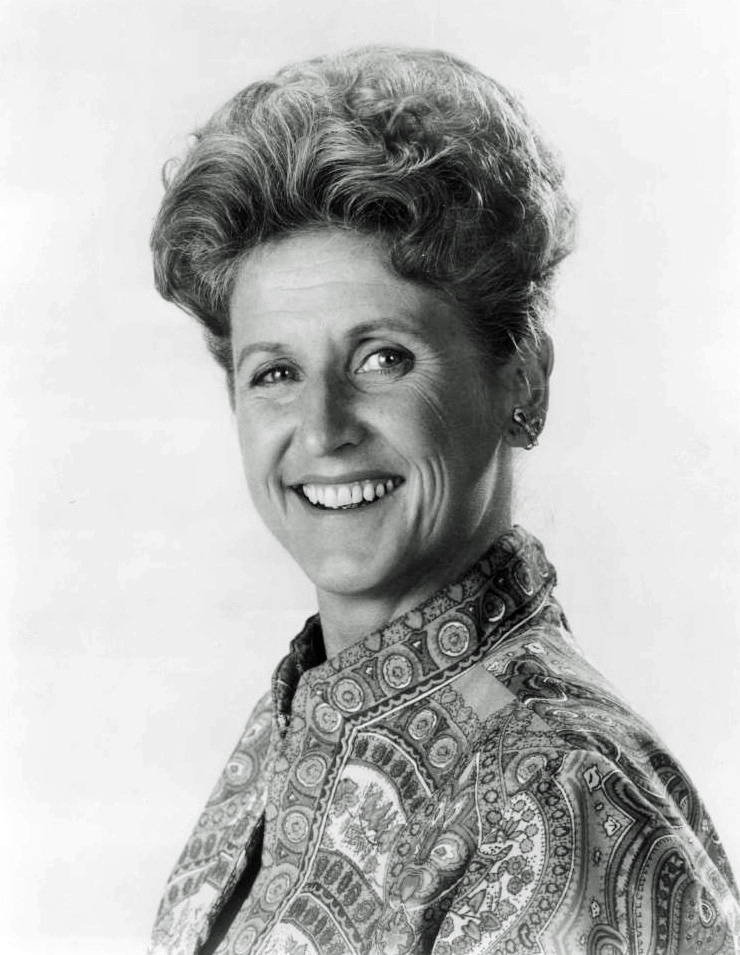
Ann B. Davis (03/05/1926), actrice américaine, a une sœur jumelle, Harriet Davis.
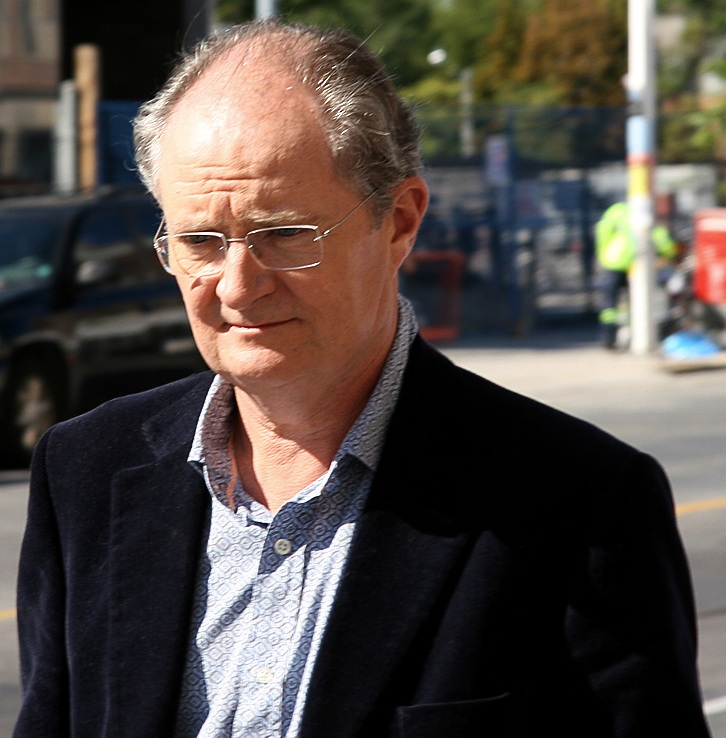
Jim Broadbent (24/05/1949), acteur britannique, avait une sœur jumelle mort-née.
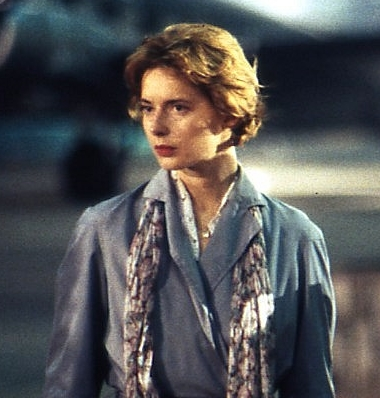
Isabella Rossellini (18/06/1952), actrice italo-américaine, a une sœur jumelle, Ingrid Rossellini.
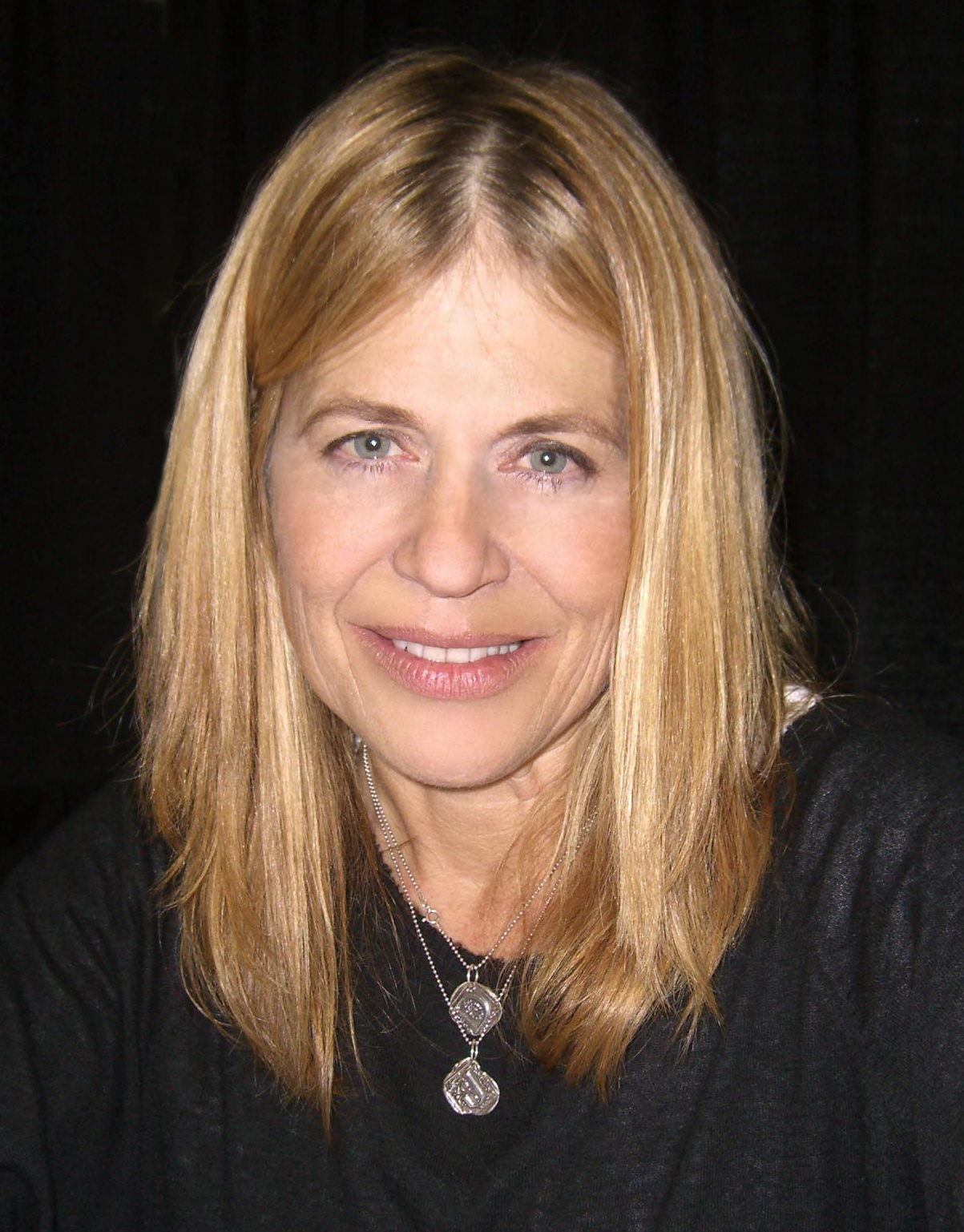
Linda Hamilton (26/09/1956), actrice américaine, a une sœur jumelle, Leslie Hamilton.
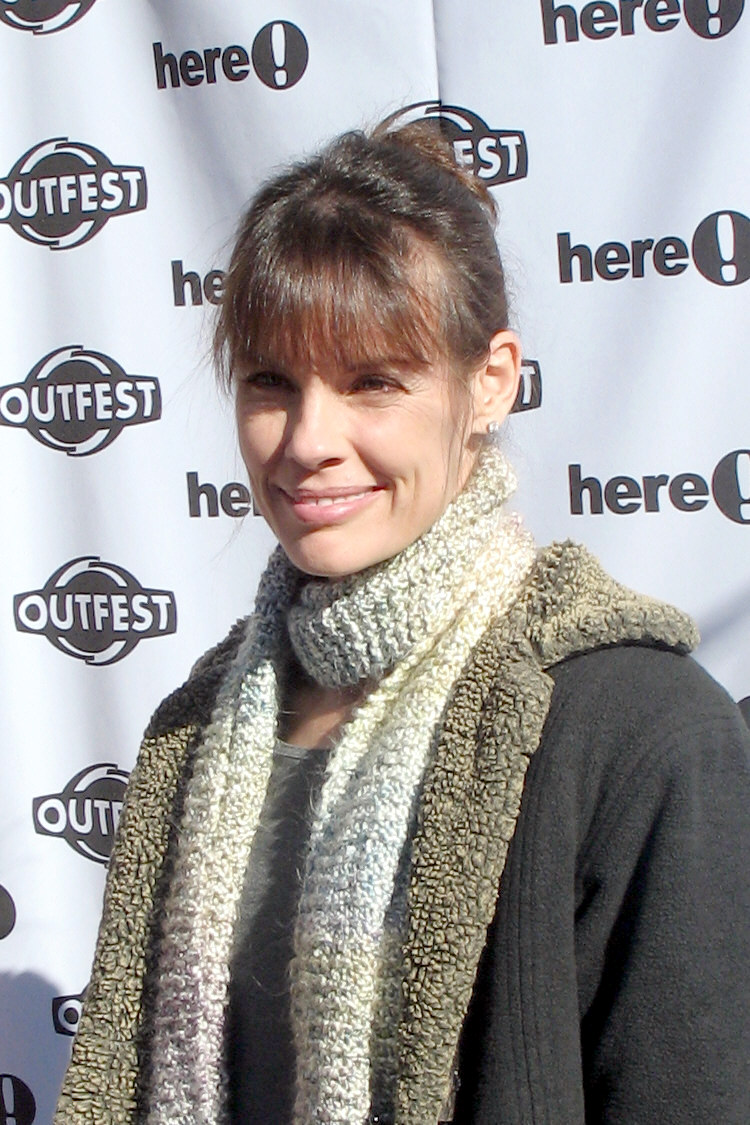
Alexandra Paul (29/07/1963), actrice américaine, a une sœur jumelle, Caroline Paul.
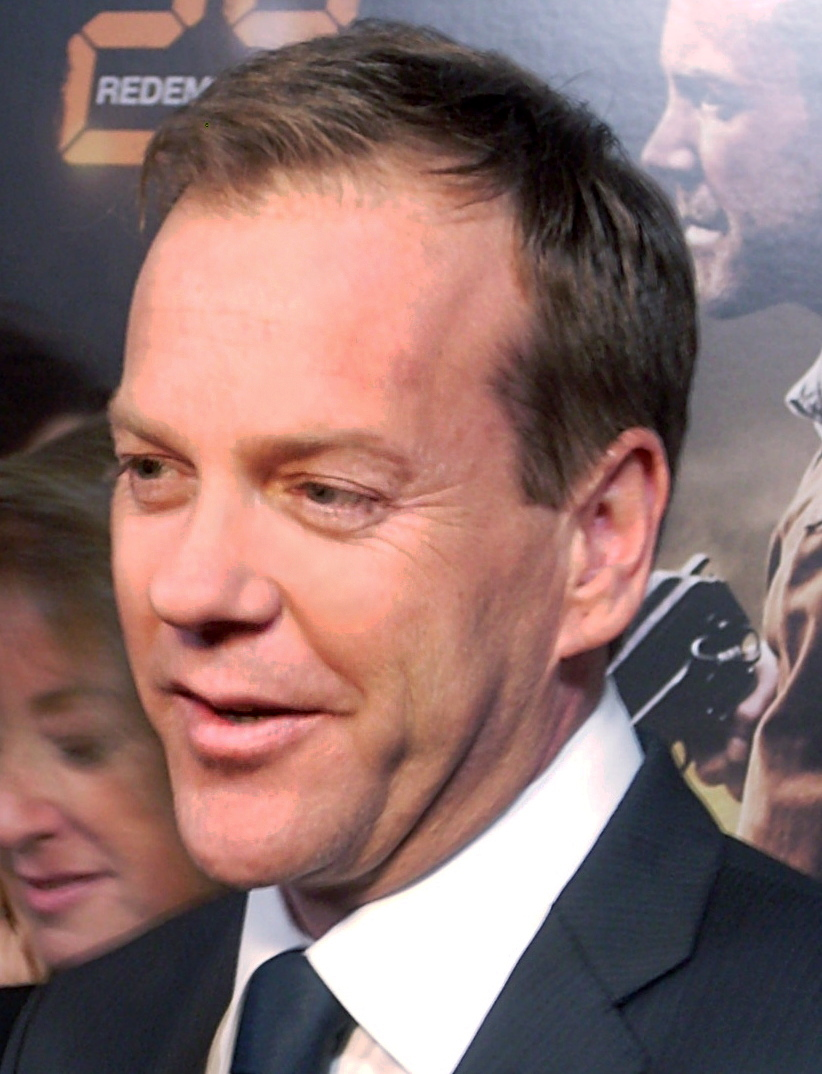
Kiefer Sutherland (21/12/1966), acteur canadien, a une sœur jumelle, Rachel Sutherland.
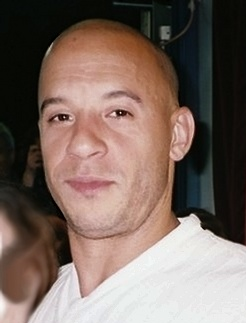
Vin Diesel (18/07/1967), acteur américain, a un frère jumeau, Paul Diesel.
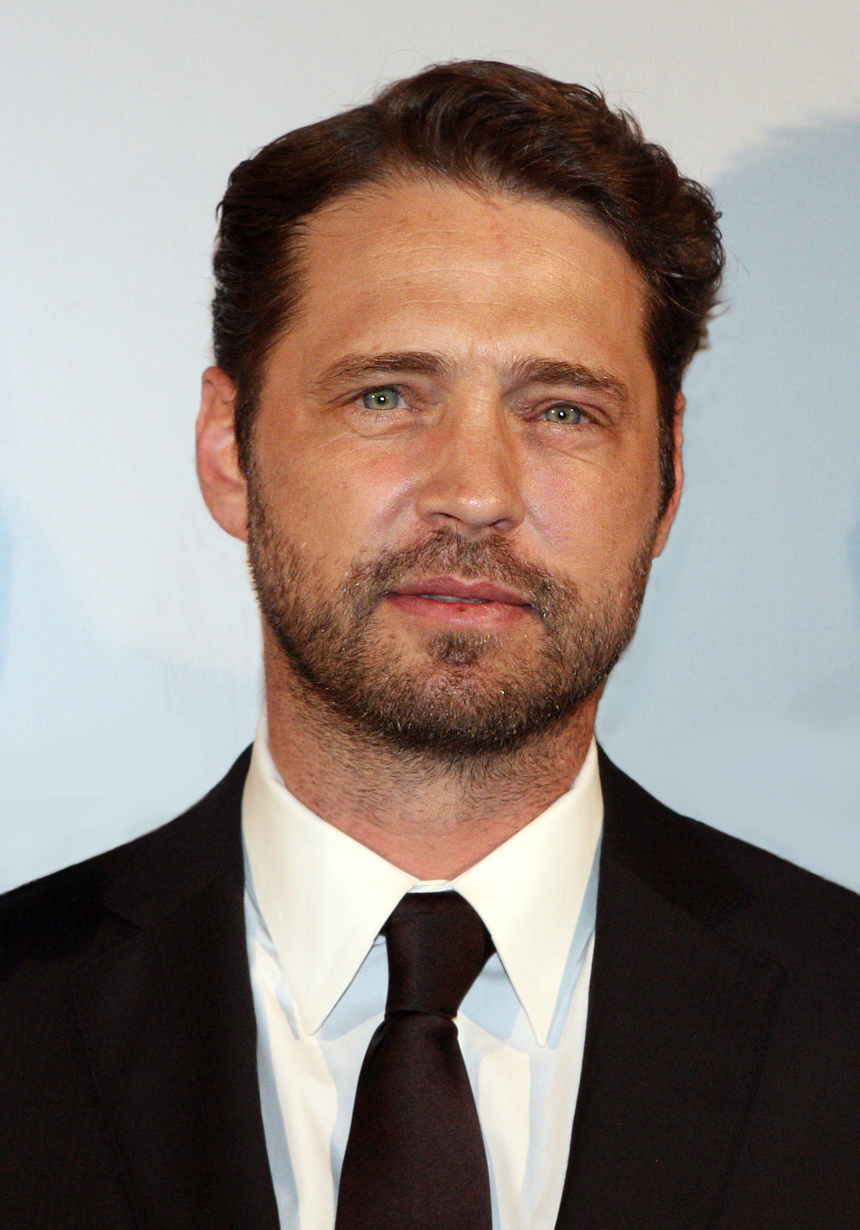
Jason Priestley (28/08/1969), acteur canadien, a une sœur jumelle, Justine Priestley.
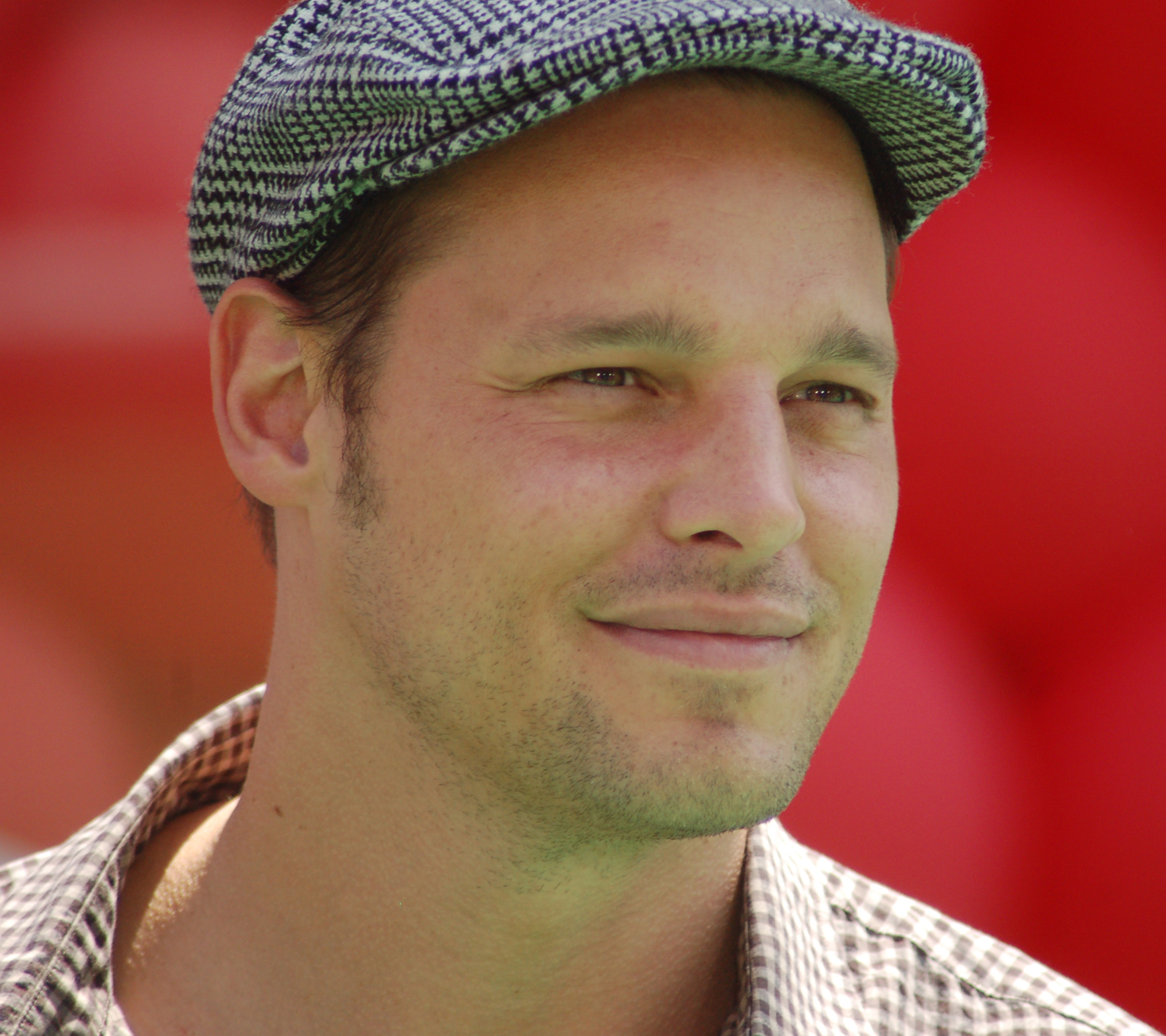
Justin Chambers (11/07/1970), acteur américain, a un frère jumeau, Jason Chambers.
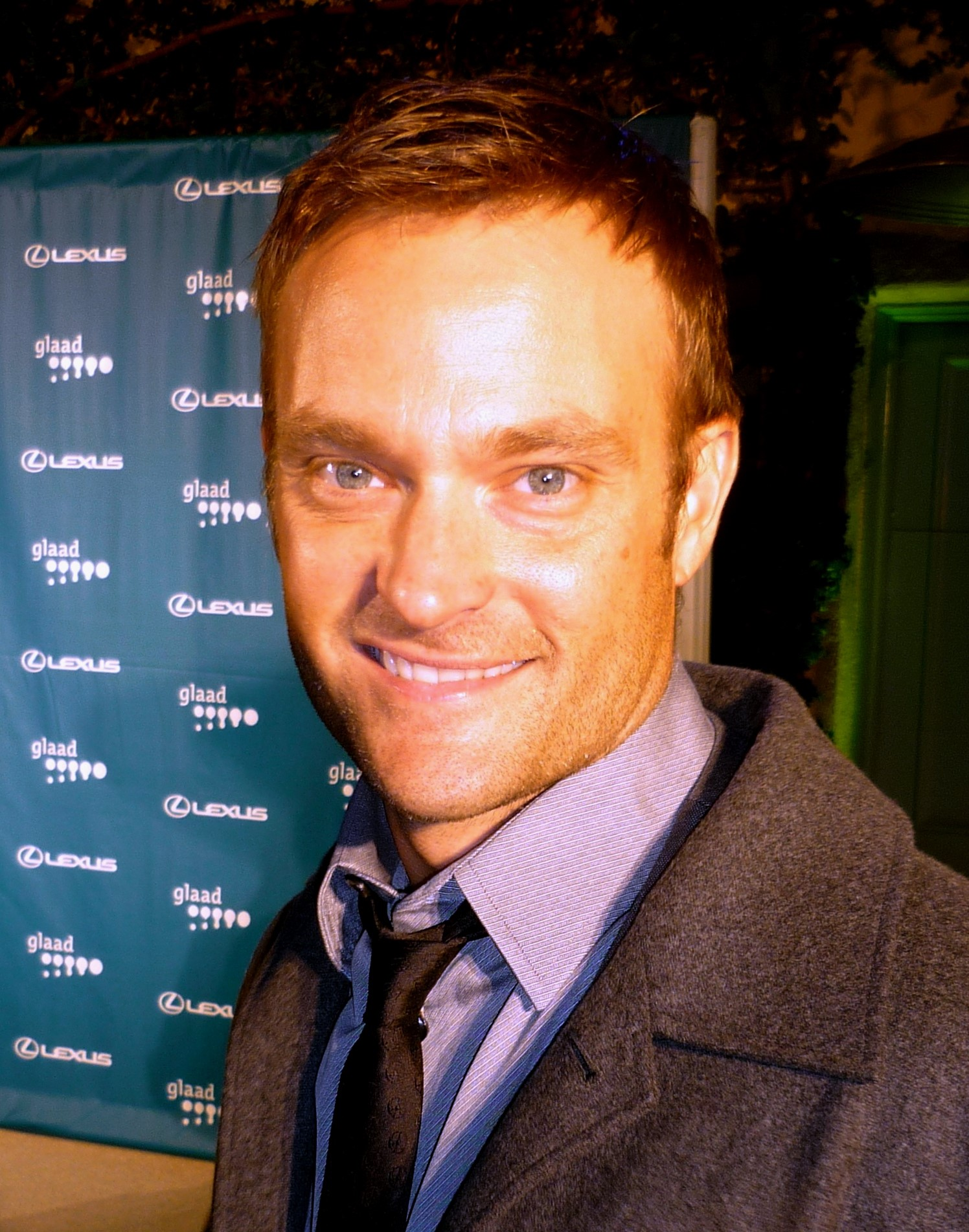
Chad Allen (05/06/1974), acteur américain, a une sœur jumelle, Charity Allen.
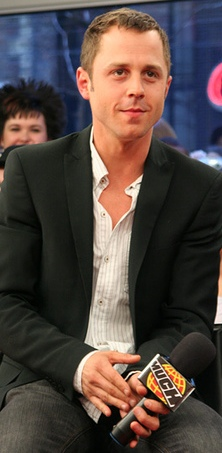
Giovanni Ribisi (17/12/1974), acteur américain, a une sœur jumelle, Marissa Ribisi.
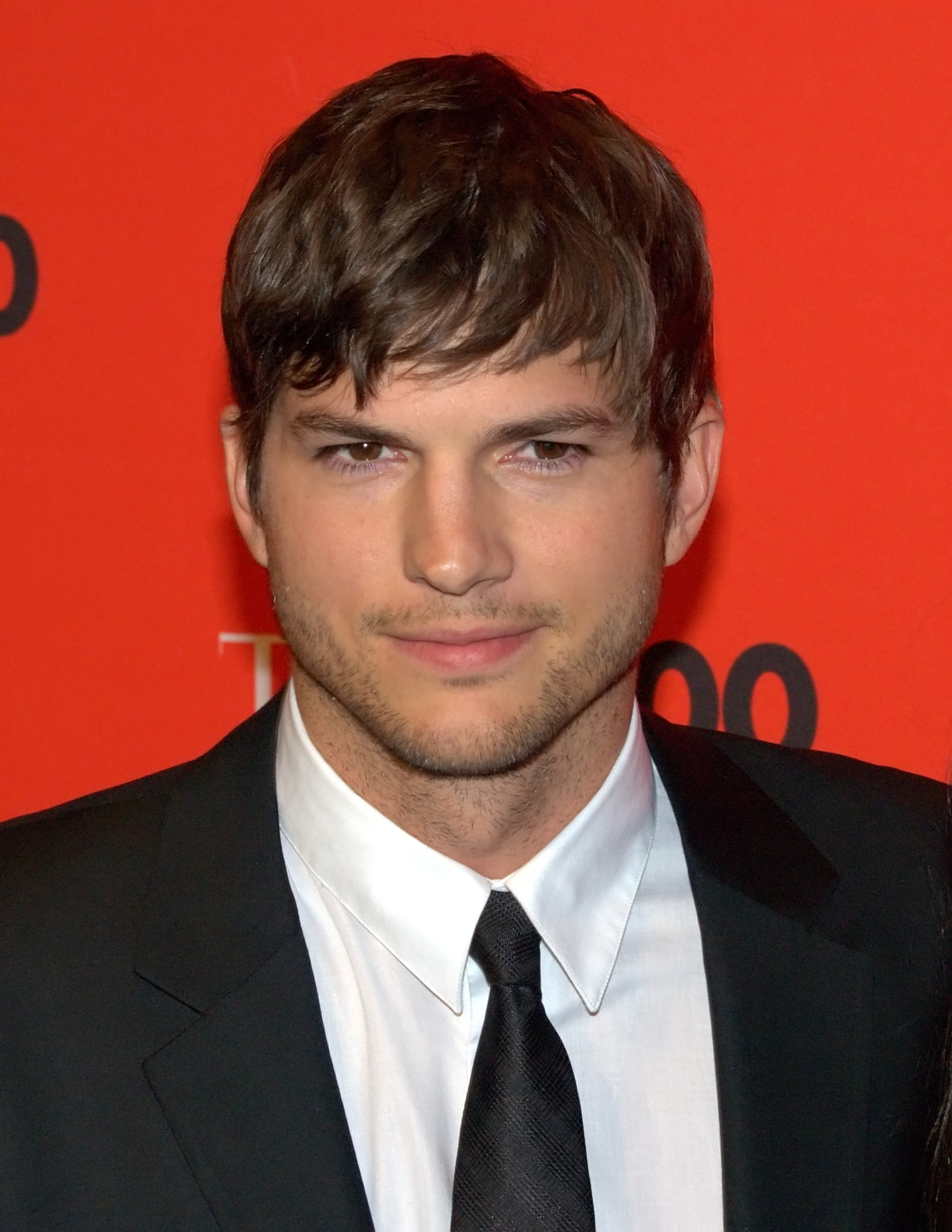
Ashton Kutcher (07/02/1978), acteur américain, a un frère jumeau, Michael Kutcher.
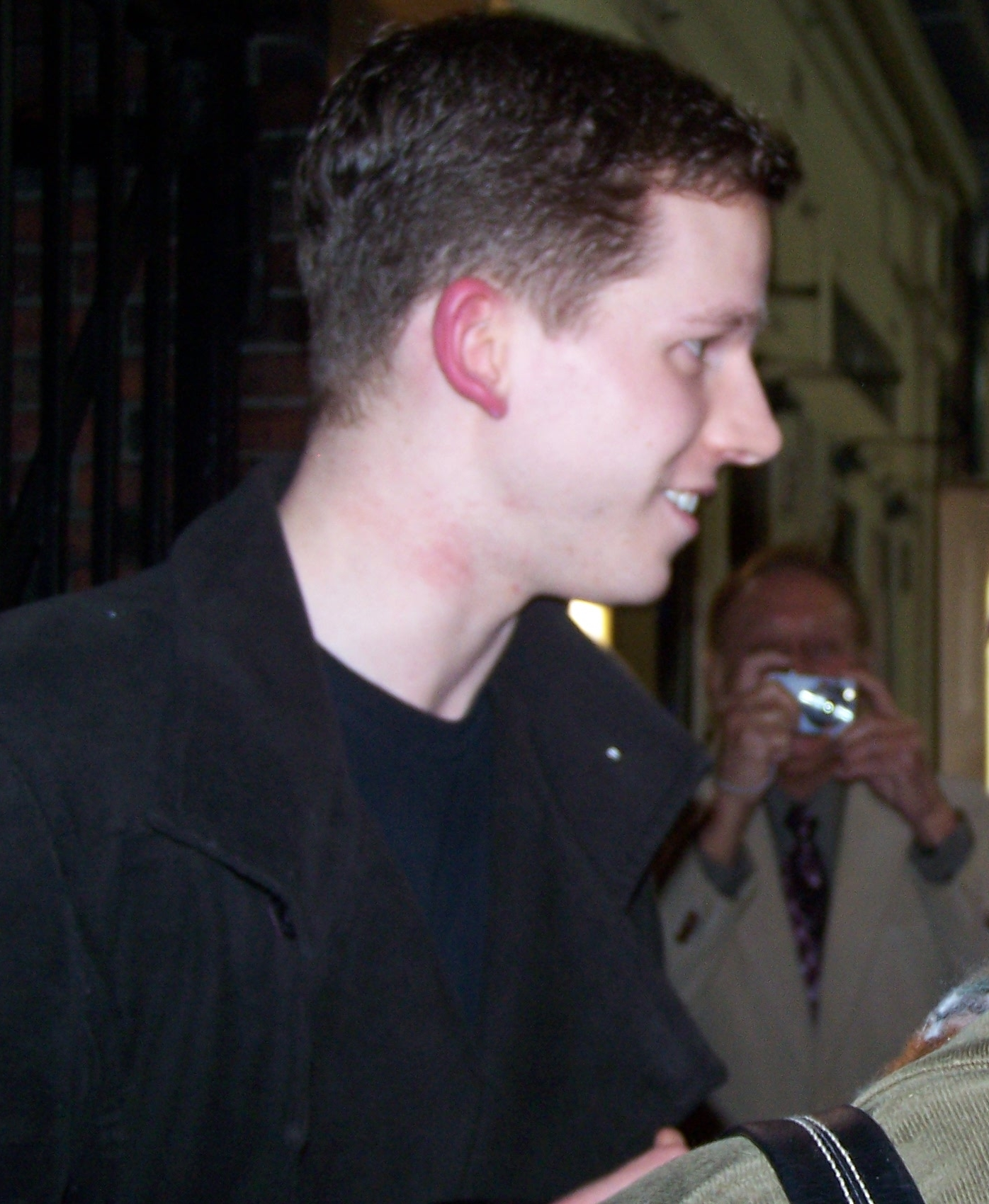
Stark Sands (30/09/1978), acteur américain, a un frère jumeau.
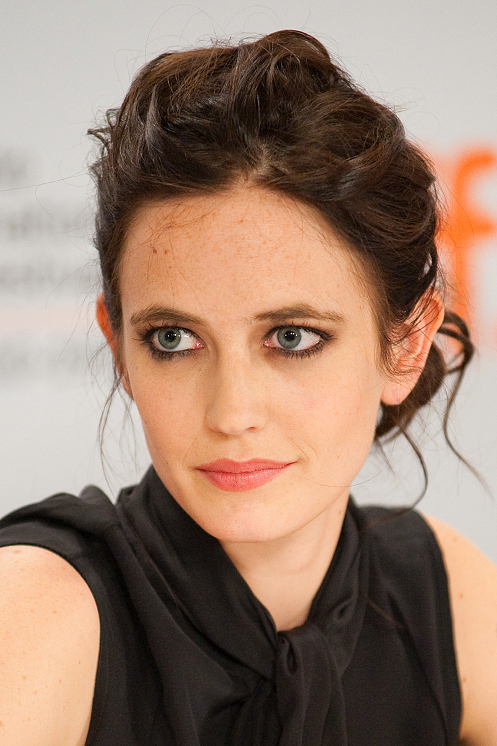
Eva Green (05/07/1980), actrice française, a une sœur jumelle, Joy Green.
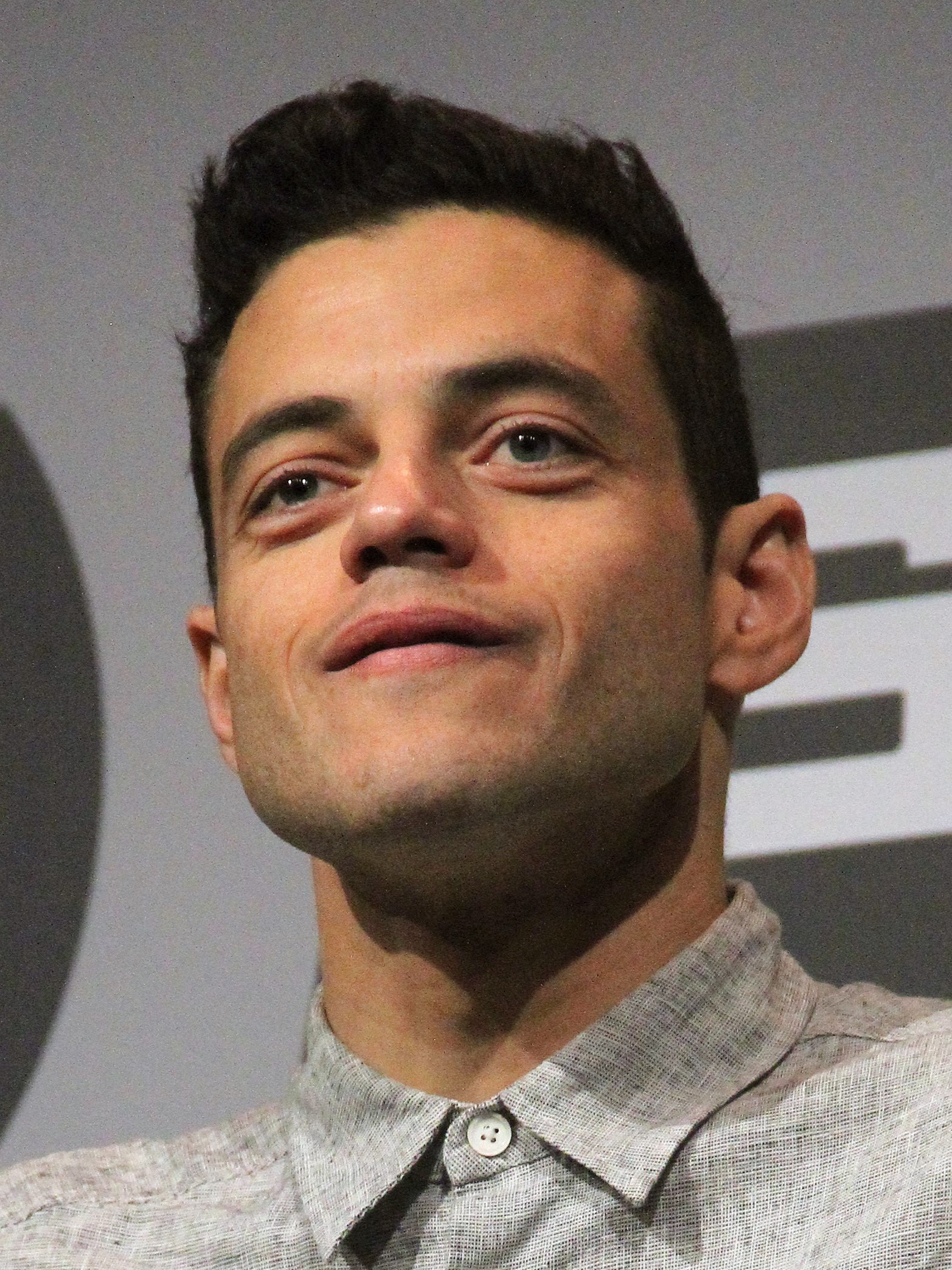
Rami Malek (12/05/198), acteur américain, a un frère jumeau, Sami Malek.
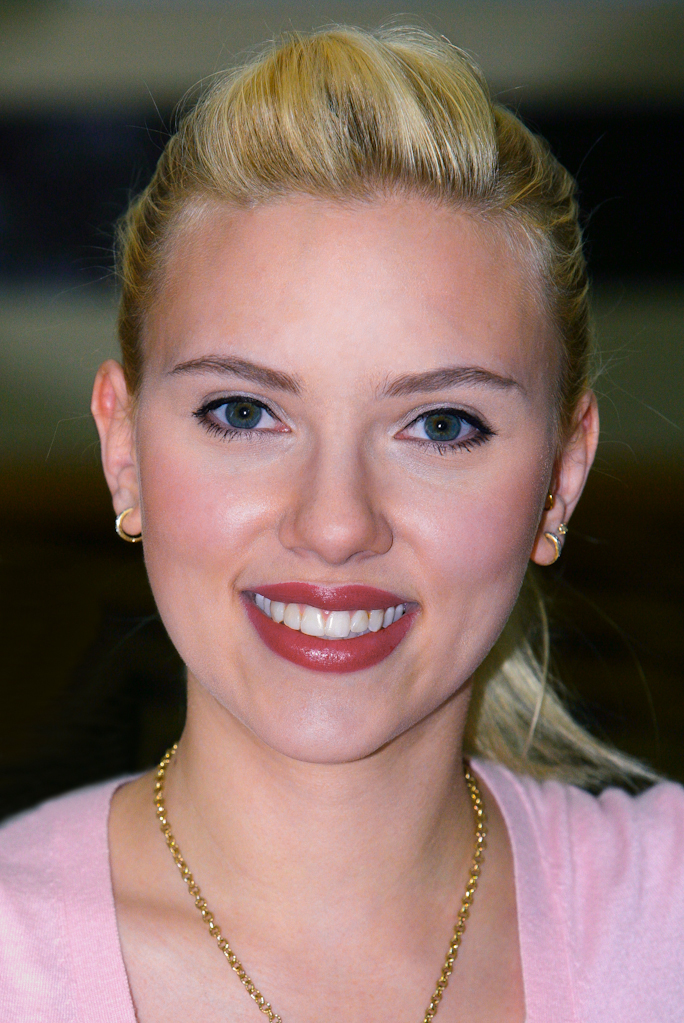
Scarlett Johansson (22/11/1984), actrice américaine, a un frère jumeau, Hunter Johansson.
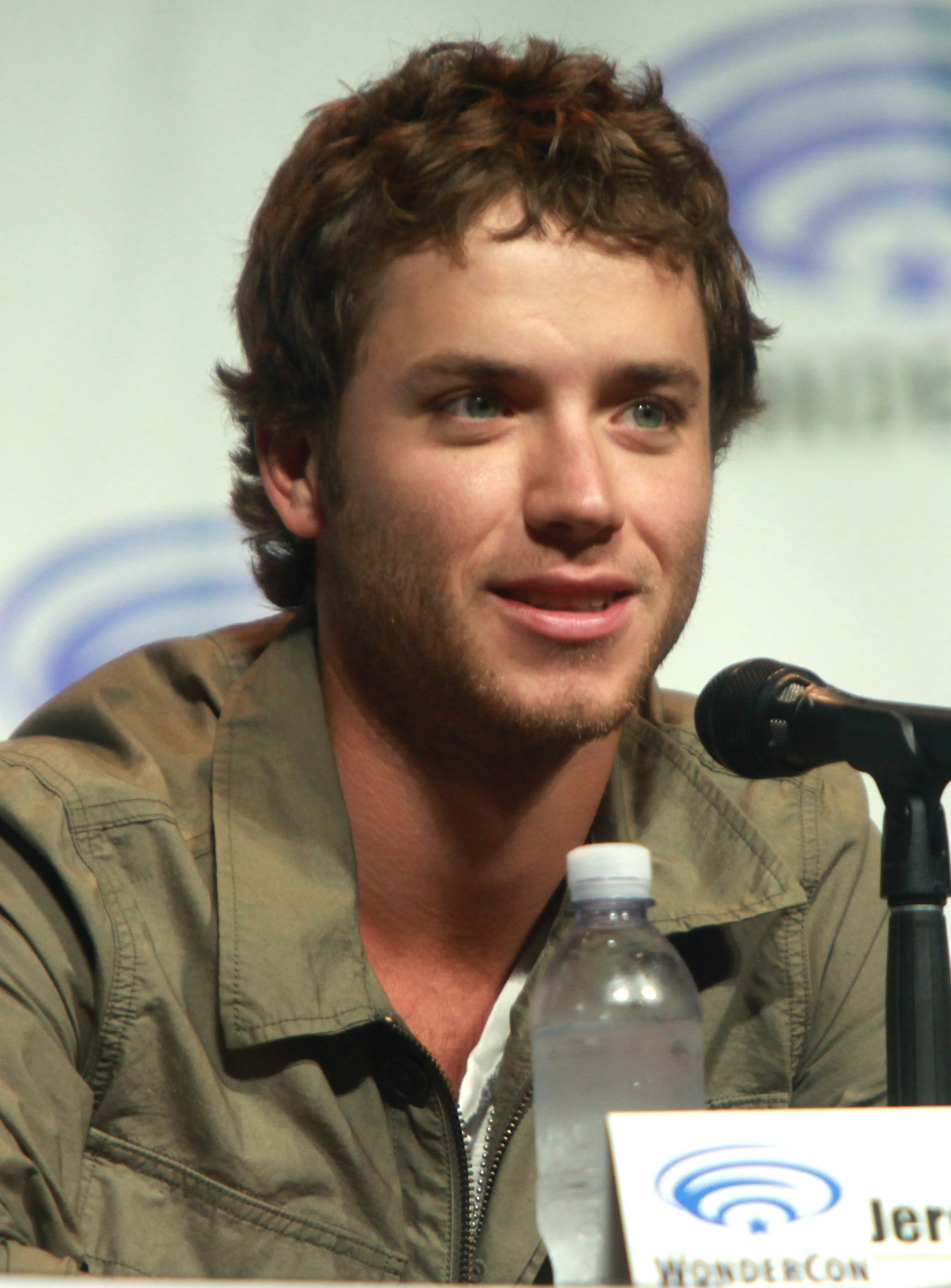
Jeremy Sumpter (05/02/1989), acteur américain, a une sœur jumelle, Jessica Sumpter.
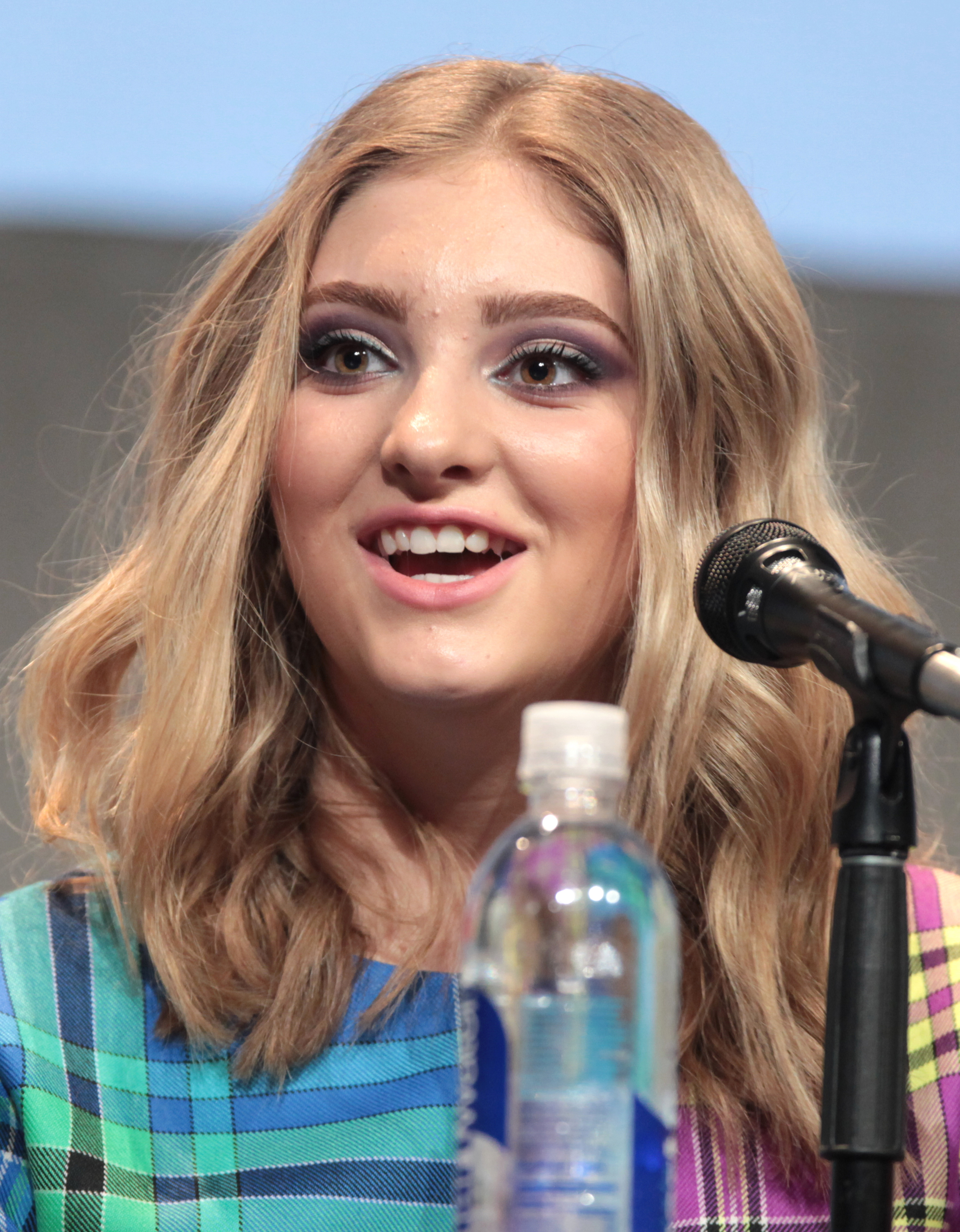
Willow Shields (01/06/2000), actrice américaine, a une sœur jumelle, Autumn Shields.

### Chanteurs et musiciens
- Serge Gainsbourg (02/04/1928-02/03/1991), chanteur et auteur-compositeur-interprète français, avait une sœur jumelle, Liliane Ginsburg.
- Elvis Presley (08/01/1935-16/08/1977), chanteur et acteur américain, avait un frère jumeau mort-né, Jesse Garon Presley.
- Renaud (11/05/1952), chanteur et auteur-compositeur-interprète français, a un frère jumeau, David Séchan.
- Marlon Jackson (12/03/1957), chanteur américain, avait un frère jumeau, Brandon Jackson (mort 24 heures après sa naissance).
- Alanis Morissette (01/06/1974), chanteuse et auteur-compositeur-interprète pop canadienne, a un frère jumeau, Wade Morissette (qui est musicien).
- Emmanuel Moire (16/06/1979), chanteur, compositeur et comédien français, avait un frère jumeau, Nicolas Moire (16/06/1979-28/01/2009) (qui est mort dans un accident de la route).
- Olly Murs (14/04/1984), chanteur et auteur-compositeur-interprète britannique, a un frère jumeau, Ben Murs.
- Duffy (23/06/1984), chanteuse galloise, a une sœur jumelle, Katy Duffy.
- Aaron Carter (07/12/1987-05/11/2022), chanteur, compositeur et acteur américain, avait une sœur jumelle, Angel Carter (qui est mannequin).
- Zaho de Sagazan (28/12/1999), chanteuse et autrice-compositrice-interprète française, a une sœur jumelle, Kaïta de Sagazan.

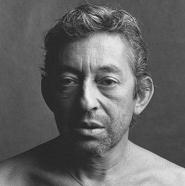
Serge Gainsbourg (02/04/1928-02/03/1991), chanteur français, avait une sœur jumelle, Liliane Ginsburg.
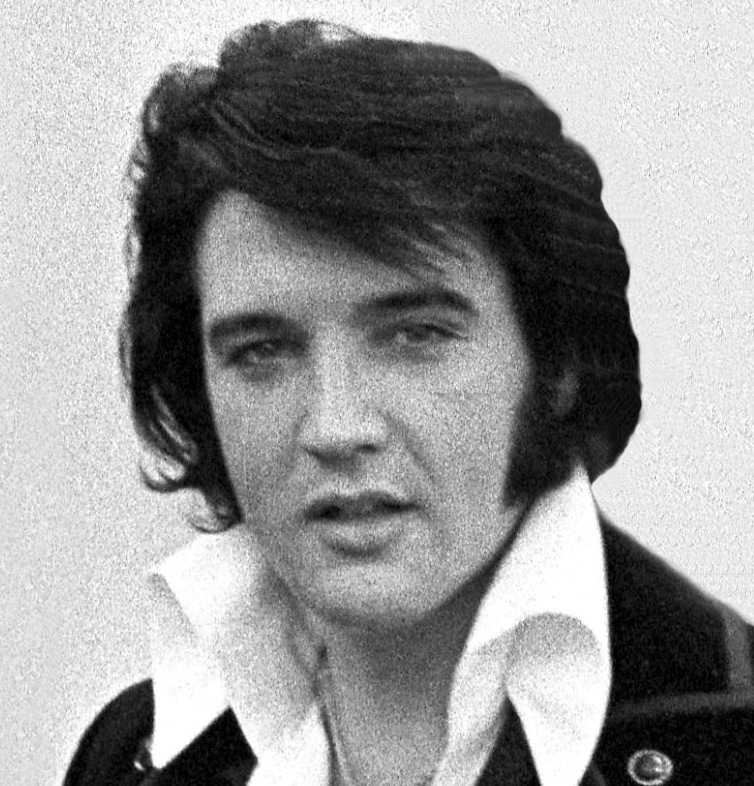
Elvis Presley (08/01/1935-16/08/1977), chanteur américain, avait un frère jumeau mort-né, Jesse Garon Presley.
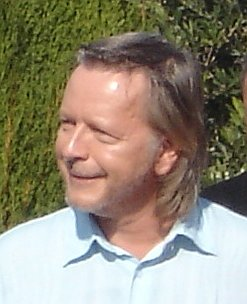
Renaud (11/05/1952), chanteur français, a un frère jumeau, David Séchan.
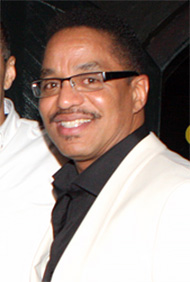
Marlon Jackson (12/03/1957), chanteur américain, avait un frère jumeau, Brandon Jackson.
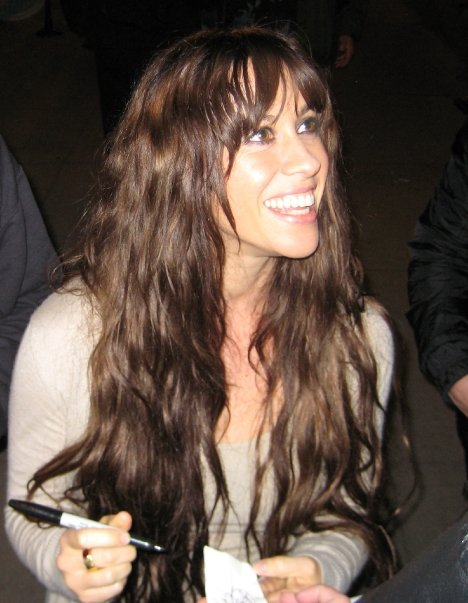
Alanis Morissette (01/06/1974), chanteuse canadienne, a un frère jumeau, Wade Morissette.
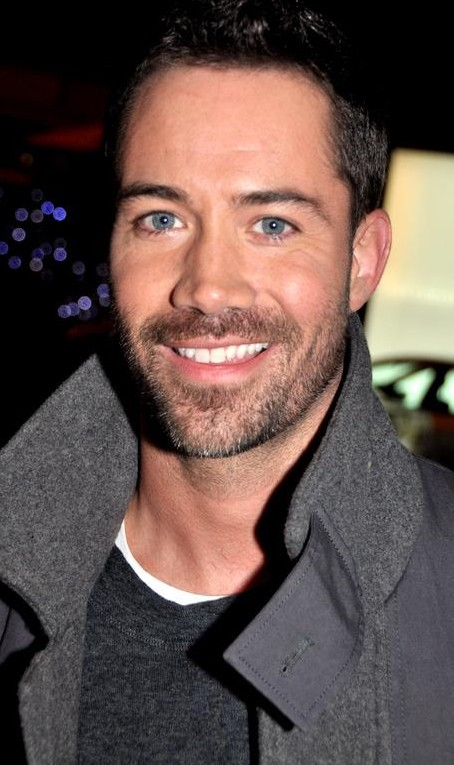
Emmanuel Moire (16/06/1979), chanteur, français, avait un frère jumeau, Nicolas Moire.
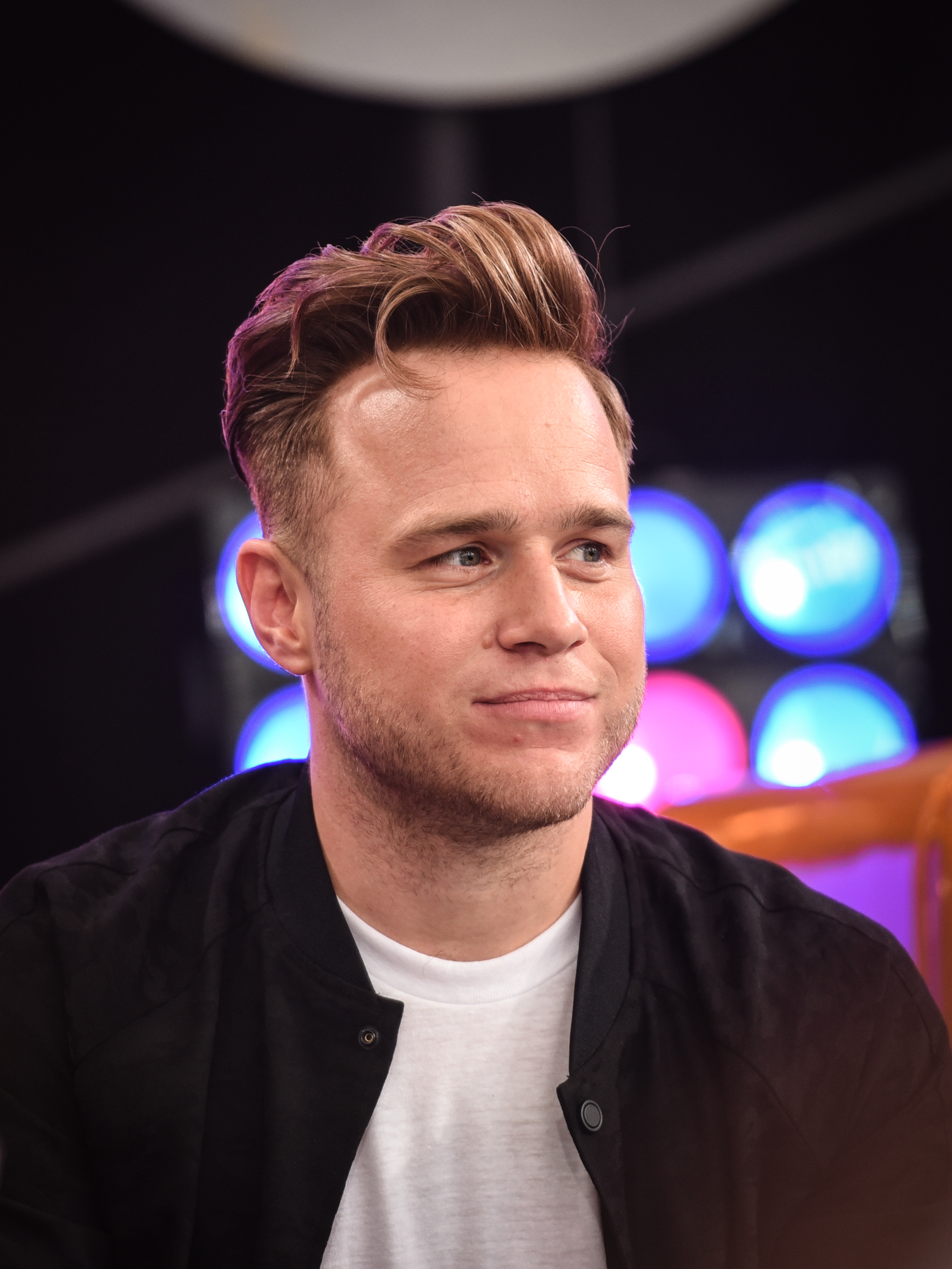
Olly Murs (14/04/1984), chanteur, britannique, a un frère jumeau, Ben Murs.
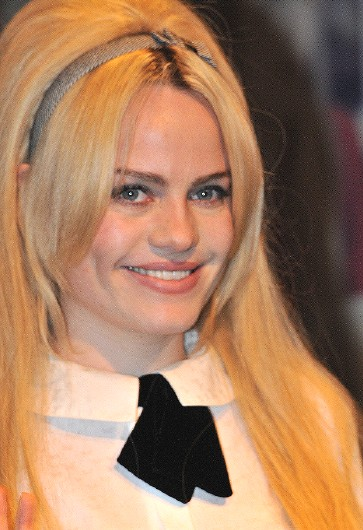
Duffy (23/06/1984), chanteuse galloise, a une sœur jumelle, Katy Duffy.
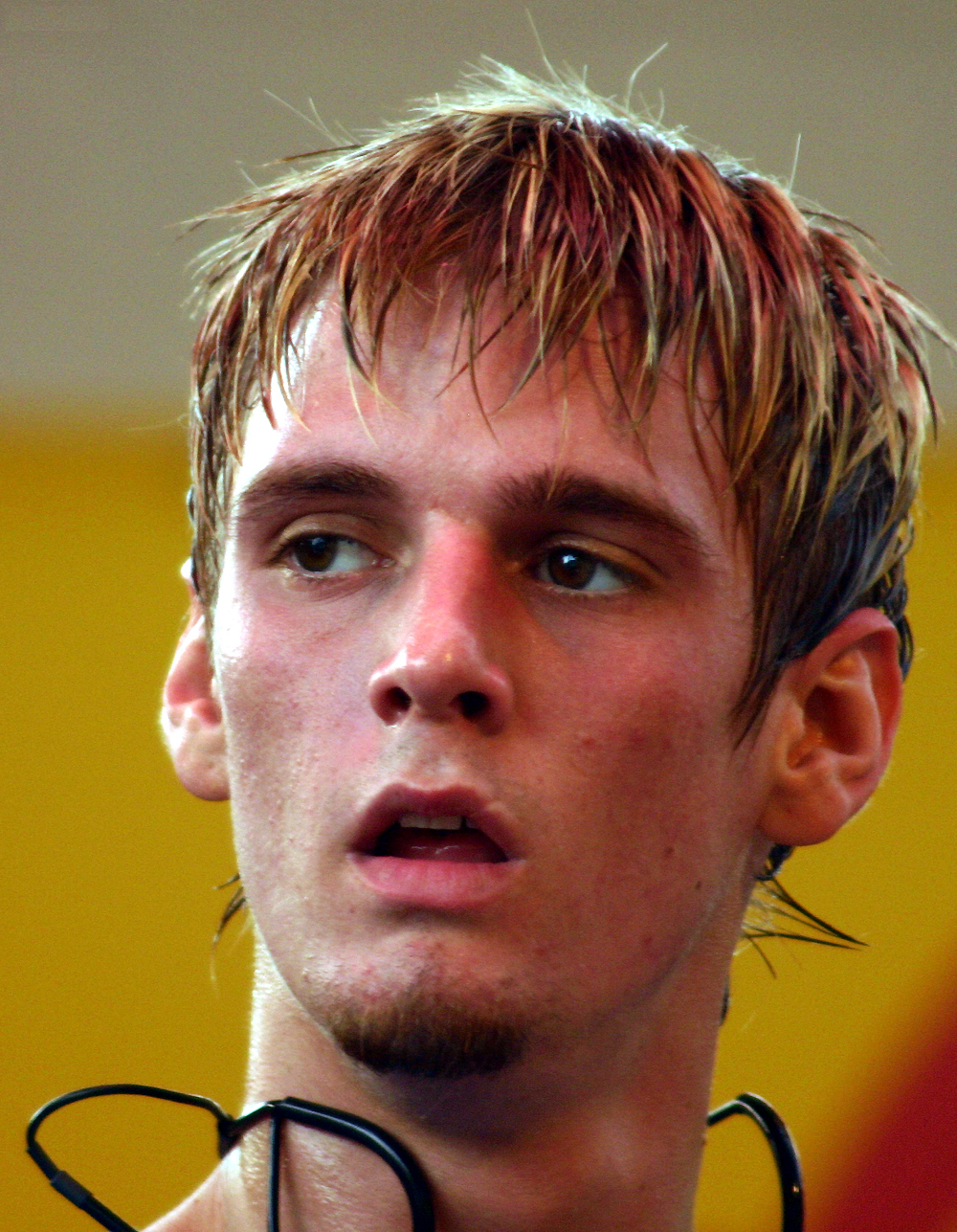
Aaron Carter (07/12/1987-05/11/2022), chanteur américain, avait une sœur jumelle, Angel Carter.
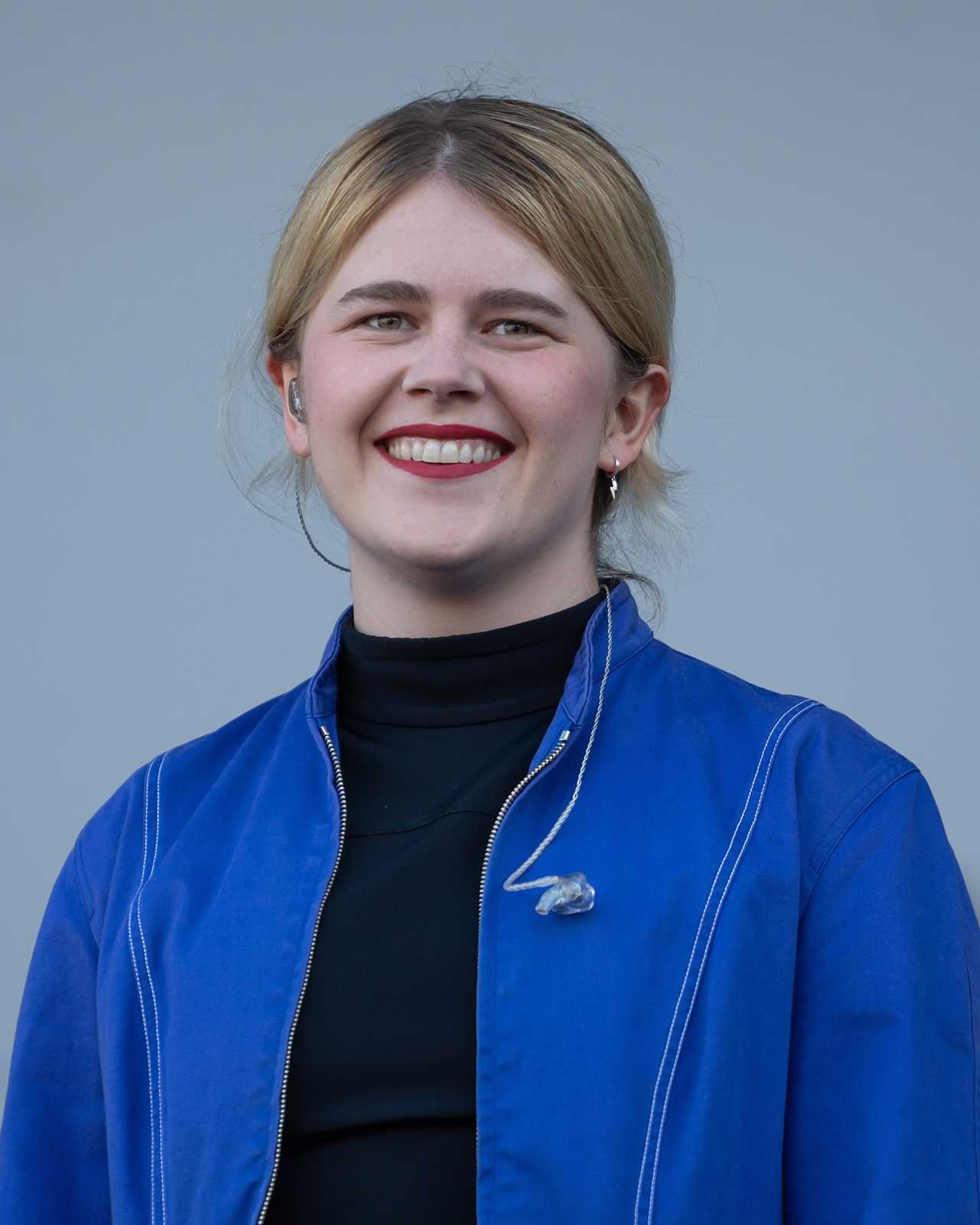
Zaho de Sagazan (28/12/1999), chanteuse française, a une sœur jumelle, Kaïta de Sagazan.

### Sportifs
- Michel Hidalgo (22/03/1933-26/03/2020), joueur et entraîneur de football, avait un frère jumeau, Serge Hidalgo.
- Henry Cooper (03/05/1934-01/05/2011), boxeur britannique, avait un frère jumeau, George Cooper (03/05/1934-2010).
- Mario Andretti (28/02/1940), pilote automobile italo-américain, a un frère jumeau, Aldo Andretti.
- John Elway (28/06/1960), ancien quart-arrière de la Ligue nationale de football et gagnant de deux Super Bowl, avait une sœur jumelle, Jana Elway (28/06/1960-2002).
- Becky Lavelle (05/12/1974), triathlète américaine, avait une sœur jumelle, Jenny Lavelle (05/12/1974-17/12/2007)
- Thierry Omeyer (02/11/1976), joueur français de handball, gardien du THW Kiel et de l'équipe de France, a un frère jumeau, Christian Omeyer (qui est également joueur de handball et évolue au poste d'arrière gauche au SC Sélestat handball).
- Becky Bereswill (en) (02/10/1990), patineuse artistique américaine, a une sœur jumelle, Allisson Bereswill.
- Beth Munro (23/06/1993), taekwondoïste handisport britannique, a une sœur jumelle, Faye Munro.
- Elena Kratter (05/07/1996), athlète handisport suisse, a une sœur jumelle.
- Yoon Ji-yu (28/12/2000), pongiste sud-coréenne, a une sœur jumelle.

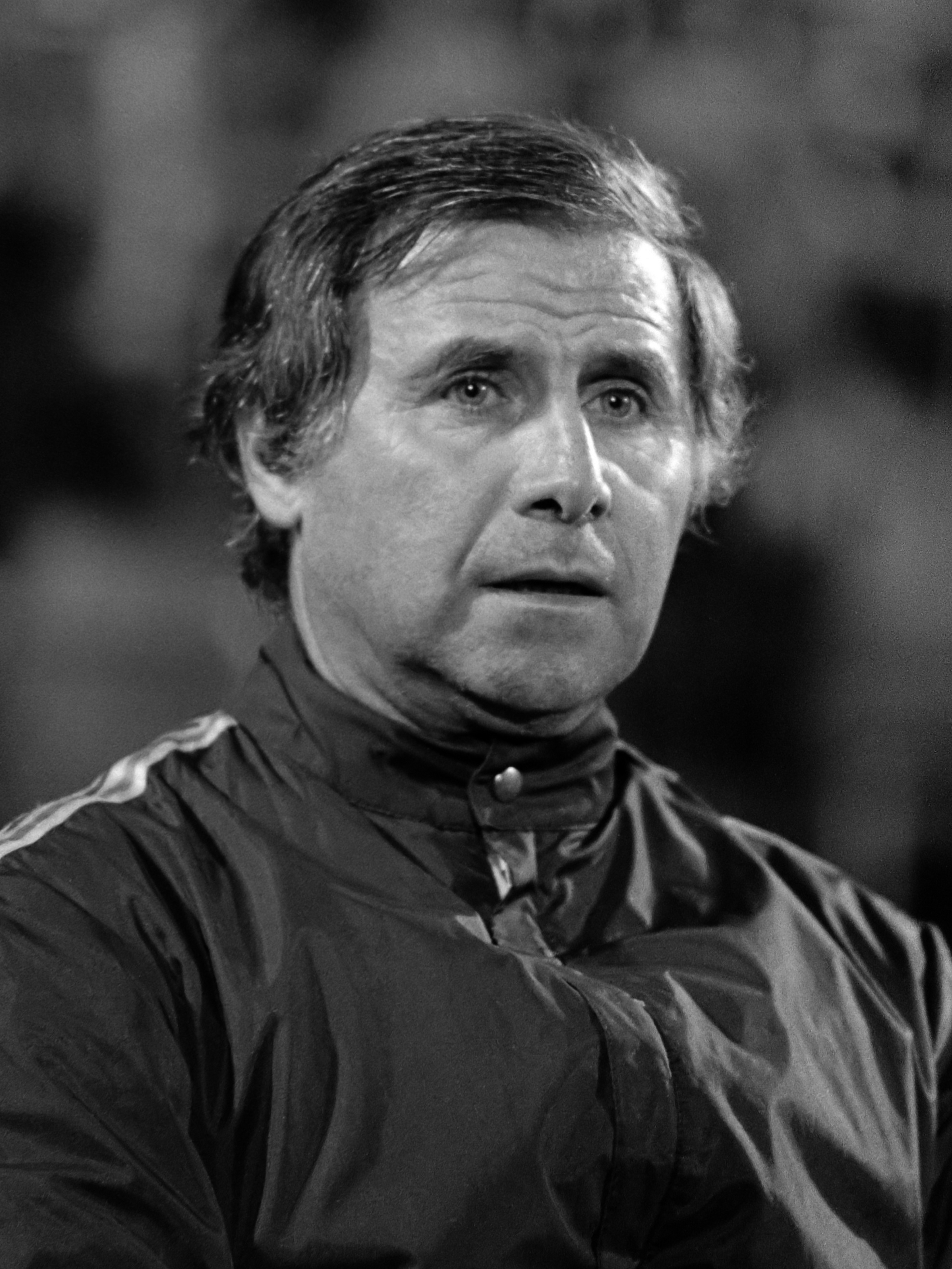
Michel Hidalgo (22/03/1933-26/03/2020), joueur et entraîneur de football, avait un frère jumeau, Serge Hidalgo.
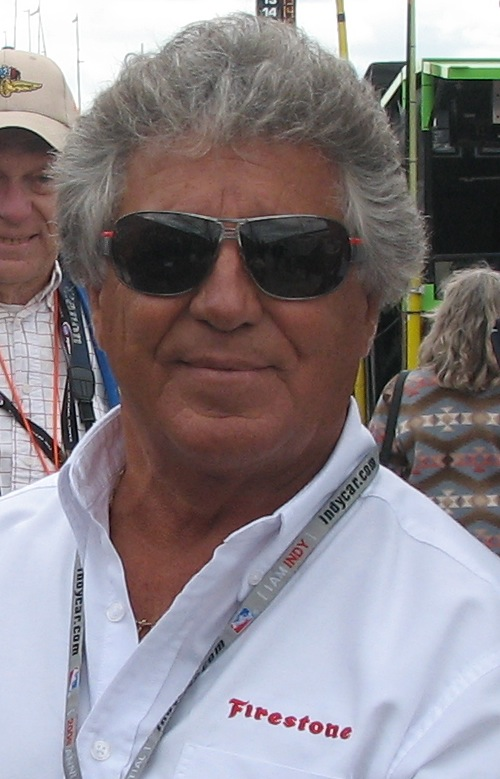
Mario Andretti (28/02/1940), pilote automobile italo-américain, a un frère jumeau, Aldo Andretti.
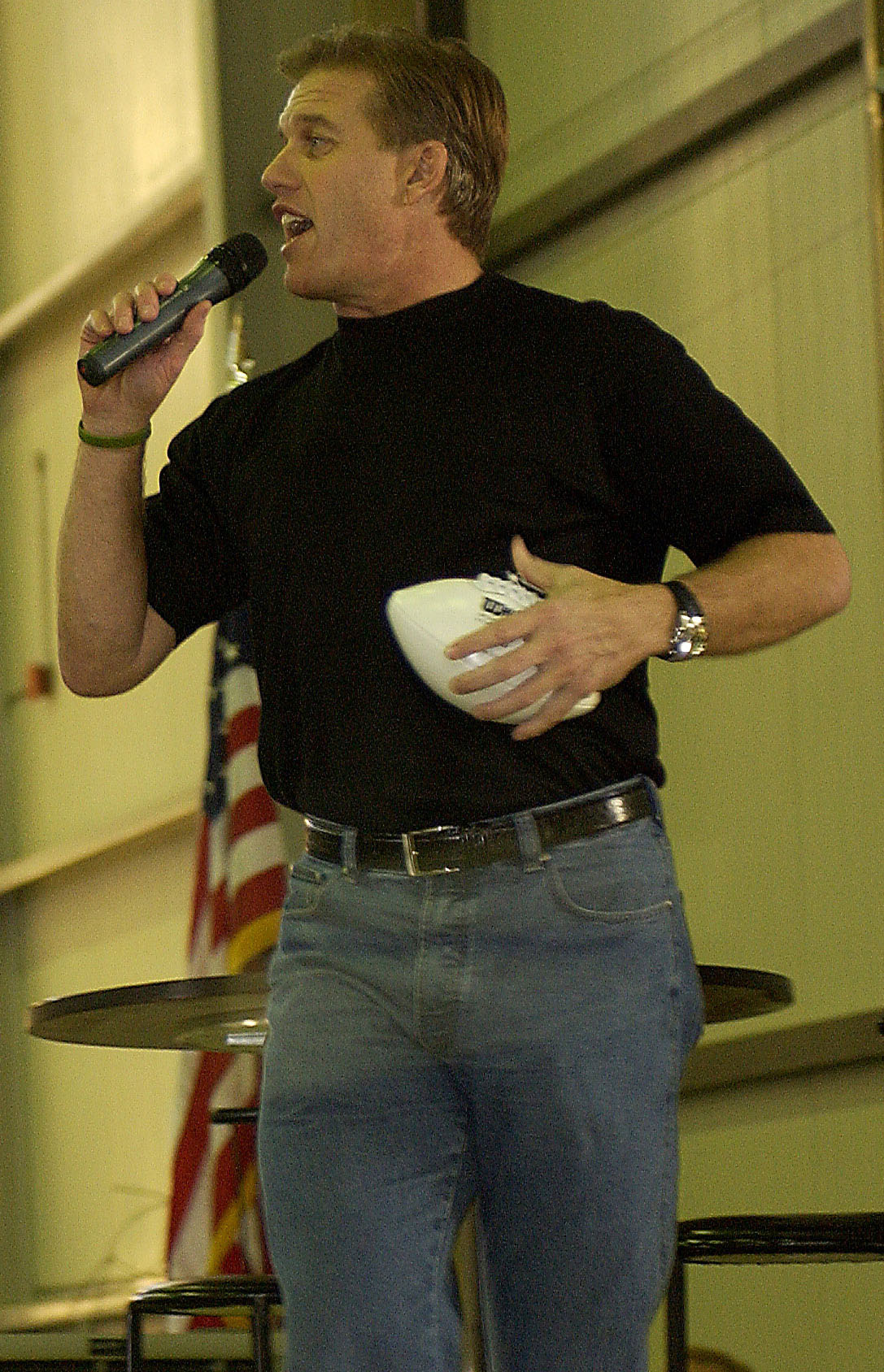
John Elway (28/06/1960), joueur à la Ligue nationale de football, avait une sœur jumelle, Jana Elway.
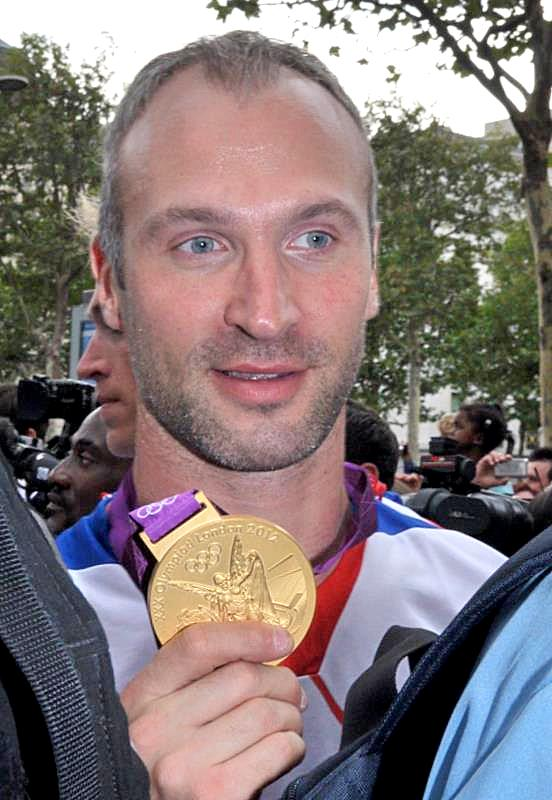
Thierry Omeyer (02/11/1976), joueur français de handball, a un frère jumeau, Christian Omeyer.
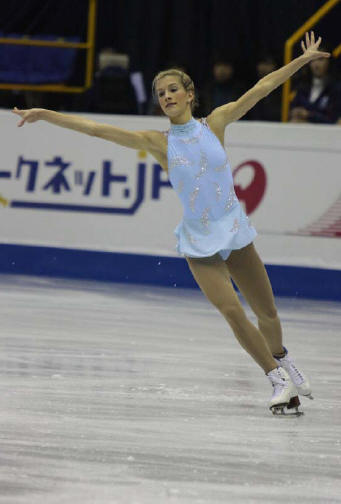
Becky Bereswill (02/10/1990), patineuse artistique américaine, a une sœur jumelle, Allisson Bereswill.

### Politique
- Léon-Gontran Damas (28/03/1912-22/01/1978), poète et homme politique français, avait une sœur jumelle, Gabrielle Damas (qui est morte en bas âge).
- Kofi Annan (08/04/1938-18/08/2018), secrétaire général de Nations unies, avait une sœur jumelle, Efua Atta Annan (08/04/1938-1991).
- Eileen Flynn, femme politique irlandaise, a une sœur jumelle, Sally Flynn.

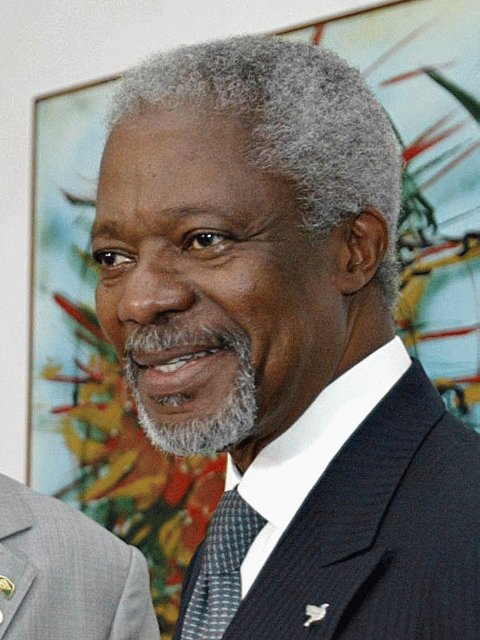
Kofi Annan (08/04/1938-18/08/2018), secrétaire général de Nations unies, avait une sœur jumelle, Efua Atta Annan.

### Mannequins
- Jerry Hall (02/07/1956), mannequin américain, a une sœur jumelle, Terry Hall.
- Gisele Bündchen (20/07/1980), mannequin brésilienne, a une sœur jumelle, Patrícia Bündchen.
- Camille Cerf (09/12/1994), Miss France 2015, a une sœur jumelle, Mathilde Cerf.

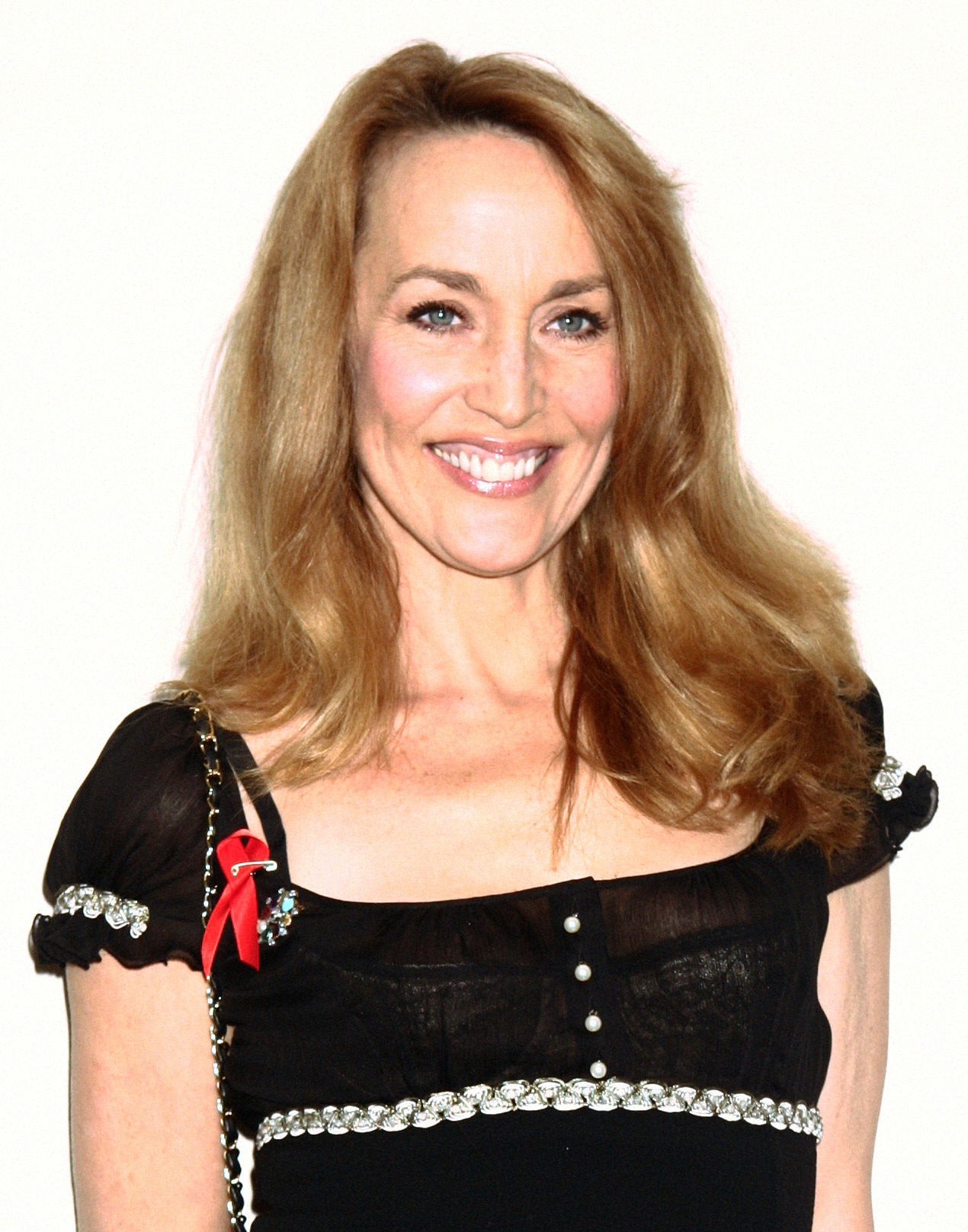
Jerry Hall (02/07/1956), mannequin américain, a une sœur jumelle, Terry Hall.
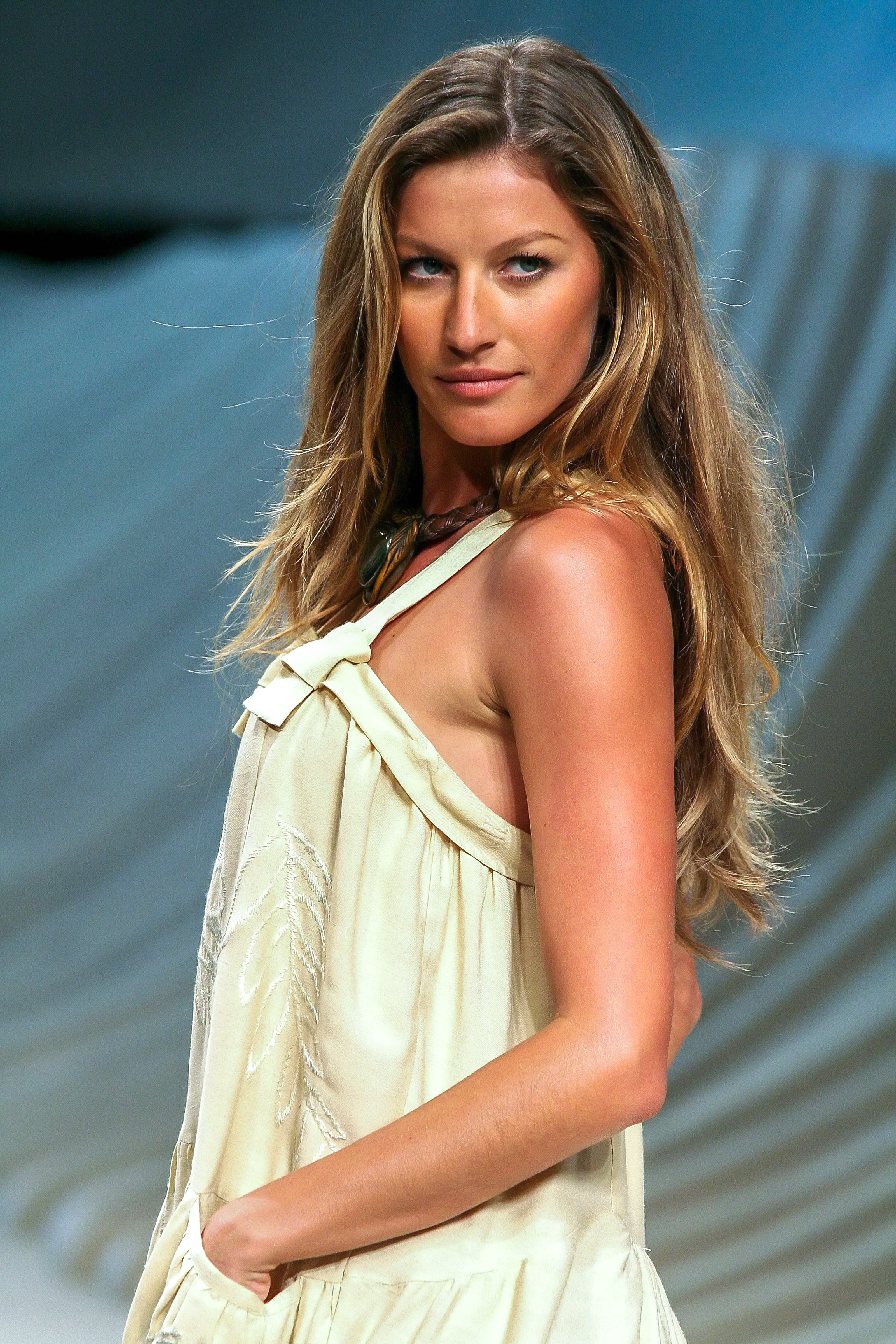
Gisele Bündchen (20/07/1980), mannequin brésilienne, a une sœur jumelle, Patrícia Bündchen.
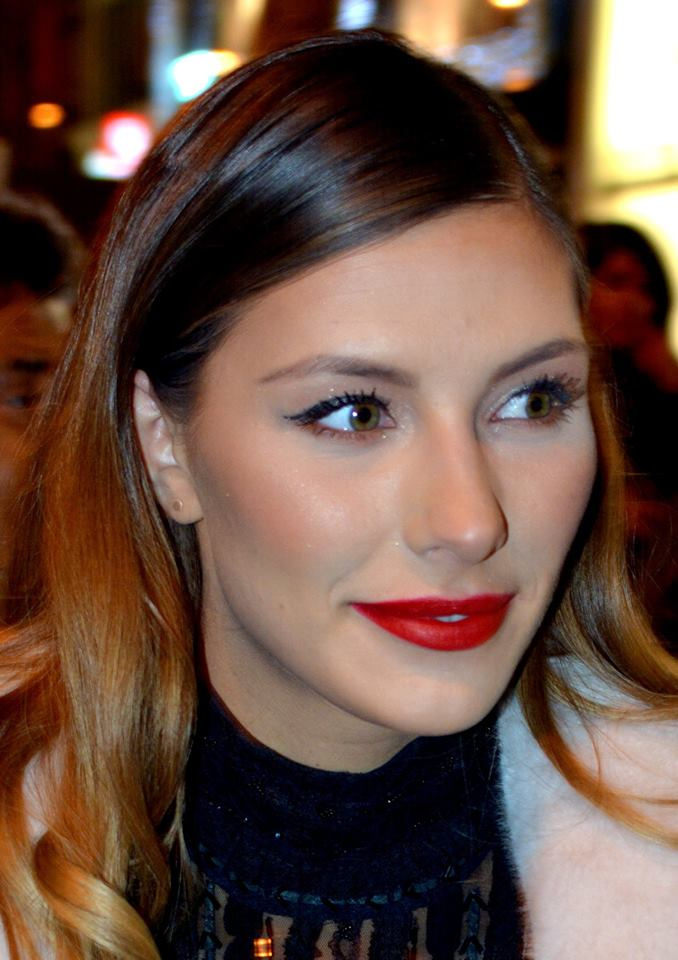
Camille Cerf (09/12/1994), Miss France 2015, a une sœur jumelle, Mathilde Cerf.

### Autres
- Mark Twain (30/11/1835-21/04/1910), écrivain, essayiste et humoriste américain, avait un frère jumeau mort-né[réf. nécessaire].
- François Pompon (09/05/1855-06/05/1933), sculpteur français, avait un frère jumeau, Hector Pompon (09/05/1855-1907).
- Gaston Thiesson (30/07/1882-02/02/1920), peintre français, avait un frère jumeau, Ernest Thiesson, employé de bureau (30/07/1882-02/12/1921).
- Alice Mary Weeks (26/08/1909-29/08/1988), géologue américaine, avait une sœur jumelle, Eunice Weeks[1].
- César Baldaccini (01/01/1921-06/12/1998), sculpteur français, avait une sœur jumelle, Amandine Baldaccini.
- Victor A. McKusick (21/10/1921-22/07/2008), professeur américain en génétique médicale, avait un frère jumeau, Vincent L. McKusick (qui est juge en chef de la cour supérieure du Maine aux États-Unis).
- Philip K. Dick (16/12/1928-02/03/1982), écrivain américain, avait une sœur jumelle, Jane Charlotte Dick, morte en bas âge.
- Audrey Stevens Niyogi (21/07/1932-28/02/2010), biochimiste américaine, avait une sœur jumelle, Ardyce Stevens (21/07/1932-?).
- Judith Scott (01/05/1943-15/03/2005), artiste américaine, avait une sœur jumelle, Joyce Scott.
- Michael Aris (27/03/1946-27/03/1999), universitaire américain, avait un frère jumeau, Anthony Aris (27/03/1946-14/10/2015)[2].
- Jamie Dimon (13/03/1956), personnalité de la finance américaine, a un frère jumeau, Ted Dimon.
- Paul Arcand (12/05/1960), animateur de télévision et de radio et réalisateur québécois.
- Christophe Botti (30/01/1974), auteur dramatique, scénariste et metteur en scène français, a un frère jumeau, Stéphane Botti (qui est scénariste, réalisateur, comédien, mime et parolier).

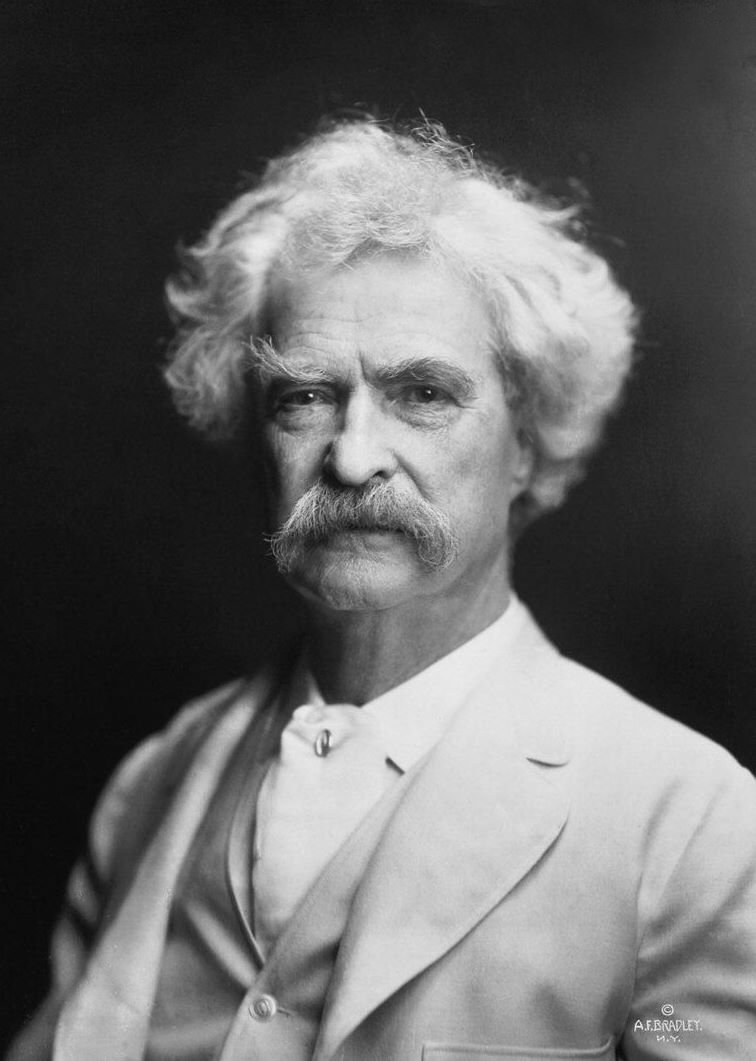
Mark Twain (30/11/1835-21/04/1910), écrivain américain, avait un frère jumeau mort-né.
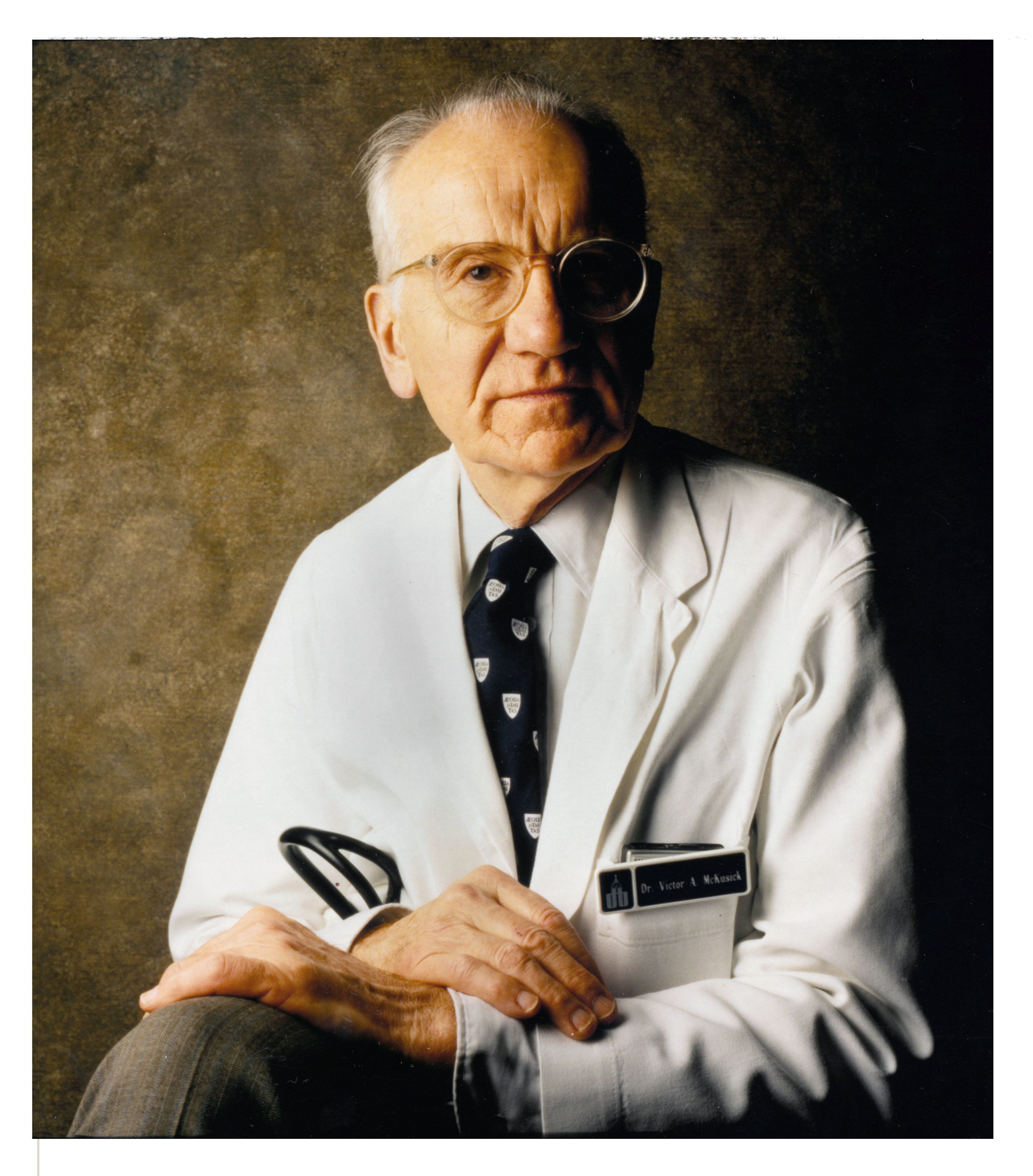
Victor A. McKusick (21/10/1921-22/07/2008), professeur américain en génétique médicale, avait un frère jumeau, Vincent L. McKusick.
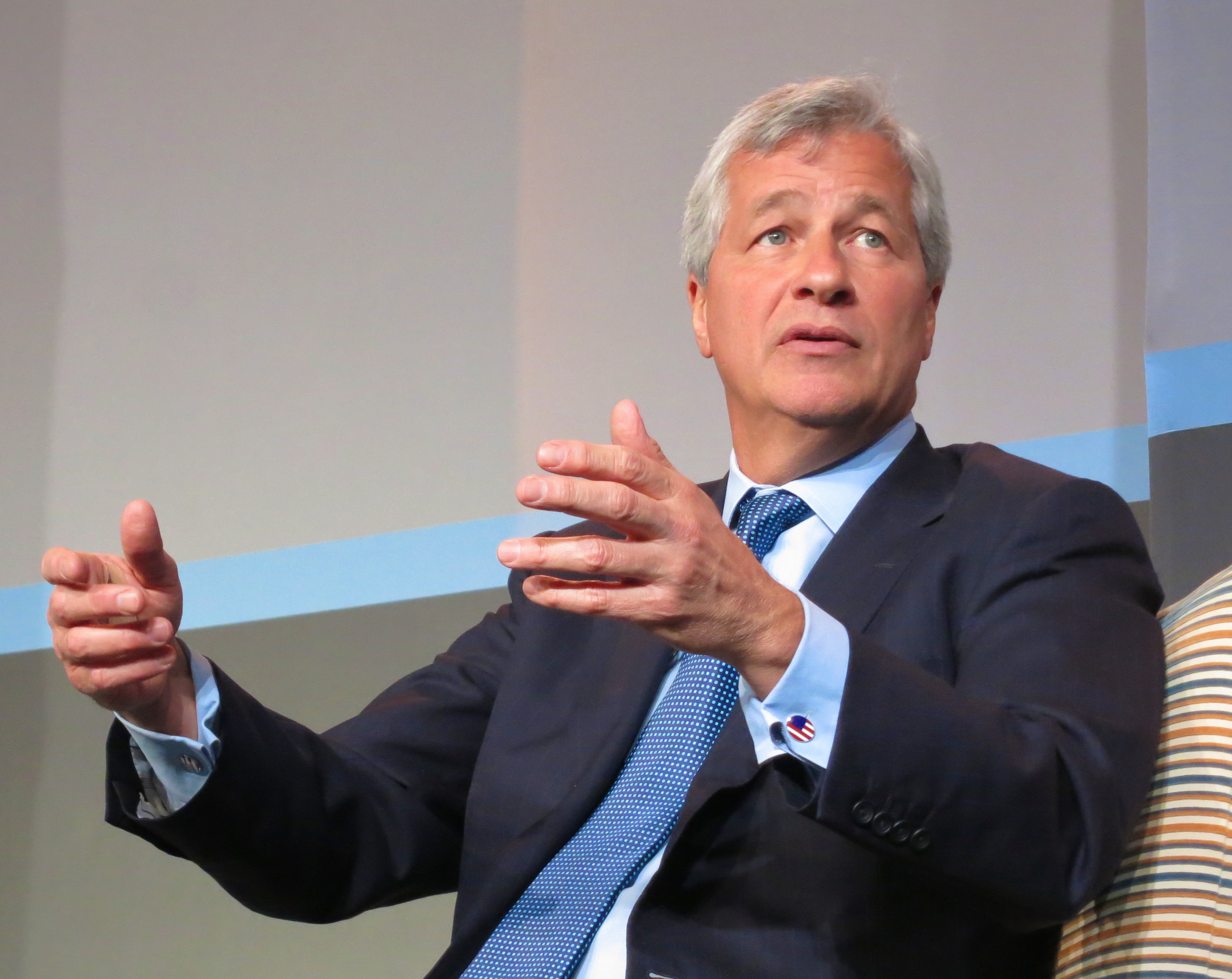
Jamie Dimon (13/03/1956), personnalité de la finance américaine, a un frère jumeau, Ted Dimon.

## Frères et sœurssiamois
- Mary et Eliza Chulkhurst (1100-1134), siamoises anglaises (dites les « demoiselles de Biddenden » ou les « servantes Biddenden »), unies par l'épaule et la hanche. Elles constituent le premier cas répertorié de sœurs siamoises.
- Lazarus et Joannes Baptista Colloredo (1617 – après 1646), siamois Italiens.
- Chang et Eng Bunker (11/05/1811-17/01/1874), siamois thaïlandais (anciennement royaume de Siam, d'où le terme de « siamois ») devenus américains, unis par un double foie et le sternum.
- Millie et Christine McCoy (1851-1912), siamoises américaines, pygopages (liées par le sacrum).
- Rosa et Josepha Blažek (20/01/1878-30/03/1922), siamoises américaines, pygopages (liées ensemble dans la région fessière). L'une d'entre elles eut un fils.
- Daisy et Violet Hilton (05/02/1908-04/01/1969), siamoises britanniques, demeurant aux États-Unis ; elles ont fait une apparition dans La Monstrueuse Parade.
- Lori et George Schappell, nés Lori et Dori Schappell (18/09/1961- 07/04/2024)[3], siamois américains, présentant un craniopagus frontal angulaire ; ils se partagent 30 % du cerveau et la partie gauche du crâne est fusionnée au niveau de l'œil gauche de chacun ce qui ne les fait voir que d'un seul œil et dans une direction opposée. Lori et George sont les premiers jumeaux siamois de même sexe à s’identifier comme étant de genres différents après que George/Dori a annoncé qu’il était transgenre en 2007[3]. Dori étant atteinte de spina bifida, sa croissance a été interrompue au niveau des jambes, l'obligeant à vivre sur un tabouret roulant poussé par sa sœur et équipé d'un miroir afin de voir sa sœur.
- Ladan et Laleh Bijani (en) (17/01/1974-08/07/2003), siamoises iraniennes, unies par le côté de la tête ainsi que l'arrière qui était fusionné (craniopagus occipital). Elles sont mortes lors d'une chirurgie de séparation le 8 juillet 2003.
- Abigail et Brittany Hensel (07/03/1990), siamoises américaines, seul cas non séparé de parapagus dicéphalique : un corps avec deux têtes, deux colonnes vertébrales qui s'unissent en bas avec le bas du corps. Elles ont aussi présenté un cas de tribrachius, ayant eu un 3e bras au milieu, qui leur a été retiré.
- Hira et Nida Jamel[4] (08/10/1992), siamoises pakistanaises, issues d'une naissance de triplées et unies par la tête. Elles furent séparées à l'âge de deux ans le 23 janvier 1995 à l'Hôpital pour enfants de Toronto, mais Nida succomba peu après l'intervention.
- Rose et Grace Attard (octobre 2000), siamoises maltaises (dites Mary et Jodie) ; elles furent au cœur d'une bataille judiciaire. En effet, les expertises médicales montraient que Mary était trop faible pour vivre séparée de Jodie, mais que les deux fillettes mourraient si elles n'étaient pas séparées. Les parents s'opposèrent à la séparation au nom de leurs croyances religieuses, mais la justice anglaise stipula que l'opération devait avoir lieu. Les fillettes furent séparées en novembre 2000, Mary mourut comme c'était prévisible, et Jodie survécut à l'opération.
- Emma et Taylor Bailey[5] (2009-10/08/2010), siamoises américaines, seul cas de thoracopagus non séparé et partageant un seul cœur, mortes après une tentative de séparation.
- Lea et Tabea Block, siamoises allemandes, unies par le sommet de la tête (craniopagus vertical), Tabea est morte lors de la chirurgie effectuée aux États-Unis.
- Olga et Daria Kolacz, siamoises polonaises, séparées en Arabie saoudite à l'âge d'un an.
- Jean et Jacques Liberra.
- Wiktoria et Weronika Palen, siamoises polonaises, séparées aux États-Unis.
- Aleksandra et Patrycja Plociennik, siamoises polonaises.

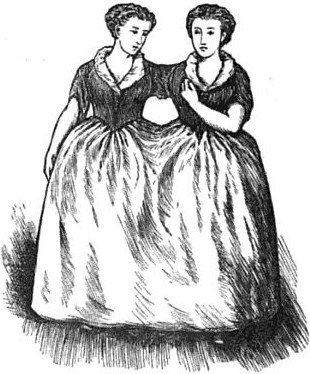
Mary et Eliza Chulkhurst (1100-1134), siamoises anglaises.
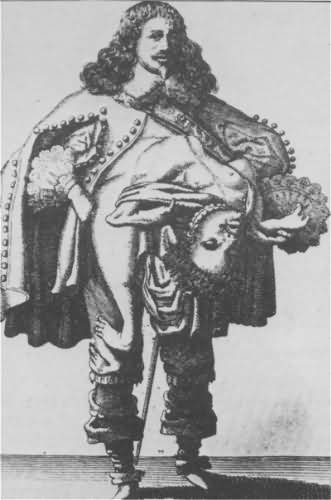
Lazarus et Joannes Baptista Colloredo (1617 – après 1646), siamois Italiens.
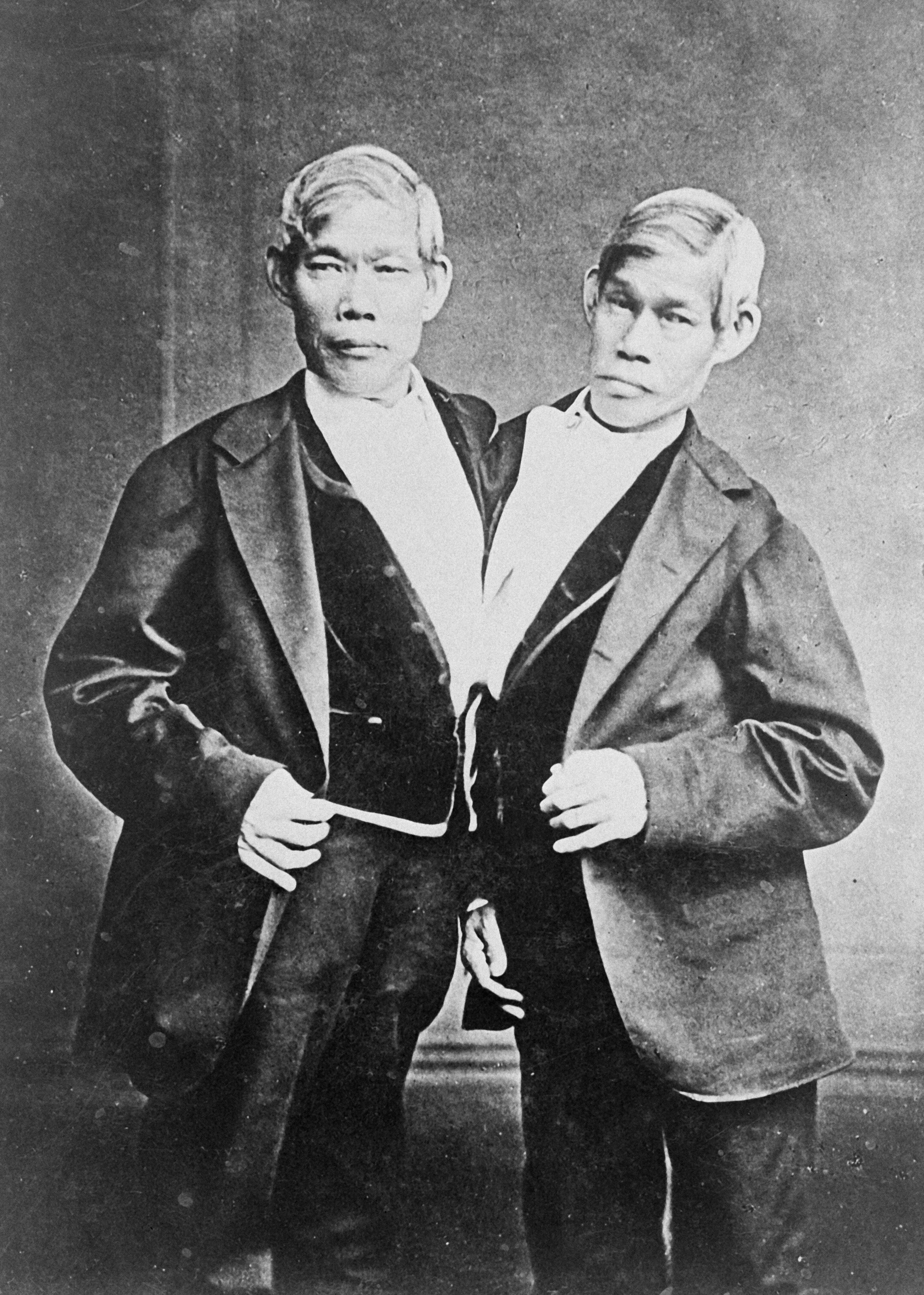
Chang et Eng Bunker (11/05/1811-17/01/1874), siamois thaïlandais.
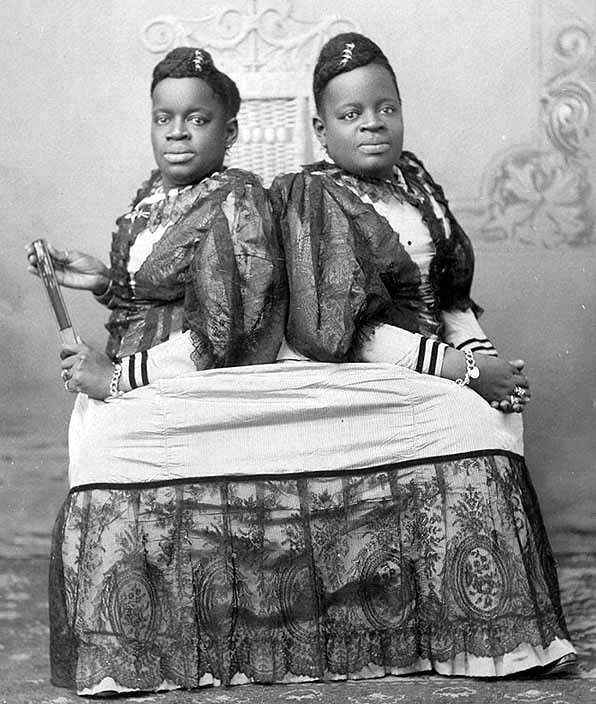
Millie et Christine McCoy (1851-1912), siamoises américaines.
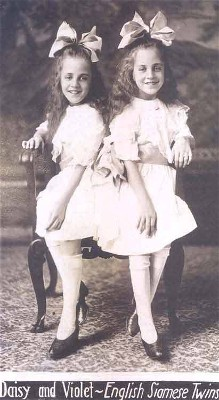
Daisy et Violet Hilton (05/02/1908-04/01/1969), siamoises britanniques.

Six cas de siamois vivants non séparés sont répertoriés[réf. nécessaire] :
- Ronnie et Donnie Galyon (1952), siamois américains, unis à l'abdomen (omphalopagus). L'opération de séparation de ce type de siamois est assez simple de nos jours, quand les bébés n'ont que quelques mois. Ce n'était pas le cas en 1952. Depuis, les jumeaux ont refusé de se séparer. Ce sont les siamois les plus âgés au monde.
- Abby et Britty Hensel (1990), siamoises américaines (dithoraciques).
- Tatiana et Krista Hogan (25/10/2006), siamoises canadiennes, reliées par le côté supérieur du crâne (craniopagus), pratiquement comme les jumelles Bijani. Tatiana a un cœur malformé et petit qui pompe le sang du cœur de Krista et le sien.
- Carmen et Lupita Andrade-Solis, siamoises mexicaines, unies côte à côte à partir de l'abdomen, elles n'ont qu'une jambe chacune pour deux troncs et quatre bras (parapagus tetrabrachius dithoracique).
- Anastasia et Tatiana Dogaru, siamoises roumaines nées en Italie et transférées à Los Angeles au centre craniofacial. Anastasia a le bas du crâne relié au sommet du crâne de Tatiana (craniopagus), et Anastasia n'a qu'un rein ne fonctionnant pas et relié aux deux reins de Tatiana.
- Ayara et Jayara Ratun (dites Ganga et Jamuna), siamoises indiennes, deux troncs, quatre bras mais reliées au bassin avec une jambe chacune, comme les jumelles Andrade Solis (ischio-omphalopagus tripus).

## Naissances multiples connues

### Triplés
- Triplées Dahm : Nicole, Erica et Jaclyn Dahm (en) (12/12/1977), mannequins américaines.
- Triplées de Secret Story : Marjorie, Cyrielle et Johanna Bluteau (23/04/1984), triplées françaises, gagnantes de la première saison de l'émission de téléréalité Secret Story.
- Triplées Luik : Lily, Leila et Liina Luik (14/10/1985), marathoniennes estoniennes ; les premières triplés de l'Histoire à disputer une épreuve aux Jeux olympiques (Rio de Janeiro 2016).
- Triplées Alexandri : Vasiliki, Anna-Maria et Eirini-Marina Alexandri (15/09/1997), nageuses synchornisées autrichiennes.

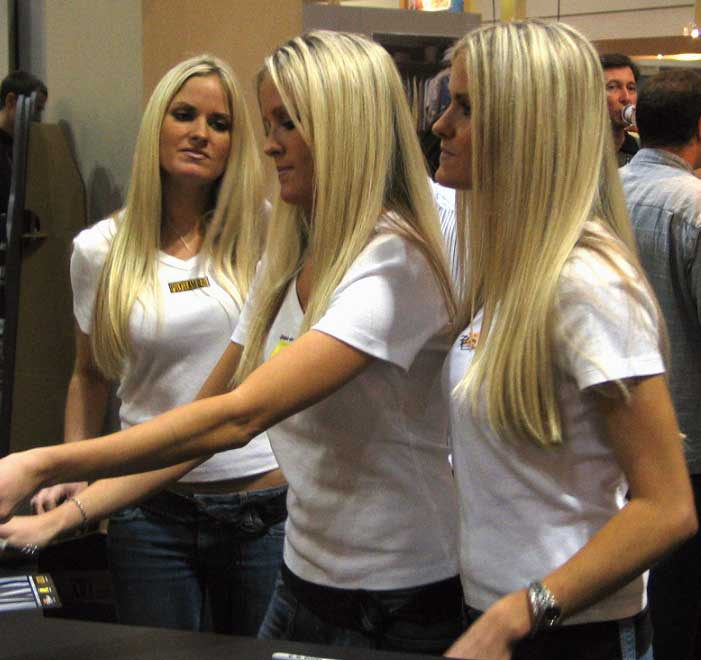
Nicole, Erica et Jaclyn Dahm (en) (12/12/1977), triplées américaines.

### Quadruplés
- Quadruplés Brino : Myrinda, Nikolas, Lorenzo et Zachary Brino (21/09/1998), acteurs américains. Zachary Brino a joué dans la série télévisée What About Brian ; Lorenzo et Nikolas Brino ont joué dans la série télévisée Sept à la maison ; Lorenzo Brino est mort à l'âge de 21 ans le 9 mars 2020 dans un accident de voiture.
- Castor, Pollux, Hélène et Clytemnestre, demi-frères et demi-sœurs quadruplés de la mythologie grecque, issus de Léda (Pollux et Hélène étant les enfants de Zeus, et Castor et Clytemnestre étant les enfants de Tyndare).

### Quintuplés
- Quintuplées Dionne : Yvonne (28/05/1934-23/06/2001), Annette (28/05/1934), Cécile (28/05/1934), Émilie (28/05/1934-06/08/1954) et Marie (28/05/1934-27/02/1970), quintuplées canadiennes.

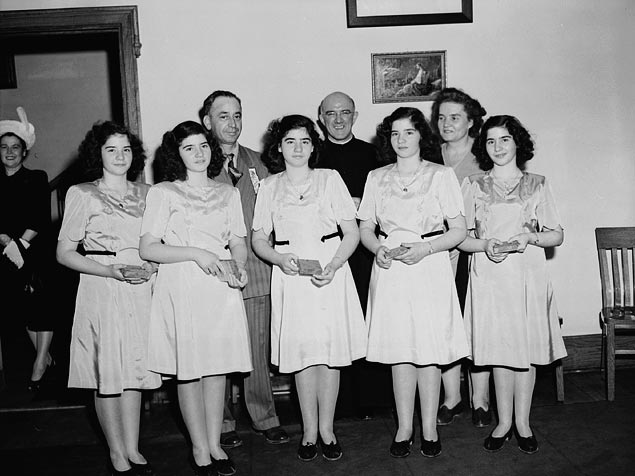
Les sœurs Dionne : Yvonne (1934-2001), Annette (1934-), Cécile (1934-), Émilie (1934-1954) et Marie (1934-1970), quintuplées canadiennes.

### Sextuplés
- Sextuplés Dilley (en) : Brenna, Julian, Quinn, Claire, Ian et Adrian Dilley (25/03/1993), premiers sextuplés survivants américains.
- Sextuplés Masche (en) : Savannah, Bailey, Grant, Cole, Molli et Blake Masche (11/076/2007), sextuplés américains, héros d'une émission de téléréalité américaine, Raising Sextuplets (en).
- Sextuplés Scott : Aaron, Wyatt, Erwan, Nora, Sandy et Tess Scott.

### Septuplés
- Septuplés McCaughey (en) : Kenneth, Alexis, Natalie, Kelsey, Nathan, Brandon et Joel McCaughey (19/11/1997), septuplés américains.

### Octuplés
- Octuplés Chukwu (en) : Chukwuebuka Nkemjika (en) (08/12/1998), Chidinma Amulika (en) (20/12/1998), Chinecherem Nwabugwu (en) (20/12/1998), Chimaijem Otito (en) (20/12/1998), Chijindu Chidera (en) (20/12/1998-27/12/1998), Chukwubuikem Maduabuci (en) (20/12/1998), Chijioke Chinedum (en) (20/12/1998) et Chinagorom Chidiebere (en) (20/12/1998), octuplés américains d'origine nigériane, surnommés respectivement Ebuka, Chidi, Echerem, Chima, Odera, Ikem, Jioke et Gorom (respectivement fille, fille, fille, fille, fille, garçon, garçon et fille). Chukwuebuka Nkemjika, la première née des octuplés, est née deux semaines avant ses sept autres frères et sœurs. Chijindu Chidera, la cinquième de la fratrie, est décédée à l'âge d'une semaine.

## Records par des jumeaux
- Mary Crombie (06/07/1890-22/09/2003), américaine, la plus vieille jumelle connue, décédée à 113 ans.
- Gin Kanie (01/08/1892-28/02/2001) et Kin Narita (01/08/1892-23/01/2000), jumelles japonaises, furent le couple de jumeaux le plus âgé du monde (décédées à 108 et 107 ans).
- Jim Lewis et Jim Springer (1940), jumeaux séparés peu après la naissance pour se retrouver à l'âge de 39 ans, en 1979. Ils ont fait partie d'une vaste étude de jumeaux. Leurs vies parallèles, présentant des similitudes étonnantes, ont été largement médiatisées.
- Thomas et Grace Houghton-Burnett (2002), jumeaux britanniques les plus lourds nés au Royaume-Uni (respectivement 4,560 kg et 3,690 kg).
- Rumaisa et Hima Rahman (septembre 2004), les plus petites jumelles de l'histoire, elles mesuraient 20,3 cm à la naissance.
- Alice et Nelly Clarke, les plus vieilles jumelles britanniques.

## Jumeaux dysfonctionnels
- Grace et Virginia Kennedy (1970), jumelles américaines, se surnommant l'une l'autre Poto et Cabengo ; jusqu'à l'âge de huit ans, elles utilisaient un langage unique, mélange d'anglais et d'allemand assaisonné de néologismes (voir cryptophasie).